# Cerámica y porcelana china

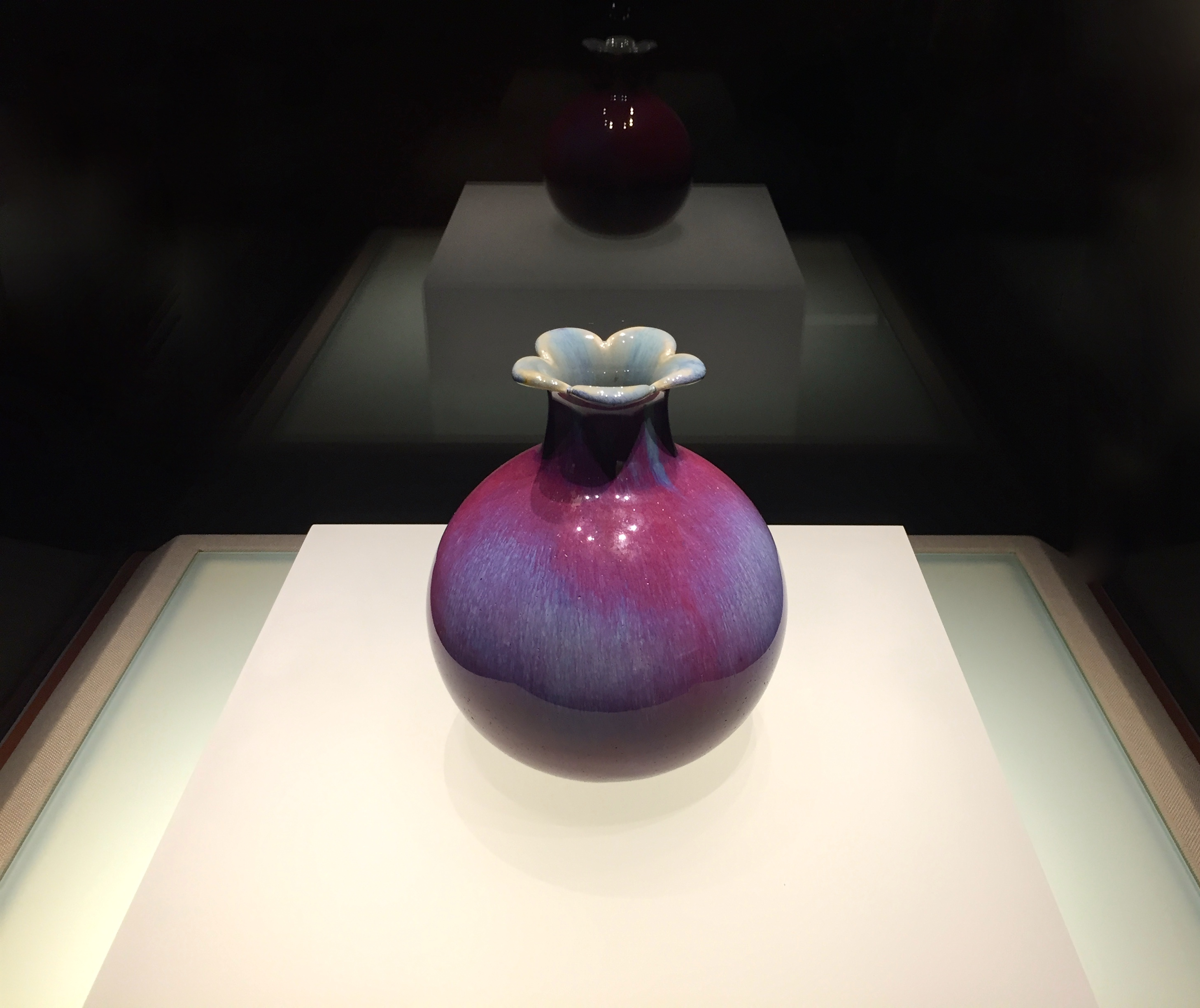
Liaoning Provincial Museum

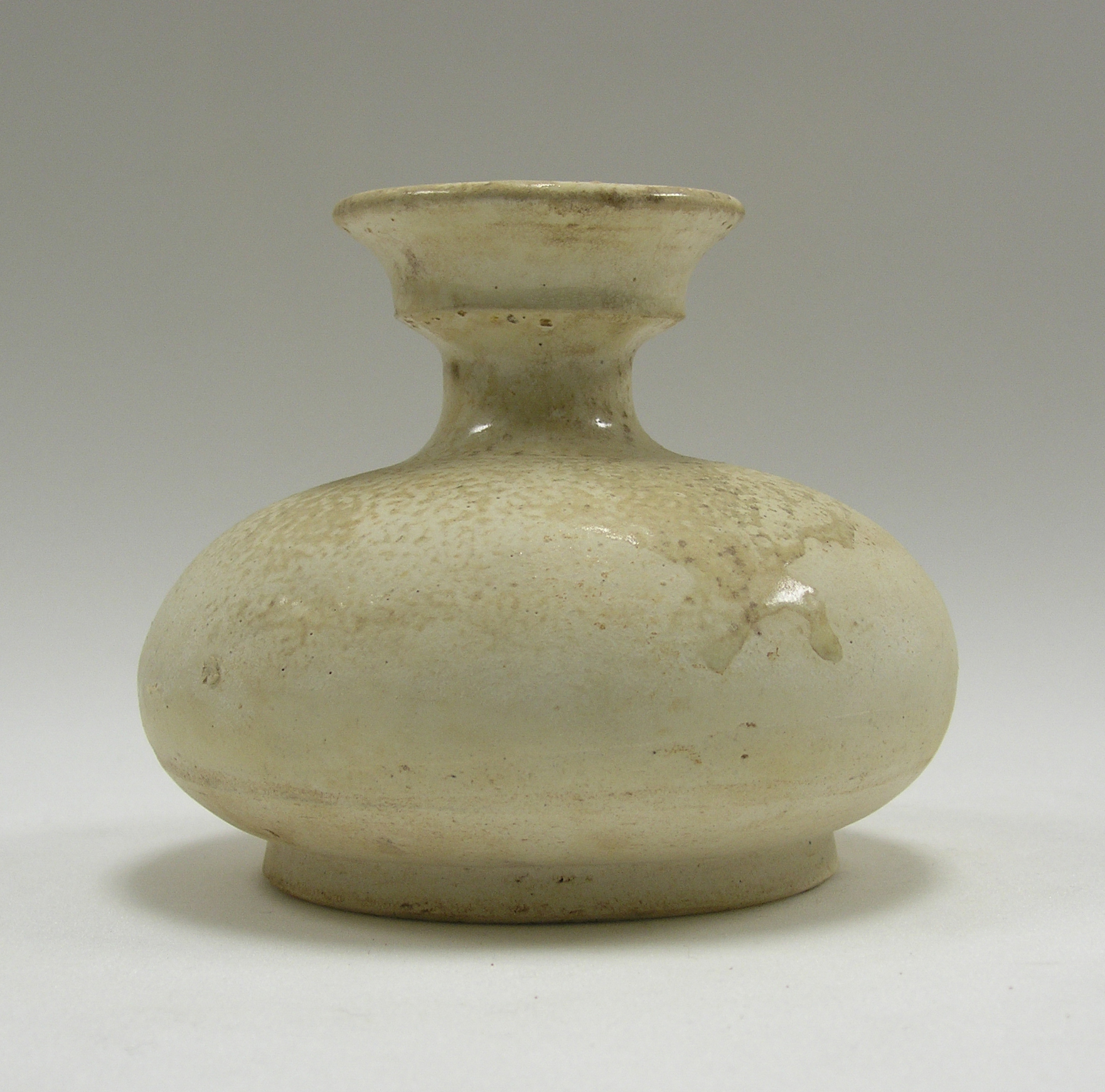
Vasija dinastía Tang. Auckland Museum Tamaki Paenga Hira

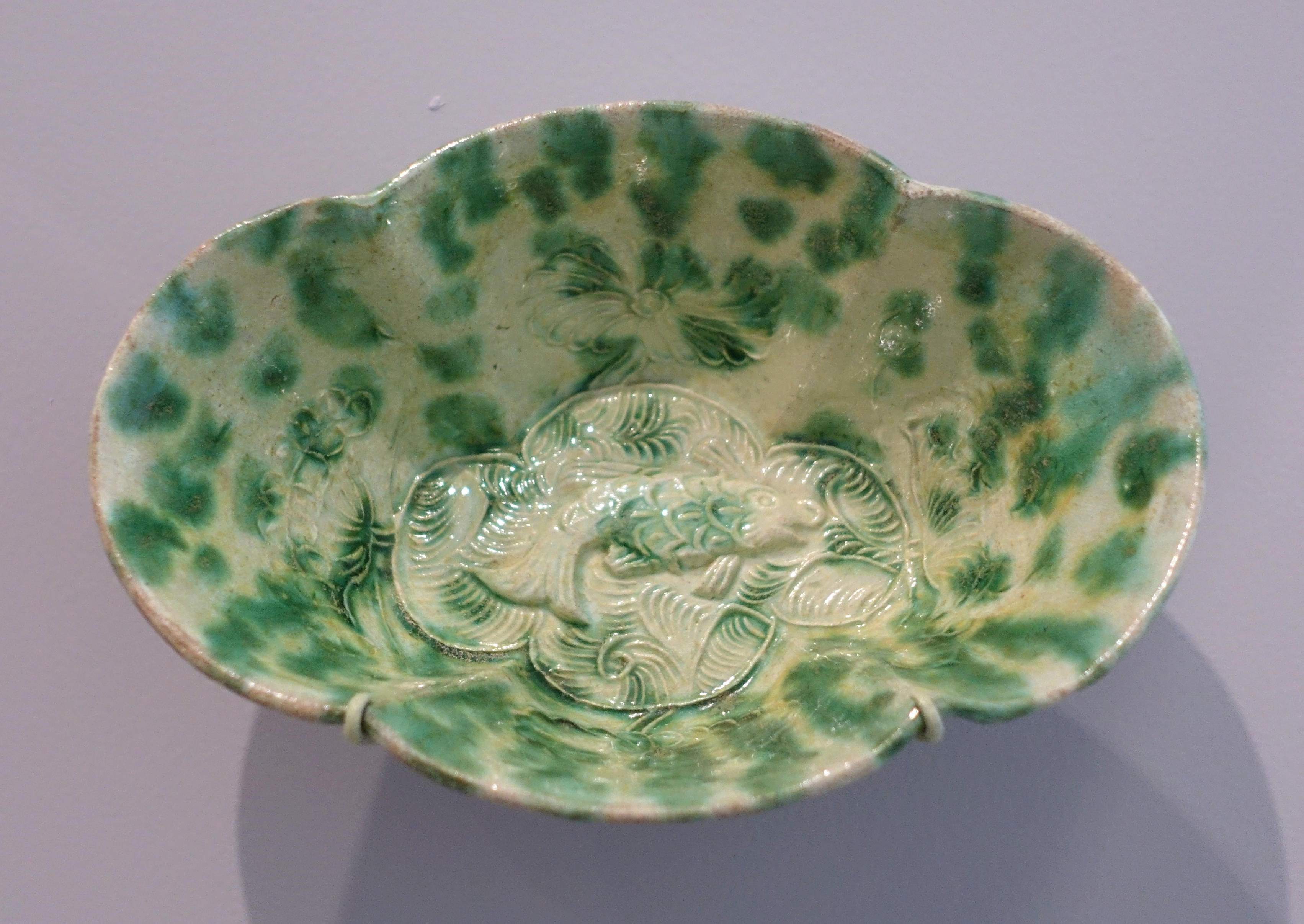
Plato cuatrifoliado, China, periodo Tang, siglos -., loza, esmalte transparente fundido, verde cobre - Arthur M. Sackler Museum, Universidad de Harvard

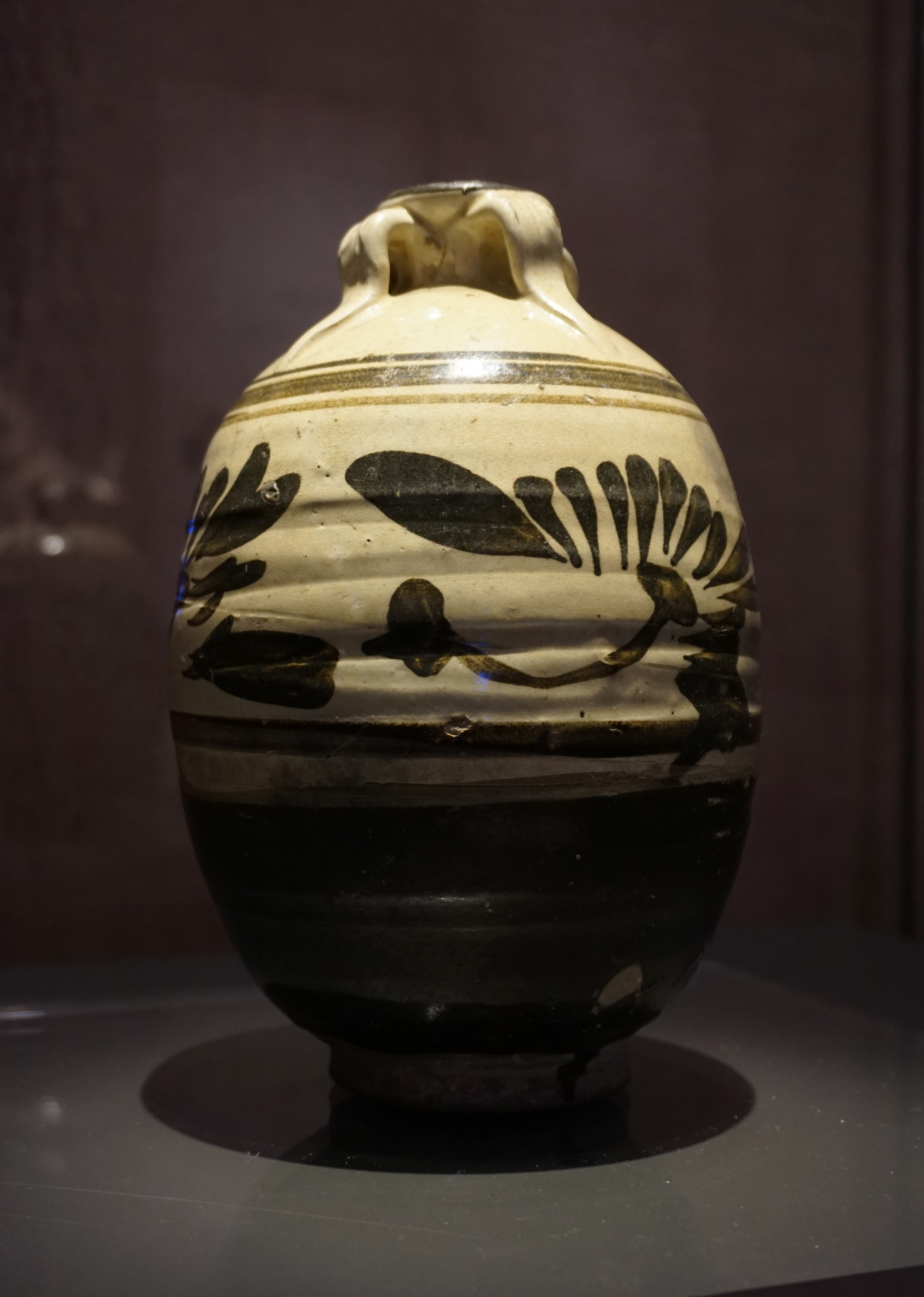
Jarrón de cuatro asas de esmalte blanco y flores negras. Periodo Song

Jarrón de porcelana decorado en azul cobalto de bajo brillo Dinastía Ming, marca y reinado de Wanli (1572-1620). Meiping (que significa "jarrón de prunus") es el último nombre que se le da a los jarros con cuellos constreñidos que originalmente se usaban para contener alcohol. Los jarros decorativos como este se llevarían para servir en la mesa, habiendo decantado el licor de jarrones más grandes.

La cerámica y porcelana china tiene una larga tradición de innovaciones técnicas y estilísticas y una gran influencia en el desarrollo de técnicas y estilos en Corea, Japón, Europa y México. 

## Antigüedad e importancia
De hecho, la cerámica es un arte de extrema antigüedad. Hacia los años 17000-16000 antes de la Era Común, China y Japón, producen la primera cerámica en el mundo en un contexto de tribus de cazadores-recolectores del final del Paleolítico.
La cultura de Yangshao sobre el 4000 a. C. es considerada la primera en proporcionar cerámica de alta calidad en grandes cantidades aunque muchos años antes dan muestras de buena calidad las culturas de Cishan en Hebei y Peiligang en Henan. En la época del neolítico, después de la cultura Yanshao, la cultura Majiayao, las producciones de la cultura de Longshan demuestran el uso del torno, indispensable para realizar la finura y la altura de ciertas piezas del prestigioso tipo «coquille d'œuf».
La cerámica todavía se está desarrollando, en términos de formas y decoraciones, así como técnicamente, en las dinastías Shang y Zhou. Muchas piezas notables provienen de ajuares funerarios (mingqi): como el de Qin Shi Huangdi y su ejército de terracota; representaciones de edificios Han, granjas y figuras humanas; bailarines y músicos, representaciones humanas o animales en gres, en los "tres colores" Tang, a veces grandes. Los ceramistas chinos mejoran, en la segunda mitad del siglo octavo, utilizando un gres porcelánico cuya cubierta, basada en óxido de hierro, adquiere matices sutiles de un verde más o menos claro. Estos gres porcelánicos cubiertos de verde llevarán más tarde el nombre de celadón entre los occidentales. En el siglo octavo son "protoceladones" y, bajo la dinastía Song (960 y 1279), ya celadones reales.
Bajo las Cinco Dinastías (907-979), las cerámicas Xing, cuasi-porcelanas, son las experiencias últimas, basadas en la riqueza de los depósitos de caolín, antes del desarrollo de la porcelana en China del Sur, que provocó la notoriedad de china. La producción de porcelana de estilo qingbai se establece bajo los Song del Sur (1127-1279). La fabricación de los llamados jarrones de porcelana "azul y blanca", que aparecieron durante la dinastía Yuan mongol (1279-1368), se desarrolló completamente bajo la dinastía Ming (1368-1644), y luego nuevamente en la dinastía Qing, durante la reinado del emperador Kangxi (1661-1722). Bajo los Qing, las porcelanas de la "familia rosa" y la "familia verde" también se están desarrollando, ampliamente comercializadas en occidente.

## Técnicas de fabricación de cerámica china.
Bajo el término general, "cerámica" son agrupados objetos que difieren significativamente entre sí por la composición de su cuerpo (terracota, gres, porcelana), la forma en que este cuerpo está cubierto (esmaltes, pinturas, imprimaciones), y cómo se realizó la cocción (temperatura, cocción por oxidación o reducción, etc.).

### Materiales empleados

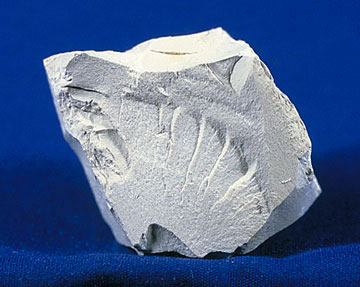
Caolín, "los huesos de la porcelana", según los chinos.

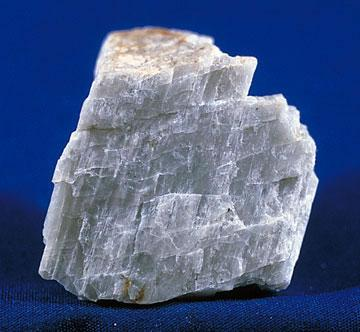
feldespato: "la carne de porcelana", es una piedra feldespática.

La cerámica china utiliza varios elementos mezclados en proporciones variables. Estos elementos juegan un papel diferente en el resultado final.
De acuerdo con los elementos utilizados, arena, cuarzo, arcilla, caolín y según los diversos fundentes, potasa, feldespato, etc., y según su grado de pureza, presencia o no de óxido de hierro, titanio, etc., según sus proporciones, y finalmente, según la temperatura de cocción, se dice que el cuerpo de cerámica está formado por terracota, gres o porcelana.
La Terracota (陶, táo) se obtuvo de arcillas impuras, a las que se agregó arena y potasa; la potasa, obtenida de las cenizas, jugó el papel de un "fundente".
El gres (cí) es una cerámica dura, vitrificada a alta temperatura y obtenida mediante la adición de materiales feldespáticos fusibles a la arcilla, para permitir esta vitrificación. La petuntsa, que es una roca feldespática, mezclada con potasa (fundente), se fundirá para cubrir las partículas refractarias del caolín. El nombre de este feldespato es baidunzi (chino: 白 墩子; pinyin: báidūnzi).
La Porcelana (瓷, cí, porque el término es el mismo en chino para gres o porcelana) es una variedad de gres que utiliza caolín, feldespato y arena. La porcelana permite obtener paredes muy finas y translúcidas. El caolín, por otro lado, es un tipo de arcilla, blanca, friable, cuya fuente más conocida es la colina de Gao-ling, al norte de Jingdezhen; se compone de alúmina (40 %), sílice (46 %) y agua (14 %).
Los chinos consideran que "el caolín y la petuntsa son los huesos y la carne de porcelana".

### Composición química
A diferencia de lo que se conoce en Europa, donde hay una clara distinción entre loza por un lado y porcelana, de origen chino, por el otro, la distinción es mucho menos clara en China, porque la cerámica china ha evolucionado desde sus inicios, desde la primera terracota hasta la porcelana más fina. En China, el término 瓷, cí (porcelana) se refiere tradicionalmente a la cerámica cocida a alta temperatura, que incluye lo que en Europa podría considerarse gres, porque no es translúcido.
Una tabla de los principales elementos químicos contenidos en algunas cerámicas típicas permite comprender mejor las características de cada uno:
| Cerámica                   | Sílice (arena, cuarzo...) | Alúmina (caolín, arcilla) | Óxido de hierro | Potasa (fondant) | Otros elementos |
| -------------------------- | ------------------------- | ------------------------- | --------------- | ---------------- | --------------- |
| Cerámica roja Shang        | 59.3 %                    | 16.2 %                    | 6.3 %           | 2.7 %            | 15.5 %          |
| Cerámica gris Shang        | 66.4 %                    | 19.3 %                    | 5,8 %           | 2.5 %            | 6.0 %           |
| Proto-celadon Zhou (Xi'an) | 72.4 %                    | 19.3 %                    | 1.6 %           | 3.8 %            | 2.9 %           |
| Celadón Song               | 76.2 %                    | 17.6 %                    | 0.6 %           | 2.8 %            | 2.8 %           |
| Porcelana Ming             | 73.6 %                    | 20.1 %                    | 0.9 %           | 2.9 %            | 2.5 %           |

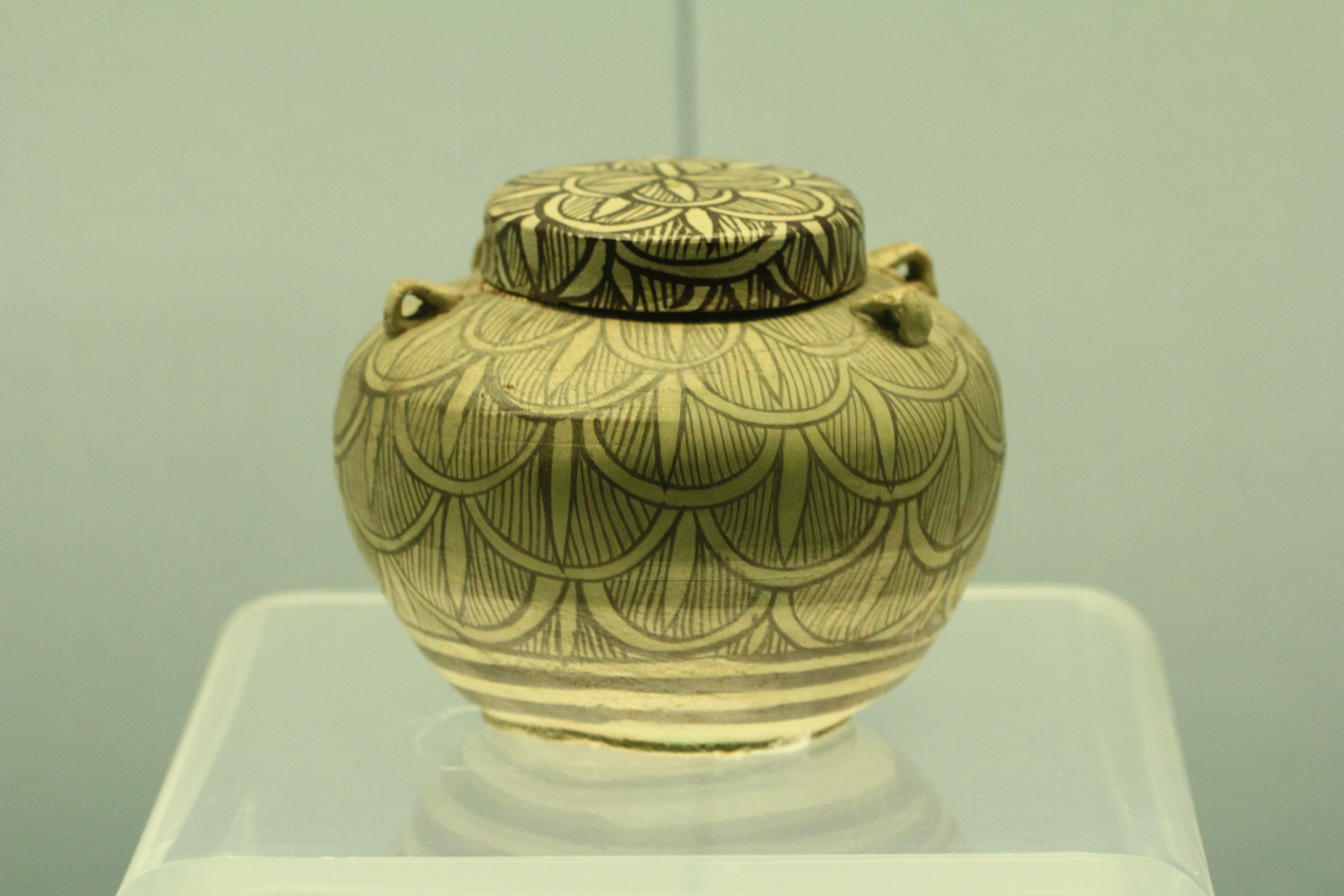
Tarro cubierto con diseño de hoja marrón sobre fondo blanco. Jizhou Ware. Song del sur - Yuan, A.D. 1127-1368.

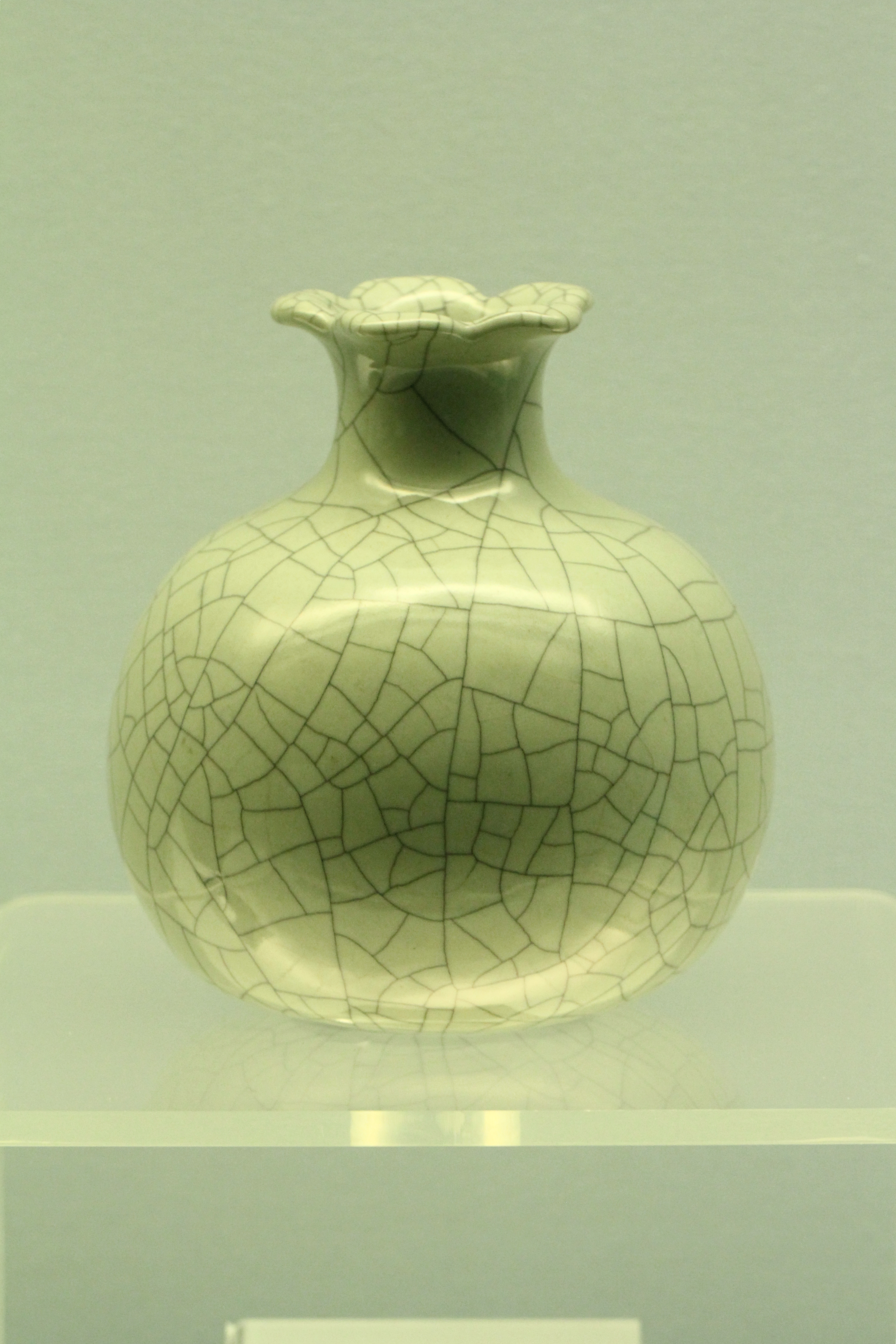
Zun en forma de granada tipo ge. Jingdezhen Ware. Reinado Yongzheng (A.D. 1723-1735), Qing.

Esta tabla permite sacar algunas conclusiones. :
- la verdadera ruptura es entre las cerámicas Shang (entre los 1767 y 1122 antes de la era común, fechas tradicionales) y los proto-celadones Zhou (entre los 1046 y 256 aC), mucho más que entre estos mismos proto-celadones Zhou y la porcelana Ming (desde 1368 hasta 1644 después de la era común);
- Esta ruptura se caracteriza ante todo por la disminución de las impurezas: óxido de hierro, cuya eliminación produce una pasta blanca, y los otros elementos, que incluyen en particular manganeso, magnesia, cal (que también es un fundente) y varios desechos;
- El otro elemento importante es el aumento en el contenido de sílice cuando se trata de celadón y porcelana. El nivel de alúmina, en el caolín, por ejemplo, está aumentando, pero es bajo. Finalmente, la tasa de potasa (el fudente) es estable.

Los chinos consideran que algunos protoceladones son en realidad porcelanas: de hecho, es muy temprano, desde la dinastía Han del este, alrededor de los siglos I y II cuando aparecieron las cerámicas consideradas hoy por la mayoría de los expertos como las primeras porcelanas verdaderas.

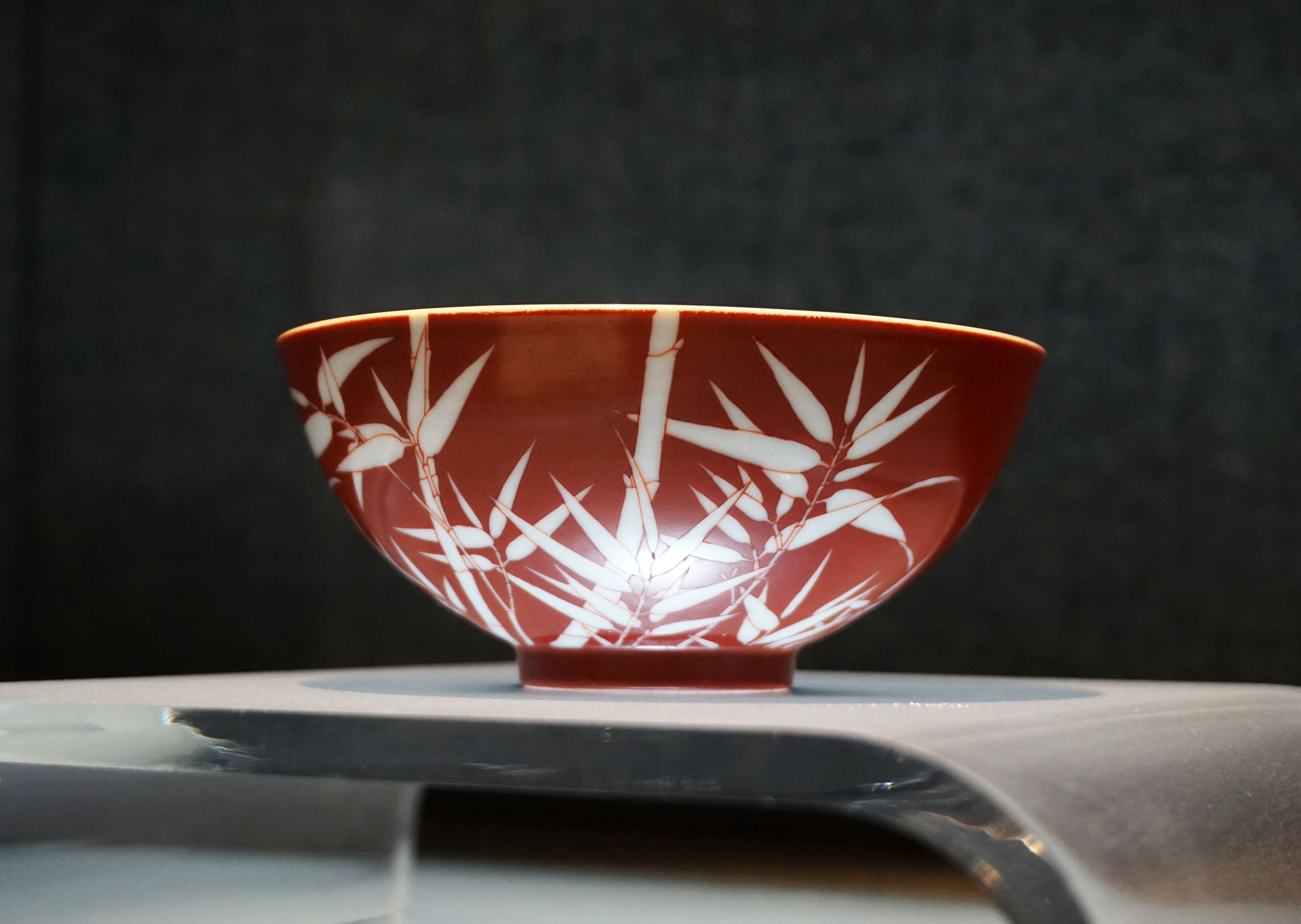
Cuenco de la era Qing

### Cerámica neolítica pintada.
Durante el Neolítico chino, los colores que se utilizan para las cerámicas pintadas son rojo, blanco, marrón y negro; el amarillo es bastante excepcional en este momento. El rojo está compuesto de hierro con una alta proporción de ocre (hidrato de óxido de hierro) y óxido de hierro. El blanco contiene proporciones muy pequeñas de arcilla blanca (ganzi tu), una arcilla similar a la arcilla de porcelana (gaoling tu, caolín) que se usó para hacer terracota blanca. Los pigmentos marrón y negro contienen una cierta proporción de hierro y manganeso (materiales naturales triturados): cromita de hierro, bioxina de manganeso. Se usó tierra coloreada seleccionada en los tanques de sedimentación, teñidos con óxidos de hierro (los ocres: amarillo, rojo y marrón) o manganeso (morado-negro). Para obtener estos colores, fueron seleccionados, triturados y lavados. Su origen sedimentario les permitió combinarlos en un polímero fluido que se podría usar para pintar sobre arcilla seca.

### Vidriado, cobertura y esmaltado.
El vidriado es un material vítreo que recubre la cerámica y la hace impermeable. Los vidriados chinos se obtienen mediante una mezcla de sílice y plomo, una mezcla en la que el plomo actúa como fundente. El vidriado puede ser coloreado con óxidos metálicos. Los principales óxidos metálicos utilizados en los vidriados son el óxido de cobre, que da un color verde, turquesa o incluso rojo, dependiendo de las condiciones de cocción, el óxido de cobalto, que da un azul más o menos brillante, elóxido de hierro, que da rojo. Otros colores se obtienen gracias al oro (rosa), titanio (amarillo) y manganeso (púrpura).
La cobertura también es un material vítreo, destinado a recubrir el gres y la porcelana. Se obtiene a partir de feldespato mezclado con cenizas vegetales (potasa). Al igual que el vidriado puede ser coloreado por óxidos metálicos. A menudo se colocan en un engobe, que es una capa delgada de arcilla, cruda o mezclada con tintes, que se aplica al cuerpo para ocultar las imperfecciones o sirve como fondo para una decoración pintada.
Los esmaltes son recubrimientos vítreos que se aplican a la cerámica o sobre metales. Su composición, al menos en China, es similar a la de los vidriados, pero utiliza una proporción aún mayor de plomo, lo que aumenta la fluidez del esmalte.

### Temperaturas y modos de cocción.
La cerámica se puede cocer de dos maneras diferentes:
- en oxidación: En este caso, el fuego es vivo, porque el oxígeno se suministra al horno en abundancia;
- en reducción: En este caso, el horno es muy poco alimentado de oxígeno. Así el horno se llena con monóxido de carbono, que busca transformarse en dióxido de carbono tomando el oxígeno del óxido de hierro que puede contener la pasta.

La terracota se cuece a bajas temperaturas, alrededor de 600° a 800 °C. El óxido de hierro que puede contener le dará a la terracota un color rojo si está cocida en oxidación, y el gris si está cocida en reducción.
El gres (o la porcelana) deriva su dureza y baja porosidad de la fusión de la sílice contenida en la pasta. Pero esta fusión ocurre solo por encima de los 1000 °C. El gres se ha obtenido en China desde la dinastía Shang. Los chinos consideran que los Shang han descubierto el secreto de la porcelana. En realidad, es un gres imperfecto, de una textura relativamente gruesa, todavía muy lejos de la de una porcelana, incluso si está químicamente bastante cerca.
En cuanto a los hornos utilizados para cocer, había muchos tipos. Entre los más importantes, conocemos el horno longyao ("cuatro dragones", chino: 龙窑; pinyin: lóngyáo). Fueron utilizados durante la dinastía Shang en la provincia de Zhejiang y se hicieron muy populares en el sur de China. Son hornos muy grandes, construidos en una pendiente de 8 a 20 grados, a menudo con una longitud de treinta a ochenta metros y una gran capacidad. Estos hornos longyao se calentaron con madera y pudieron alcanzar temperaturas superiores a 1.200 °C. Los hornos Mantouyao ("horno miche"): 馒头 窑; pinyin: mántouyáo) también se utilizaron desde la era Shang, en las llanuras centrales de China y luego fueron utilizados en el norte de China. Estos eran hornos de carbón, que podían alcanzar los 1300 °C en una atmósfera reductora. A diferencia de los hornos longyao, su capacidad era bastante limitada.  <br>

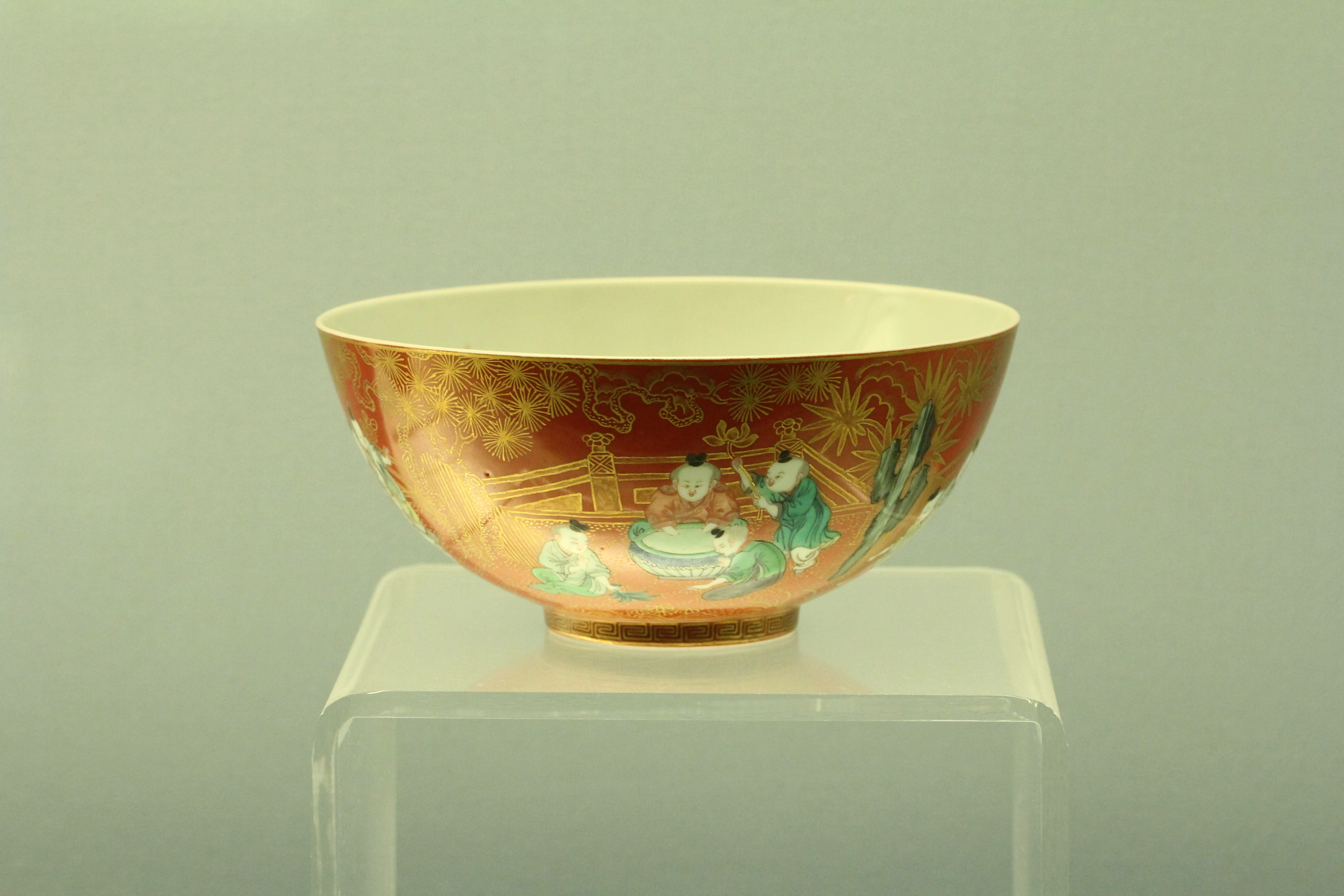
Cuenco con Wucai y diseño dorado de niños jugando en un fondo de color rojo coral. Jingdezhen Ware. Reinado Jiaqing (A.D. 1796-1820), Qing.

## Introducción: desde la cerámica temprana del Paleolítico hasta la invención de la porcelana.
La cerámica, para muchas culturas, sirve para indicar el agarre evolutivo de los hombres sobre los materiales naturales, desde su aparición y con la sofisticación de sus técnicas, sus formas y sus decoraciones. China tiene gran abundancia de dos materiales con cualidades excepcionales: la tierra de loess, la materia prima de su cerámica de utilidad común desde los tiempos neolíticos. También es el material de los ladrillos refractarios lo que hará posible que los hornos horneen a alta temperatura. China también tiene abundante caolín, la materia prima de la porcelana.

### 1. Paleolítico

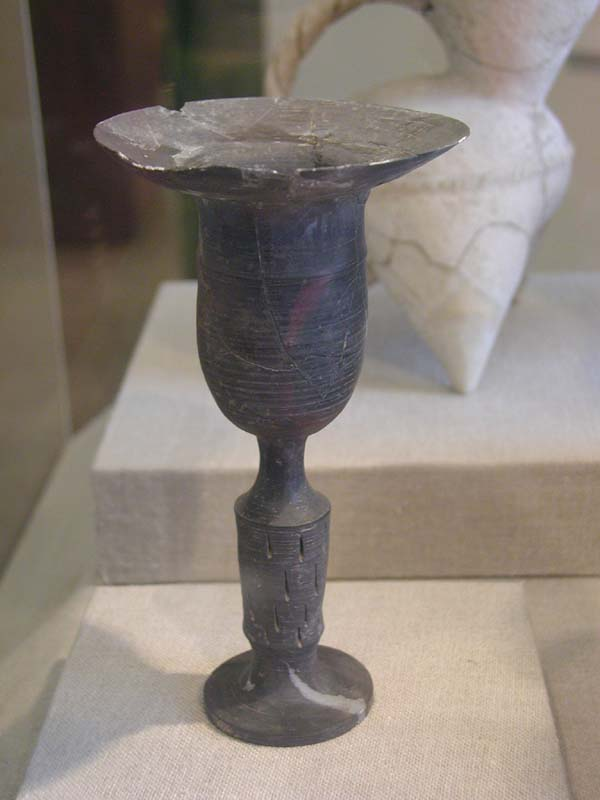
Una copa de cáscara de huevo negra típica de la cultura longshan y con casi 5000 años. Universidad de Pekín

La cerámica china, una de las más antiguas del mundo, ha visto crecer su historia considerablemente en los últimos 30 años, y los descubrimientos sobre el Paleolítico y el Neolítico se han multiplicado. Así, una cerámica muy gruesa, en forma de olla, fue hecha por cazadores-recolectores del Pleistoceno en el sur de China en la cueva de Yuchanyan (Hunan). La datación por carbono 14 (14 C) de los residuos orgánicos asociados con la cerámica los data entre los años 16100-14500 aC. Dado que los fragmentos se asocian con el arroz, los arqueólogos han deducido que la cocción del arroz salvaje fue el origen de la cerámica (pero esto sigue siendo una suposición). Otros fragmentos de cerámica se encontraron en Miaoyan (Guilin, Guangxi) con fecha anterior (14C) entre 17100-15400 a. C. Estos dos sitios son, en el estado actual de nuestro conocimiento (en 2011), los yacimientos de cerámica más antiguos del mundo; sustancialmente iguales, o incluso más antiguos, que los yacimientos correspondientes en Japón al comienzo del período Jomon, los yacimientos de Simomouchi y Odai Yamamoto con fecha de entre los años 17000 y 15000 a. C. Aún en el sur de China, en Zengpiyan (Guangxi), los fragmentos con fecha (14 C) 10000-9000 aC, se reconstituyeron y corresponden a una "olla" con un fondo redondeado, en un contexto donde abundaban las conchas de caracoles...
En el norte de China, en el yacimiento de Hutouliang en Yangyuan (Hebei), se han datado fragmentos (14 C) de aprox. 13080 o 14304-12731 a. C., correspondientes a contenedores de fondo plano en un contexto de cazadores-recolectores itinerantes. En resumen, con los estudios en profundidad de la cerámica primitiva, está claro que la cerámica apareció en China, como en muchas otras partes del mundo, en poblaciones de cazadores-recolectores no sedentarios a finales del Paleolítico, Pleistoceno

### 2. Neolítico
Decenas de miles de yacimientos han llevado a especialistas en muchas disciplinas a considerar a partir de ahora un gran número de culturas neolíticas chinas que evolucionan a su propio ritmo, con, al menos, tres áreas culturales principales: la cuenca del río Amarillo, la cuenca del río Yangtze y el conjunto que comprende la Gran Llanura oriental con el noreste del país. Desde los últimos años del siglo XX, han aparecido muchos hallazgos cerámicos de buena calidad en toda China, especialmente de las culturas Cishan (en Hebei) y Peiligang (Henan). Dos culturas llamadas "pre-Yangshao", que han sido seguidas por las culturas Yangshao (4500-3000 a. C.) y sus vecinas, consideradas durante mucho tiempo en conjunto, pero cuya diversidad es más claramente visible en el curso de los descubrimientos.
Actualmente, existe una amplia gama de estudios sobre cerámica Yangshao, con los yacimientos de Banpo cerca de Xi'an en la fase temprana, y después con los de la cultura de Longshan (2900-1900 a. C.), más adelante. en las cerámicas de Majiayao (3500-1800) en el noroeste. Los jarrones neolíticos de terracota, son alfarerías ya cuidadosamente montadas, sin la ayuda de un torno, luego pulidas y pintadas. El uso parcial de un torno lento se multiplica durante este período. Se utiliza la tierra fina y teñida que se deposita sobre los estanques de sedimentación, así como los pigmentos minerales de la cultura Majiayao. Los conjuntos juegan en la forma circular al desplegar patrones que marcan la superficie curva del volumen, ya sea con giros en curvas de "estrellas" o con patrones potentes de líneas rectas. La cultura Majiayao ya practica un material a base de caolín que da piezas blancas. La cultura Longshan (2900-1900 a. C.) se distingue por las formas que servirán como modelos para los bronces de la era Shang y por el extraordinario dominio de su cerámica "cáscara de huevo".

### 3. De la edad de bronce al esplendor de los Han
Las elites de la cultura de Erlitou, Shang y Zhou llevan todo el esfuerzo de los artesanos especializados hacia la práctica del bronce. El arte de la cerámica se resiente. Las formas son mucho más simples, incluso pesadas y sin adornos. Luego, las cerámicas del período de los Reinos Combatientes buscan transponer los efectos gráficos de la laca y los bronces grabados, incrustados con cobre, plata o piedras preciosas por curiosos efectos de la pintura, planteados después de la cocción y muy frágiles. La dinastía Qin ve, como con una "generación espontánea", una gran estatuaria naturalista con el famoso ejército de terracota del mausoleo del emperador Qin, obtenido por moldeo y montaje. Las tumbas de la dinastía Han presentan innumerables escenas obtenidas por moldeado, pero esta vez son los ladrillos los que constituyen las paredes de las tumbas que están cubiertas de frisos, varias escenas con varios personajes con bocetos de espacios, En los Han, también vemos jarrones con vidriados verdosos más o menos transparentes, mediante óxidos de cobre diluidos en agua. Y esta cubierta también se usa para representaciones de personas, animales y edificios que acompañan a los muertos siguiendo un ritual de entierro que atempera los excesos pasados (las hecatombes de la era Shang han sido reemplazadas por el enterramiento de figuritas mingqi). Y cuando se trata de gres vidriado verde es un material que es una reminiscencia de jade, un conjunto de tonos verdosos o marrones y tonos más o menos transparente que los chinos del siglo octavo han llamado "color jade". Desde los Han y después en los Tres Reinos, entre las cerámicas de los hornos de Yue, aparecen las piezas de gres cubiertas de "celadón".

### 4. Edad Media China
Los ceramistas en la dinastía Tang han dominado a la perfección en la primera mitad de siglo VII los bellos efectos de materiales de goteo con tres colores, marrón, amarillo y verde: sancai, cuyos usos son múltiples y con frecuencia están inspirados en motivos de Asia Central. Bajo el comercio de los Tang con el Medio Oriente se promueve la investigación en el norte de China para el diseño de patrones para el color azul que tiene éxito entre estos pueblos orientales. Este primer patrón de cerámico blanca con esmalte azul, anticipa 500 años en lo que se convertirá durante la presencia mongol, cuando será en porcelana blanca con motivos azules. Pero el gres que le sirve su apoyo también se ha investigado a partir de caolín, desde el siglo III, haciendo que la cerámica sea más resistente y más fácil de trabajar que el caolín puro. Es un gres porcelánico. Parcialmente vitrificado, se compone de una arcilla que contiene una gran parte de caolín y cuya cocción se realiza a fuego alto (1050 −1250 °C). Está cubierto con un recubrimiento que, a su vez, contiene caolín, lo que le permite formar parte del objeto parcialmente.
Los ceramistas chinos mejoraron en la segunda mitad del siglo octavo un gres porcelánico cuya cubierta, basada en óxido de hierro, adquiere matices sutiles de un verde más o menos claro. Estos gres porcelánicos con una cobertura verde más tarde tomarán el nombre de celadón entre los occidentales. Esta materia está cargada de cualidades culturales sin ser un material tan precioso como el jade, o el oro y la plata trabajados por los orfebres. Estas piezas parecen destinadas al principio para uso de eruditos y tribunales aristocráticos, menos ricos que antes. El color verde transparente, en el famoso celadón de Yaozhou, creció en tonos gracias a las decoraciones en bajo relieve, ligeramente incisas, y construidas en "escalones" para las grandes formas de la composición. El color que se intensifica en los huecos aumenta en intensidad en la parte inferior de cada "paso" y luego se desvanece en gradiente. El celadón disfrutó de un rápido éxito y se convirtió en el objeto de todos los cuidados, incluso por parte del Emperador Song Huizong, quien favoreció la fabricación del celadón tipo Ru. Otros celadones se difunden, bajo aspectos menos sutiles, gracias al comercio marítimo que se desarrolló en los siglos siguientes.
Finalmente, entre muchos inventos bajo los Song, uno debe enfatizar la importancia para los literatos, pero también para un público más amplio, de la cerámica que se produjo por primera vez en Cizhou. En general, están decoradas con elegantes motivos que evocan la vida, peonías que vuelven cada primavera, o bambú que se dobla al viento, y escenas simples de la vida cotidiana, todas dibujadas con hierro marrón sobre un fondo blanco y una pincelada aguda, sin arrepentimiento posible que recuerda el trabajo de la tinta. Sin embargo, algunos efectos son mucho menos espontáneos de lo que parece. Cada pieza se cubre completamente con un fondo blanco y luego con una capa gruesa cargada con óxido de hierro, las formas se liberan una por una, como para un esgrafiado.

### 5. La evolución hacia la porcelana
Esta evolución comenzó muy temprano y se hizo gradualmente gracias a varios factores que aparecieron en la dinastía Han del Este (niveles de alúmina y sílice, reducción de impurezas, altas temperaturas...). Esto lleva hasta el punto de que algunos protocladones tienen características que los califican hoy como porcelana.
Bajo las cinco dinastías aparecerá la cerámica Xing, de Hebei, en el norte desde el siglo VII, algunas de las cuales, "a los ojos de los europeos, son porcelanas reales, porque son blancas, translúcidas y resonantes"; pero son muy diferentes de la porcelana "real" (para los occidentales) hecha en el sur de China y que hacen a China famosa. Entre el comienzo del siglo octavo y el comienzo del noveno aparecen las piezas más bellas "como el dinero, como la nieve". Son objetos utilitarios y no cerámicas funerarias. No tienen decoración. El material básico es el caolín, el blanco después de la cocción se cubre con una capa blanca que permanece desnuda en el exterior, en la parte inferior. En todas partes, la cubierta que contiene feldespato da un aspecto blanco frío a estas piezas. Esto cubre grietas y forma gotas que aparecen ligeramente azuladas.
Además de las cerámicas de celadón y Cizhou en el sur de China, los ceramistas Song comenzaron a producir porcelana blanca azulada ( qingbai ), horneada a alta temperatura, con un cuerpo duro y fino y un esmalte muy brillante. Su fama se extendió hasta el Golfo Pérsico, especialmente en el siglo siguiente. Dominar el uso y la composición del fundente asociado con el caolín, para hacerlo más plástico y para reducir la temperatura de cocción, y el uso de hornos más eficientes, participa en el desarrollo de una porcelana blanca vitrificada en la masa, muy resistente y sonora.
La porcelana alcanza su forma perfecta con la dinastía Yuan, a mediados del siglo XIV. Los famosos "vasos de David", datados (lo cual es excepcional) de 135, de la colección de Sir Percival David, en la sección asiática del Museo Británico, dos espléndidos jarrones "azul y blanco" (entre los primeros) diseñados para ser depositados como ofrendas en un templo taoísta, son ejemplos brillantes. Esta dinastía Yuan, que participa en el Imperio mongol, favorece el comercio y los intercambios culturales sobre los vastos territorios controlados por los mongoles más o menos directamente, desde Asia Central hasta Oriente Medio y hasta el Este de Asia y Extremo Oriente. El azul de porcelana "azul y blanco" proviene del cobalto de Medio Oriente. Pero al mismo tiempo, los arabescos y los versos del Corán aparecen en la cerámica china, que se vuelve cada vez más a la producción masiva de productos de lujo destinados a la exportación y Europa. .. Un centro tiene en los siglos siguientes el monopolio virtual en China y se convierte en el principal centro a nivel mundial: Jingdezhen. Sigue siendo un lugar importante de producción en la actualidad, pero también se ve afectado por la globalización. El trabajo del artista chino contemporáneo Ai Weiwei, Semillas de girasol (2010), demuestra claramente esta parte del arte chino que encuentra su material en la cerámica.

## Historia de la cerámica china, por periodo.

### Cerámica neolítica, Periodos Shang, Zhou, Reinos Combatientes y dinastía Qin
La primera cerámica apareció en China (en el estado actual de nuestro conocimiento en 2014) en el sur, en Hunan, en poblaciones de cazadores-recolectores paleolíticos, aproximadamente 12 000 años antes de la era común. La aparición de las cerámicas debe disociarse de la neolitización, que es la transición muy gradual de una economía de subsistencia a una economía de producción y no la acumulación de conocimientos tecnológicos. Pero este nuevo modo económico está asociado con una serie de avances tecnológicos, no con innovaciones. Esta arcilla modelada era una arcilla gruesa endurecida al fuego, y tecnológicamente no difiere de los objetos producidos por otras poblaciones del Paleolítico en el mundo, es simplemente un contenedor mientras que no encontramos más que figuras y otros artículos pequeños en los otros yacimientos paleolíticos.
Las culturas pre-Yangshao (5500-4500 a. C.) han producido muchas cerámicas rústicas, de varias formas, adaptadas a múltiples usos diarios, algunas adornadas con el motivo de la espiga o líneas ligeramente repetidas en la superficie externa, incluso huellas de cuerdas impresas como en todas partes en el mundo en ese momento, pero también con las primeras pinturas en la historia de la cerámica china, a pincel y con pigmentos negros.
En la época de Yangshao (4000-3000 a. C.), las cerámicas encontradas en los yacimientos de Banpo, Miaodigou y Dahecun son de una gran variedad de decoraciones pintadas. Los motivos pueden ser figurativos de la antigüedad, pero luego estilizados o puramente abstractos, y jugaron con estos dos registros en el momento del Yangshao medio en la cultura de Miaodigou.
Más tarde, la cultura de Majiayao (3800-2000 a. C.) produjo grandes jarrones en el Gansu con patrones geométricos predominantemente negros, fuertemente estructurados, ampliamente dibujados, amplios y anchos. Finalmente, de una manera muy excepcional en China en ese momento, una figura femenina desnuda fue modelada en bajo relieve en la superficie de un jarro pintado, que se encuentra en la provincia de Qinghai (alrededor de los años 2350-2.050 a. C.). Lo que la convierte en una pieza muy singular en la historia de la cerámica china.
En dos conjuntos culturales distintos, desde la desembocadura del río Amarillo hasta Henan, y en una vasta área circundante, se han descubierto las cerámicas de las culturas de Longshan, contemporáneas con las culturas majiaya, más al oeste. Estos son jarrones con formas variadas y elegantes, algunos de los cuales parecen ser prototipos de los futuros vasos chinos de bronce de los tiempos posteriores.
No fue hasta la mitad del período Yangshao que los alfareros comenzaron a usar tornos lentos para dar mejor forma al cuello de los vasos. Pero no fue hasta el período de Longshan que se utilizó el torno rápido.
La cocción de estas alfarerías comenzó a realizarse en horno abierto, por lo tanto en oxidación, lo que explica el color rojizo de la primera cerámica de Yangshao. Durante la cultura Longshan, apareció la cocción de reducción, lo que resultó en cerámicas con un cuerpo gris.
La cerámica de la dinastía Shang (1767-1122 antes de la era común según las fechas tradicionales), se mantuvo en la continuidad de la cerámica de Longshan. Sin embargo, los artesanos se esforzaron, por grados, en aproximar la forma y el aspecto de los vasos de cerámica con los de los vasos de bronce. En ese momento, los Shang conocieron el caolín y cocieron la cerámica blanca obtenida a alta temperatura, hasta 1000 °C. Pero sin saber cómo usar en su dosis adecuada los fundentes esenciales, las cerámicas así obtenidas fueron inicialmente porosas y muy frágiles. Luego los Shang mejoraron el funcionamiento de sus hornos, hasta que obtuvieron un gres real, aunque todavía muy tosco. 
La dinastía Zhou (desde el 1046 hasta el 256 a. C.), que reemplazó a la Shang, trajo una serie de innovaciones, de las que una de las más destacadas es la fabricación de ladrillos y tejas. La alfarería se mantuvo muy cercana a las piezas moldeadas del periodo Shang. Sin embargo, las técnicas de purificación de arcilla progresaron considerablemente y aparecieron los "proto-celadones" ( yuanshici ), que anunciaban las piezas que se encontrarán bajo los Han.
El período de los Reinos combatientes, el período de división que sucedió a la Dinastía Zhou, prolongó y consolidó las técnicas ya existentes, y permitió una innovación importante mediante el descubrimiento de los esmaltes de plomo, que consiste en una mezcla de mineral de plomo, sílice, y piedra caliza. Esta mezcla puede fluir sobre el objeto para formar una cubierta, con una temperatura bastante baja (entre 600 y 800 °C). También se aprendió en ese momento a agregar a esta mezcla óxido de cobre, que daba entonces un esmalte verde ligeramente azulado.
Finalmente, es de la dinastía Qin el enorme ejército de guerreros de terracota de Qin Shi Huang Di, enterrado en las cercanías de Xi'an, no lejos del mausoleo subterráneo del Emperador Qin.

### Cerámicas Han
Los Han gobernaron China desde el 206 a. C. hasta el 220 d. C. Aprovechando el descubrimiento del esmalte de plomo durante el período de los Reinos combatientes, lograron producir vasijas de loza vidriadas Hu, que se consideran "protoceladones ". Después de largos debates científicos, los expertos chinos actualmente consideran que fue bajo la dinastía Han del Este, cuando apareció la primera porcelana real. Para juzgar, han desarrollado una batería de criterios, que tienen en cuenta la temperatura de cocción ( 1260° a 1300 °C ), la proporción de caolín (30 % a 60 %), el contenido de óxido de hierro (menos de 1.7 %), la tasa de porosidad (0,6 %), la tasa de absorción (0,3 %), translucidez (hasta 5 a 8 mm), o resonancia de choque.
Pero la gran mayoría de las cerámicas Han encontradas son de terracota, como los jarrones Lian para cosméticos, azulejos decorados o, más frecuentemente, cerámicas de tumbas.
De hecho, las tumbas Han estaban llenas de objetos funerarios (mingqi ), en Hebei o en Gansu: hay carritos, objetos preciosos en bronce, oro, laca o jade y, por supuesto, estatuillas de terracota que representan aspectos de la vida cotidiana: personajes, a veces muy realistas, torres de vigilancia, de hasta un metro de altura, o modelos de palacios de terracota, carretas de buey y otras figuritas de gallinas, patos, perros, etc.

### Los Tres Reinos, Jin, Dinastías Norte y Sur, Sui
Durante el período de anarquía que sucedió a los Han, con los Tres Reinos, después las Seis Dinastías (o dinastías del Sur y del Norte), el caos no fue propicio para la evolución de las técnicas. Sin embargo, los primeros proto-celadones aparecen con las cerámicas Yue yao, así como las de otras regiones de China.
La dinastía Sui duró solo treinta y siete años, del 581 al 618, pero tuvo el mérito de restaurar la unidad de China, y así preparar la llegada de los Tang y el período de prosperidad que seguiría. Las alfarerías de la dinastía Sui también anuncian las del período Tang; encontramos particularmente Yong, estatuillas funerarias de mujeres o jinetes, en un estilo cercano a lo que encontramos en la dinastía Tang, y cubierto con un esmalte blanco o de paja, a menudo acentuado con una decoración en rojo, verde, negro o amarillo.

### Cerámica Tang
La dinastía Tang (618-907) fue una "edad de oro" cuyo dinamismo abrió el mundo chino al mundo exterior, expandiendo enormemente la Ruta de la Seda, así como las relaciones con Asia Central y Persia. El arte de la cerámica Tang comenzó a exportarse ampliamente, y en ocasiones muy lejos, a Egipto e incluso a Kenia. Este período vio la aparición de cerámicas muy diferentes en apariencia que son las xing y sancai, pero de gran interés en ambos casos. La porcelana fina se desarrolló y se hizo más y más popular. Una de las primeras menciones de porcelana de un extraño fue hecha por un viajero árabe en la China de los Tang. Los árabes estaban muy familiarizados con el vidrio y su fabricación, y este viajero estaba seguro de que no era lo que él conocía como vidrio.
Gracias al uso del óxido de cobalto, también se experimentó con un nuevo estilo de cerámica que tendrá mucho éxito en las dinastías Yuan, Ming y Qing, la cerámica "azul y blanca". En 1977 y nuevamente en 1983, se encontraron restos en un puerto Tang en Yangzhou. Finalmente, aparecieron los primeros celadones ( qing ), que fueron particularmente apreciados para la degustación de té.

#### Porcelanaxing
En la dinastía Tang, las temperaturas más altas alcanzadas por los hornos permitieron la aparición de cuasi-porcelanas finas y translúcidas, cuya superficie lisa evocaba el jade blanco, y que emitía un sonido musical al choque. Hay muy pocos vestigios de los talleres que produjeron estas piezas notables; sin embargo, se ha identificado en Dingzhou, Lincheng y Neiqiu, Hebei. Según los poetas chinos de la era Tang, las porcelanas xing (chino: 郉 窯; pinyin: xíngyáo) tenían "el brillo de la plata y la blancura de la nieve". Esta descripción poética aún se evoca hoy en día cuando se presentan piezas xing, porque da buena cuenta de lo que es la belleza de estas piezas. Entre las formas más comunes de porcelana xing se encuentran los floreros, o teteras de pico corto, que atestiguan la importancia de la ceremonia del té. La tetera con pico corto y esmalte blanco también estaba de moda, ya que las teteras ding también eran muy populares, sin embargo, sin el brillo de las piezas xing.

#### Cerámica "tres colores" (sāncǎi)
Los alfareros de la época Tang utilizaban frecuentemente esmaltes de plomo, que se originaron en el período de los reinos combatientes.
La cerámica Tang de "tres colores" (chino: 三 彩; pinyin: sāncǎi ) se llama así debido a los colores que usan: el amarillo proviene del óxido de hierro (cocido en oxidación), el verde proviene del óxido de cobre y el violeta proviene del manganeso. Pero en los Tang se introdujo un nuevo e importante color, el azul, obtenido del óxido de cobalto, que se importó de Medio Oriente a través de las nuevas rutas comerciales que se habían abierto a través del Asia central. Algunos de los platos de "tres colores" de los Tangs también son testigos de una inspiración marcada por la Persia de la dinastía Sasánida.
Las cerámicas sancai, ya sean jarrones o figuras, tienen un aspecto particular: los esmaltes de plomo fluían durante la cocción, lo que produjo efectos más interesantes que a veces cubrían solo una parte de la cerámica, mientras el resto conservaba su color crema natural. Contrariamente a lo que implica el nombre de "tres colores", las estatuillas Tang más hermosas a veces podrían incluir hasta una docena de colores diferentes.
Los hornos que producían cerámicas de "tres colores" estaban en las provincias de Henan, Hebei, Shaanxi, Shanxi y Hunan. La masa sancai se cocía primero sin glasear, a 900 °C. Luego se agregaban los esmaltes para cocer la cerámica a una temperatura de aproximadamente 1000 °C.

#### Figurasyong
Las estatuillas yong (chino: 俑; pinyin: yǒng) son figuras que forman parte de ajuares funerarios ( mingqi ); a menudo son pequeñas, y representan, por ejemplo, bailarinas Tang con mangas largas, o músicos, o damas de corte con trajes complejos. Estas piezas pequeñas son generalmente monocromas, y hacen poco uso de esmalte. Estas figuras están mayormente moldeadas, a menudo el cuerpo por un lado, la cabeza por el otro, y algunas veces talladas para refinar la decoración.
La terracota utilizada es de un color crema muy pálido. Hay figuras yong más importantes, como las estatuillas de hombres o mujeres a caballo, vendedores ambulantes de Sogdian o camellos, que a menudo tienen un tipo europeo, no chino. Esto recuerda el dinamismo comercial de China en la Ruta de la Seda, donde los actores principales eran los sogdianos, y había todo tipo de objetos de diferentes civilizaciones y donde las caravanas de camellos bactrianos eran utilizadas para cruzar los desiertos de Asia Central. Entre las estatuillas funerarias más grandes están los novios, funcionarios públicos, guerreros, "guardianes de la tumba" o "reyes celestiales", que protegían la tumba de los espíritus malignos.
Estas figurillas grandes suelen ser de cerámica de "tres colores" ( sancai ).

### Cerámicas Song
La porcelana de la dinastía Song (960-1279) fue reconocida en todo el mundo por su belleza "clásica": formas simples y elegantes, esmalte unido, sobre el modelo de los celadones. A diferencia del colorido y cosmopolita mundo de los Tang, los Song elogiaron los clásicos del pensamiento confuciano y los principios nobles. Artísticamente, favorecieron una estética sobria y refinada. Las cerámicas Song son a menudo monocromáticas, y los motivos decorativos, cuando están presentes, son muy discretos.
El emperador Huizong, quien reinó al final de la Dinastía Song del Norte, era un gran conocedor, a quien se le debía la creación de los talleres de palacio y el progreso realizado por la cerámica china. Las innovaciones técnicas fueron numerosas durante la dinastía Song: los grandes hornos del norte comenzaron a usar carbón vegetal en lugar de madera; en Jingdezhen se desarrollaron hornos más elaborados, que podrían alcanzar una temperatura de 1300 °C. La prueba de cocción llamada huozhao, se inició con una muestra que se podía monitorear desde el exterior.

#### Celadones
Los celadones son probablemente las cerámicas Song más famosas en occidente.
El celadón (chino): 青; pinyin: qīng: verde o azul-verde, color de la hierba) designa un gres porcelánico, cocido en reducción a alta temperatura, con una cubierta muy vitrificada.
El centro de producción más importante en el norte fue Yaozhou, cerca de la ciudad de Tongchuan, Shaanxi. Estos celadones, de un característico color marrón verdoso, debido a la oxidación durante el enfriamiento del horno, muy a menudo presentan una decoración discreta en ligero relieve, moldeado, inciso o grabado, pero siempre muy claro, lo que le confiere un aspecto cuidado a las piezas.

En el sur, los celadones de los hornos de Longquan en Zhejiang, que son de color más pálido, verde oliva y algunas veces incluso amarillentos, difieren notablemente de los de yaozhou. Los hornos de Longquan alcanzaron una temperatura de cocción de 1180° a 1200 °C bajo los Song del Norte, y más tarde alcanzaron 1230° a 1.280 °C bajo los Song del Sur.
- Jarra de Yaozhou. Celadon esmaltado gris de gres, decorado con patrones y grabado. Fin de las Cinco dinastías / Comienzo Song. Museo Guimet
- Conjunto de gres cubierta de celadón, Longquan. Song del Sur, Museo Guimet
- Tarroo de cinco tubos con pétalos de loto. Gres con esmalte celadón, Longquan. Alrededor del 960-1279. Museo de Shanghái
- Cuenco de decoración incisa, celadón longquan. Canción del sur. Museo Provincial de Guangdong

#### Cerámicading
Las ding (chino: 定 瓷; pinyin: dìngcí)) son porcelanas blancas ejecutadas bajo los Song, a menudo con un borde fino y oscuro, de buen aspecto, incluso si, a diferencia de los Guan, por ejemplo, no eran en principio piezas oficiales utilizadas por la Corte Imperial. El centro de producción más grande de los dings se encontraba a treinta kilómetros al norte de Quyangxian, en la provincia de Hebei, y en particular en el pueblo de Jiancicun, que, ya bajo los Tang, producía cerámica blanca que rivalizaba con la xing.

#### CerámicaRu.
La porcelana recubierta Ru (chino: 汝; pinyin: rǔ) se produjeron para la corte imperial desde 1.107, en Baofeng, en el área de Ruzhou, Henan; esta producción duró solo veinte años, hasta 1.127, cuando los Song del Norte abandonaron Kaifeng.
Son celadones de muy alta calidad, sin decoración, de un color muy particular, ya que son de un azul muy pálido, que los aficionados chinos describen como "cielo azul después de la lluvia". Esta cubierta es untuosa, y algunas veces tiene grietas finas. Los contemporáneos tuvieron estos celadones en la más alta estima. Hoy en día hay apenas unas setenta piezas en total. Sólo recientemente, en 1987, se descubrió que el lugar, perdido desde el siglo XII donde se produjo la cerámica Ru fue en Henan, en Baofeng, donde había hornos imperiales.

#### CerámicaJun
La cerámica jun, o "esmalte flameado", es otro estilo de porcelana utilizado en la corte Song del norte. Se caracteriza por un cuerpo más grueso que la cerámica ding o Ru. Las piezas jun tienen una cobertura vítrea de color lavanda o de reflejos púrpuras, de aspecto tan espeso y viscoso que produce la impresión de no estar todavía seca. La producción de jun se centró en Yuxian, o alrededor de Lintu, en Henan. La cerámica negra manchada se produjo en el valle de Xiaobai durante la dinastía Tang y se puede considerar que es el precursor de la cerámica jun.
Los primeros hornos de jun nacieron bajo los Tang. Para producir la cerámica jun, se produjo una innovación técnica: en lugar de usar óxido de hierro para obtener esmaltes rojos, como lo había sido durante dos mil años, se utilizó óxido de cobre por primera vez. Debido al bajo contenido de aluminio, los esmaltes "llameantes" de este tipo tienen una fuerte tendencia a fluir, lo que explica su aspecto.
Las jun pueden ser consideradas como una variedad de celadón. El uso de ceniza de paja en la cubierta le da sus reflejos, cuyo color puede variar desde el azul celeste hasta el azul grisáceo y el púrpura, pasando por el azul lavanda. Las jun fueron producidas durante todo el período de la Dinastía Song del norte (960-1.126) y hasta las Dinastías Jin (1115-1.234) y Yuan (1271-1.368). La ubicación del taller oficial baguadong en Yuxian se descubrió en 1964. La cerámica negra manchada se produjo en el valle de Xiaobai durante la dinastía Tang y se puede considerar que es el precursor de la cerámica jun.
Si se cambia la temperatura de los hornos cambia la sombra del esmalte, en una técnica conocida como yaobian.

#### Cerámicasguanyge
Las piezas de estilo Guan : 官; pinyin: guān), como las ge (chino): 哥; pinyin: gē), son cerámicas que se caracterizan por un cuerpo delgado, que contiene una gran cantidad de hierro, una cubierta blanca que da una impresión de cremosidad, con un color espeso, pálido, blanco o beige. Las Guan o las ge con frecuencia tienen una red de grietas finas. Esta red de grietas fue obtenida por el alfarero utilizando diferentes coeficientes de expansión entre el cuerpo y la cobertura.

#### PorcelanaQingbai
- Qingbai de porcelana cubierto, dinastía Song. Museo Guimet
- Qingbai de porcelana cubierto, H. aprox. 20 cm cm. Jingdezhen. Museo de Arte AsiáticoQingbai de porcelana cubierto, H. aprox. 20 cm cm. Jingdezhen. Museo de Arte Asiático
- Jug Qingbai tiempo Phoenix pico Song del Sur (1127-1279). Museo Cernuschi

 Se conoce como porcelana qingbai ("blanco azulado"; chino: 青白; pinyin: qīngbái) o yingqing ("sombra verde"; chino: 影 青; pinyin: yǐngqīng) a porcelanas blancas con una cubierta transparente, ligeramente azul, que se hicieron en el sur de China, o incluso en Jingdezhen. Son muy delgados y muy resistentes. con frecuencia están decoradas con pequeñas decoraciones incisas, luego moldeadas, como guirnaldas de flores u olas. El borde de las copas puede estar desnudo y rodeado de metal.
Cuando, en un cuerpo blanco delgado, el recubrimiento tenía un bajo contenido de hierro (menos del 1 %), los chinos calificaron estas piezas, que tienen un aspecto muy vitrificado, de "cuasi-jade".

#### GresCizhou
El gres Cizhou (chino: 慈 州; pinyin: cízhōu) es una variedad de gres de los hornos populares de Cizhou, norte de China. Con frecuencia, de color gris o beige, llevan una decoración pintada, incisa o grabada en la tira blanca. Esta decoración se puede obtener de tres maneras.
Una de las técnicas consistió en cubrir el jarrón con un engobe blanco e incidir en la decoración para exponer el cuerpo del objeto; luego se cubre con una cubierta, revelando el contraste entre el cuerpo marrón del objeto y el engobe blanco.
También es posible utilizar el mismo proceso, primero cubriendo el objeto con un engobe marrón, luego con un engobe blanco y luego incidiendo en el engobe blanco. También es posible lo contrario, incidiendo en un engobe marrón sobrepuesto a un engobe blanco.
Finalmente, se puede pintar con óxido de hierro, lo que también da un tono marrón al engobe blanco.

### Cerámicas Yuan
La dinastía mongol Yuan, heredera de Genghis Khan, gobernó China desde 1271 hasta 1368. A pesar de lo extremadamente dura que era para las poblaciones chinas, fue capaz de fomentar un cierto florecimiento artístico, y promover los intercambios económicos y los intercambios de ideas, en una corte cosmopolita. Fue en este momento cuando Marco Polo pasó muchos años en la corte de Kubilai Khan.

#### Celadones Yuan
El periodo Yuan produjo una gran cantidad de piezas de celadón.: los celadones yaozhou presentan nuevos motivos a menudo tomados de la naturaleza, como ciervos, peces, rinocerontes. Los grabados se simplifican y los celadones de yaozhou se convierten en un artículo popular.
Los celadones longquan, a menudo de un color más claro, continúan produciéndose como en los tiempos de los Song; los talleres se están multiplicando, y hay hasta trescientos a lo largo del río Ou. Estos celadones alcanzan en el periodo Yuan grandes dimensiones, ya que algunos platos alcanzan los 70 centimètres de diámetro. La producción de celadones longquan se caracteriza por la nueva técnica de uso de patrones moldeados, que se aplica a la pieza: dragones, frutas y peces son algunas de los motivos más comunes.
Fue bajo la dinastía Yuan cuando los celadones conquistaron muchos otros países. Se exportaron a la India, y especialmente al Imperio Otomano, ya que Estambul alberga actualmente, en el Palacio de Topkapi, la mayor colección de celadones Yuan.
Además de celadones, el periodo Yuan también continuó produciendo cerámica jun y qingbai.

#### Porcelanas Yuan "azul y blanco"
Pero sobre todo, aparecen jarrones azules y blancos cuya decoración está hecha con un azul cobalto importado del oeste del Imperio Mongol, en el Medio Oriente. Los hornos se encuentran principalmente en Jingdezhen, cuya posición cerca de los puertos del sur permitió la comercialización a gran escala al mundo. La fantasía de la decoración contrasta con el estilo puro de las cerámicas Song. Bajo la influencia de la pintura de Yuan, aparecen ricas decoraciones en estos jarrones, inspirados en la naturaleza, con flores de todo tipo y animales reales o míticos, como dragones y fénix. Estas decoraciones tendrán un éxito global y duradero. Muy a menudo, estos jarrones "azules y blancos" tomarán formas octogonales, ya sea al nivel del cuerpo del jarrón mismo, o al nivel de su tapa o su base, que no se encuentra en la producción de las dinastías anteriores o posteriores.
En la dinastía Yuan los hornos de Jingdezhen mejoraron la calidad técnica de su producción, mientras se alejaban del estilo clásico de los Song para interesarse por el arte árabe y diseñaban exuberantes piezas "azules y blancas". Estos desarrollos ayudaron a establecer a Jingdezhen como el gran centro de producción de porcelana para los siguientes siglos.

### Cerámicas Ming
Bajo los Ming (1368-1644), la cerámica "Blanca China", la cerámica de barro rojizo natural de Yixing en Jiangsu, deliberadamente sin barnizar, y las piezas de Fahua en Shanxi pintadas de colores brillantes se dieron a conocer. Las piezas "azules y blancas" de las eras Yongle, Xuande y Chenghua de la Dinastía Ming son particularmente famosas.

#### Porcelana Ming "azul y blanco"
En general, se considera que la dinastía Ming fue la edad de oro de la porcelana "azul y blanca".
Hasta la Dinastía Ming, y desde la Tang, el color azul de la cerámica provenía del cobalto importado exclusivamente del Medio Oriente. Pero al comienzo de la dinastía Ming, se descubrió el cobalto en China; era un poco diferente del cobalto persa, porque el cobalto chino contiene un poco de manganeso, y en consecuencia da un azul un poco menos puro. Así que los alfareros chinos mezclaron el cobalto chino con el cobalto importado. La proporción exacta de cobalto de origen chino ha permitido fechar con bastante precisión las piezas del período Ming. Las piezas más hermosas datan del reinado de los emperadores Yongle (1403-1424), Xuande (1426-1435), Chenghua (1465-1487) y Zhengde (1506-1521). El emperador Xuande, en particular, estaba personalmente interesado en la cerámica, y en Jingdezhen había unos sesenta hornos en acción para la corte.
Hacia el final de la dinastía, la producción de porcelana "azul y blanca" se intensificó, tras el auge de las exportaciones (especialmente con la propagación de porcelana kraak hacia Europa). Se encuentra también porcelana Ming "azul y blanco" en Irán, Estambul, Indonesia y Japón.

#### "Blanco de China"
La producción del «blanco de China» de la era Ming tiene dos orígenes: viene primero de Jingdezhen, el gran centro de producción desde la era Yuan, del que provienen las piezas untuosas, a veces con una «decoración secreta» (anhua), que solo es visible por transparencia. La técnica de anhua consiste en incidir un patrón en la superficie de una pieza de porcelana y luego cubrirla con cera. Se aplica un esmalte transparente a toda la pieza que luego se cuece a una temperatura de 1.350 °C para vitrificar el recubrimiento. El calor derrite la cera que revela la decoración secreta no protegida por el revestimiento. La parte incisa se puede cubrir con esmalte que se recuece a una temperatura más baja para vitrificar el esmalte sin dañarlo. Esta técnica es una innovación que data de mediados del siglo XV.
Pero otros «blancos de China» salen de los talleres de Fujian, en el sur, y vienen de los hornos de Dehua: su estilo es más pesado, y los cubrimientos más empastados. Pero surge una pregunta acerca de la producción de los hornos Dehua, que es el de su datación: de hecho, no es posible demostrar que estas piezas datan del periodo Ming porque la producción de forma idéntica al «blanco de China» en Dehua duró hasta el siglo XVIII, durante la dinastía Qing. Su apariencia untuosa está relacionada con el uso de una arcilla especial, blanca, pura, alcalina baja, llamada «blanco de leche» o «blanco del gran cerdo»: esta arcilla es vitrificada a 1200 °C, con las piezas con la masa ligeramente moldeada.

### Cerámicas Qing

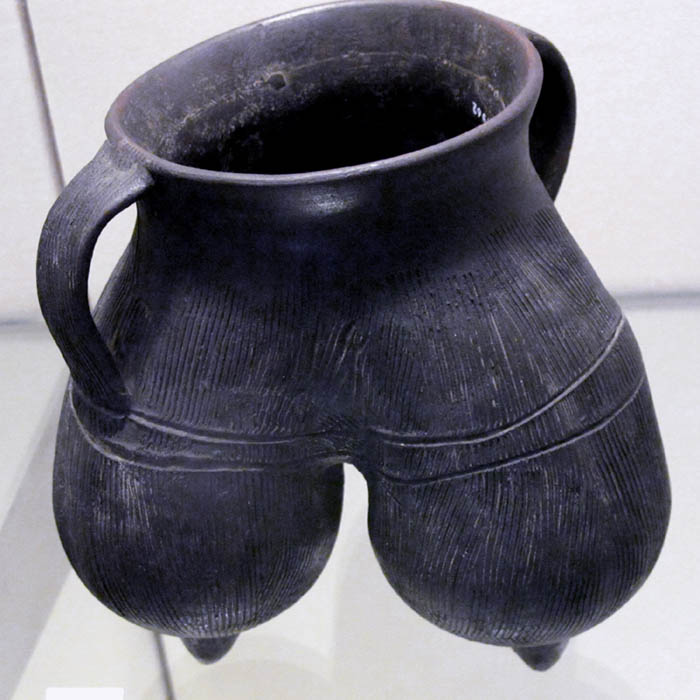
Trípode en forma de pechos. Terracota con recubrimiento negro. H: 20 cm aprox. Cultura Longshan, c. 2000 aC. Museo Victoria y Albert). Qianlong (1736-1795). AAM, San Francisco.

En la dinastía Qing, de origen manchú, que reinó en China desde el 1644 hasta el 1911, las técnicas y decoraciones se hicieron cada vez más elaboradas, alentadas por los grandes emperadores Kangxi, Yongzheng y Qianlong. Este último fue probablemente el más exigente, sin dudar en definir las razones por las que quería, o reprender cualquier disminución de la calidad. La producción aumentó considerablemente, ya que el número llegó a 10 000 piezas producidas cada año por la Corte Imperial. La variedad de diferentes estilos de cerámica se hizo considerable: doucai ("colores relacionados"), susancai ("tres colores sólidos "), wucai ("cinco colores", que conocemos como la "familia verde"), ruancai (colores suaves), incluyendo falangcai (colores esmaltados), fencai ("colores en polvo"), yangcai ("colores occidentales", que conocemos como la "familia rosa"), y también esmaltes monocromáticos "Sangre de ternera", amarillo imperial, "rojo occidental" ( yanghong )... Además, se continuaron algunas producciones de períodos anteriores, especialmente de los Song y Ming: guan, ge, "azul y blanco".
Bajo la dinastía Qing, la exportación a Europa se expandió considerablemente. Fue el primer emperador Kangxi quien lanzó la práctica de los regalos de porcelana a los gobernantes extranjeros. Luego se desarrolló la exportación, lo que dio lugar a la aparición de formas y patrones para satisfacer la demanda extranjera, como la porcelana Canton (a partir del siglo XVII), hecha de piezas en varios colores pintadas en el puerto del sur de China sobre porcelana hecha en Jingdezhen.

#### Porcelana Qing "azul y blanco"

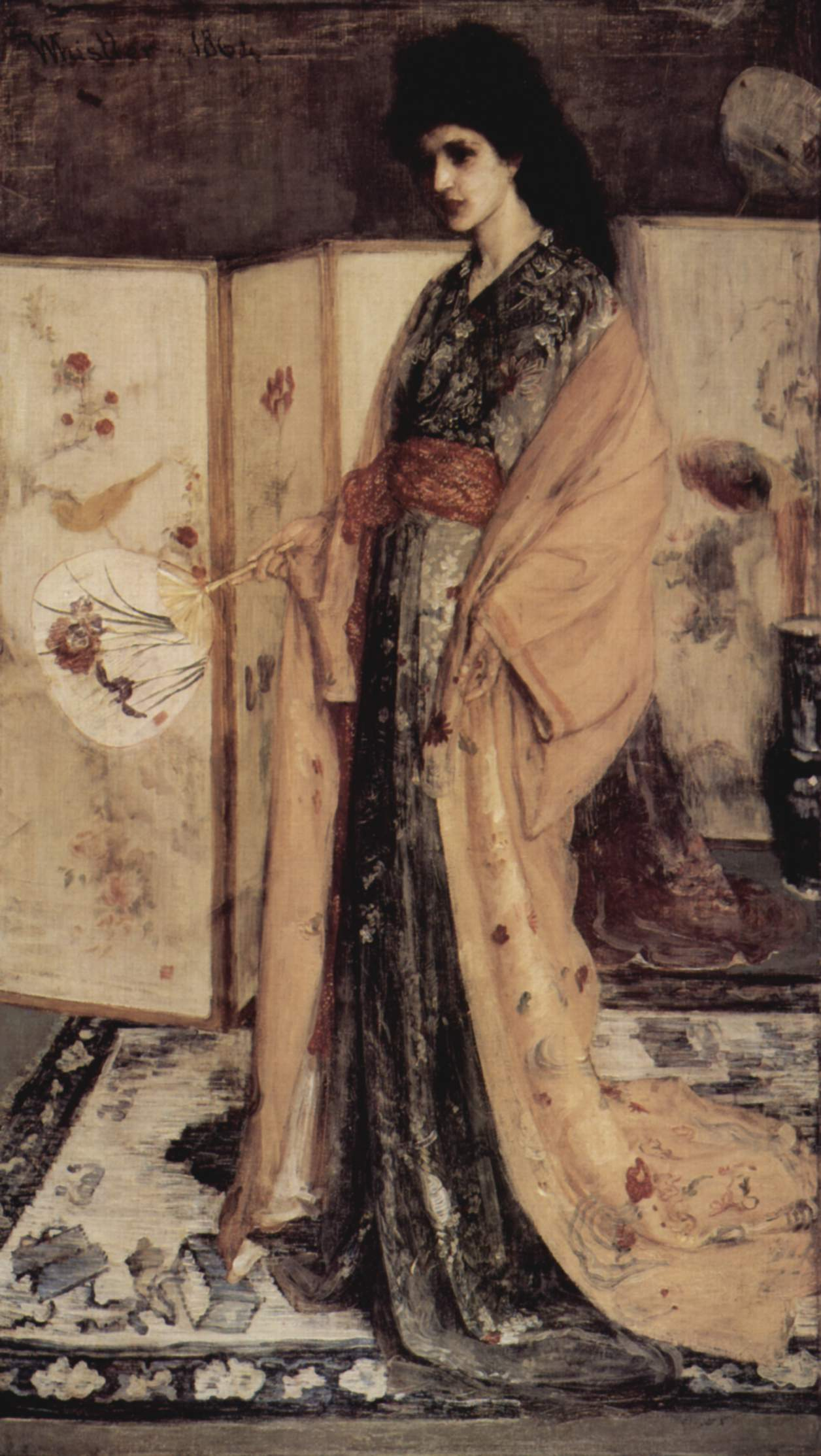
La princesa del país de la porcelana, Whistler

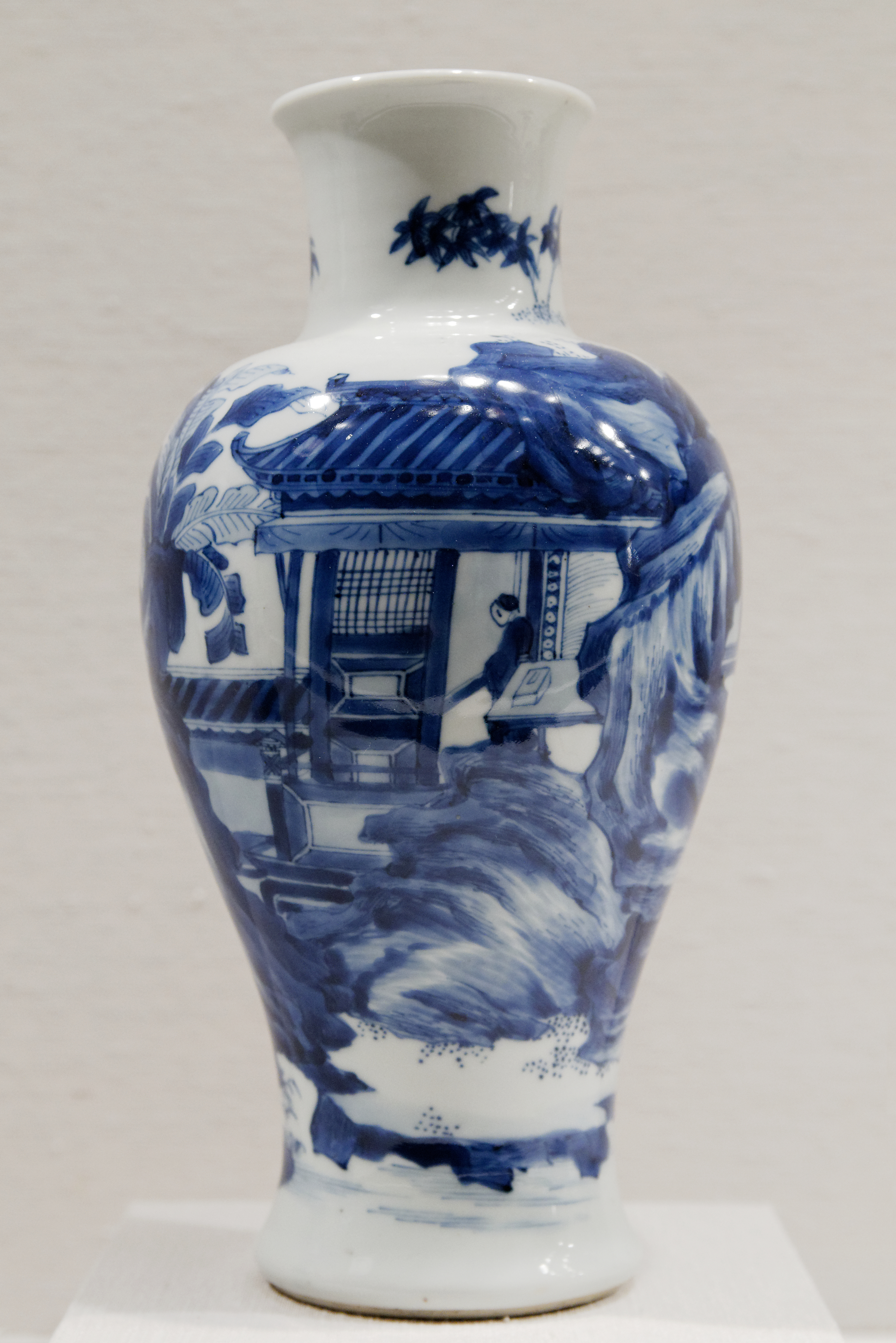
Jarrón Kangxi pintado de azul bajo cubierta transparente. H. 25 cm. Museo Metropolitano de Arte

En el momento del emperador Kangxi (1661-1722), al comienzo de la dinastía Qing, el azul cobalto se refinaba cada vez más para eliminar las impurezas del manganeso; a partir de entonces alcanzó el pináculo de su calidad, que se ha llamado "azul zafiro", una claridad perfecta. El uso de varios tonos de azul reforzó la delicadeza de estas piezas. Las formas eran múltiples: ollas, conjunto de cinco piezas (generalmente tres ollas y dos cornetes), cuencos, platos ricamente decorados, platos, teteras y tazas, "copas jarrones", largas y delgadas. También producen accesorios literarios, como los portapinceles. Los jarrones de aquella época llevaban variadas decoraciones: motivos florales, así como escenas dibujadas de novelas famosas, paisajes famosos, pájaros en ramas florecientes, decoraciones con flores de espino. Estas decoraciones de las piezas "azules y blancas" del período Kangxi serán tomadas por el pintor Whistler en su famoso cuadro La princesa del país de la porcelana. También hay otros temas clásicos, como los Ocho símbolos budistas, o el tema de la longevidad con grúllas y pinos ( songhechangchun: "Grulla y pino para la primavera", o bien, helutongchun: "Grulla y ciervo unidos por primavera").
Durante el reinado de Yongzheng, la producción "azul y blanco" buscó encontrar el estilo Ming, pero la copia no era perfectamente fiel. El azul trató de imitar uno, menos límpido que el "azul zafiro", de piezas del período Xuande, salpicándolo de negro.

#### "Familia rosa" (yangcai)

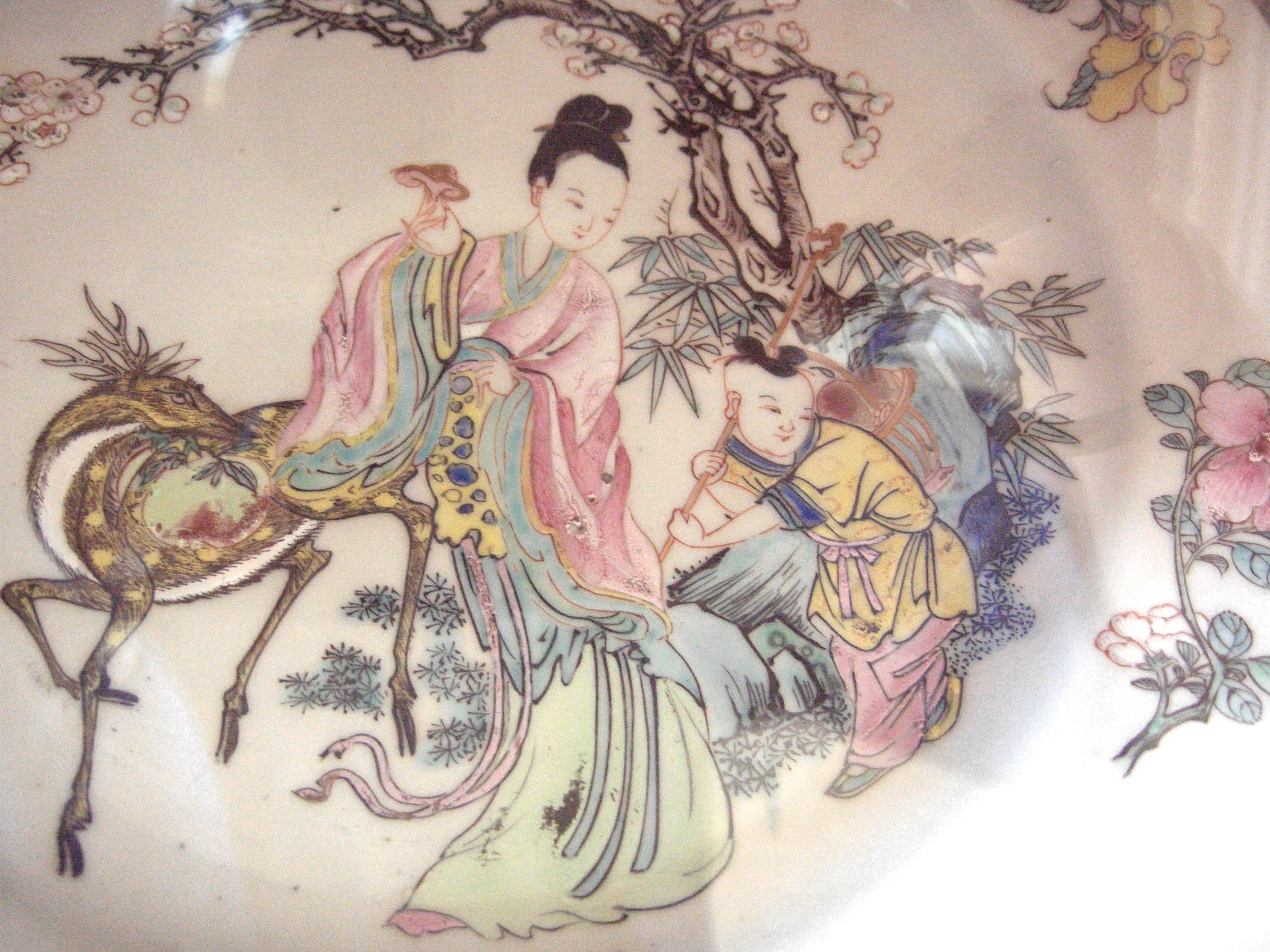
Xi Wang Mu, deidad taoísta figurada en un plato de porcelana de la "familia rosa", período de Yongzheng (Dinastía Qing)

Fue durante el reinado del emperador Yongzheng (1723-1735) cuando comenzó la tendencia de las "cáscaras de huevo", porcelanas extremadamente finas y muy duras, decoradas con esmaltes de la "familia rosa".
Pero el término "familia rosa" fue creado en el siglo XIX por Albert Jacquemart, y no corresponde a un solo término chino: las expresiones utilizadas por los chinos para describir estas porcelanas son fencai ("colores en polvo") o yangcai ("colores extraños"); chino: 洋 彩; pinyin: yángcǎi). De hecho, el esmalte rosado utilizado fue un precipitado de oro descubierto por Andreas Cassius, de Leiden, alrededor de 1670, e introducido en China alrededor de 1720. También existe el término más general falangcai ("colores de esmalte"), o, más tarde, ruancai ("colores suaves").

#### "Familia verde" (yingcai)

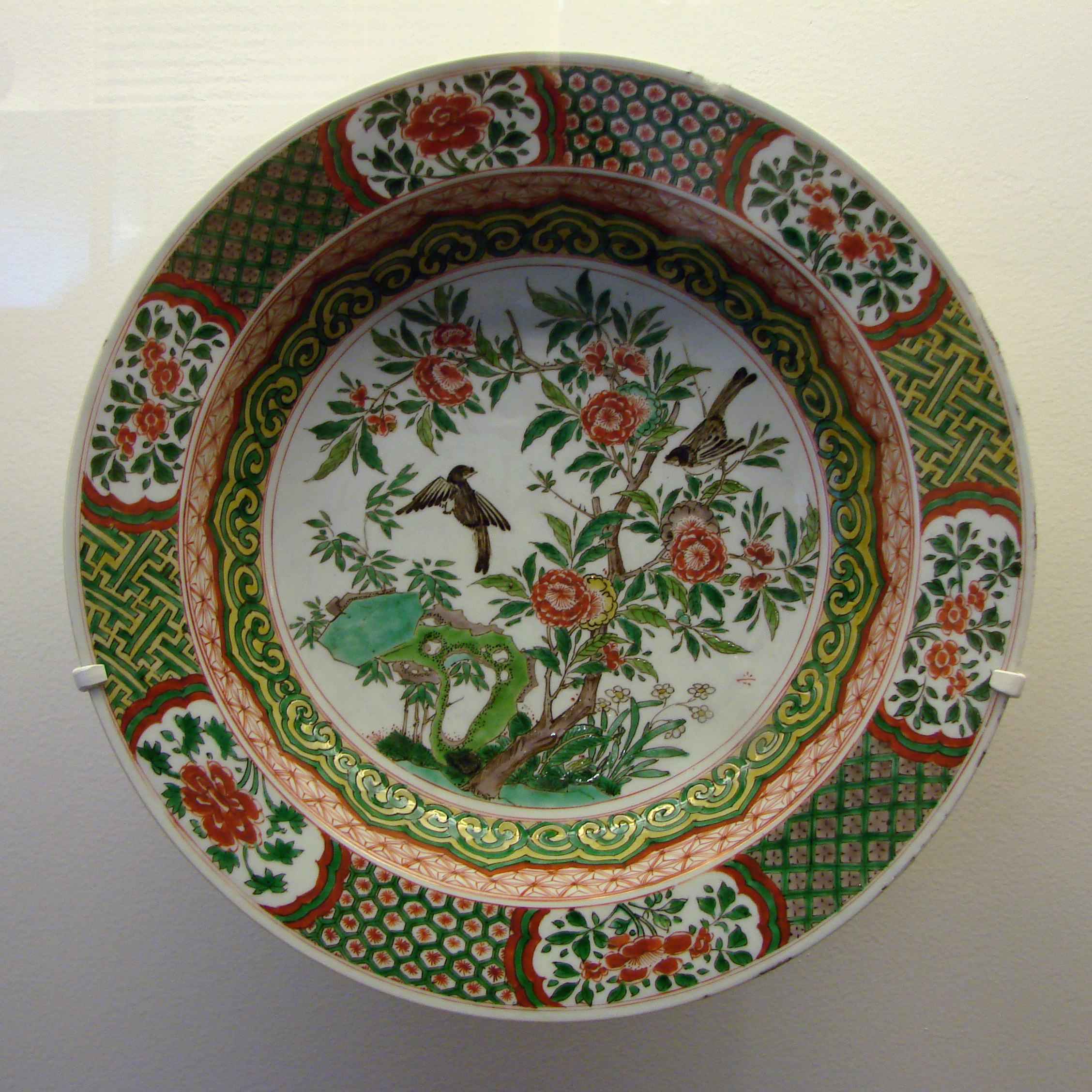
Porcelana de la "familia verde", período Kangxi (Dinastía Qing)

Los Ming ya habían comenzado la producción de porcelana con muchos colores, especialmente wucai ("cinco colores"); a partir de este avance, un nuevo tipo de porcelana policromada, la "familia verde" apareció en el reinado de Kangxi al comienzo de la dinastía Qing. (chino: 硬 彩; pinyin: yìngcǎi, "colores brillantes").
La "familia verde", según el nombre que le dio Albert Jacquemart en el siglo XIX, se distingue en particular de los wucai de los Ming por la desaparición del azul turquesa, y la aparición de un esmalte azul cerca de la lavanda. También hay rojo hierro, manganeso púrpura, amarillo titanio y una paleta de verdes muy rica, con hasta ocho tonos diferentes.

#### Porcelana de exportación

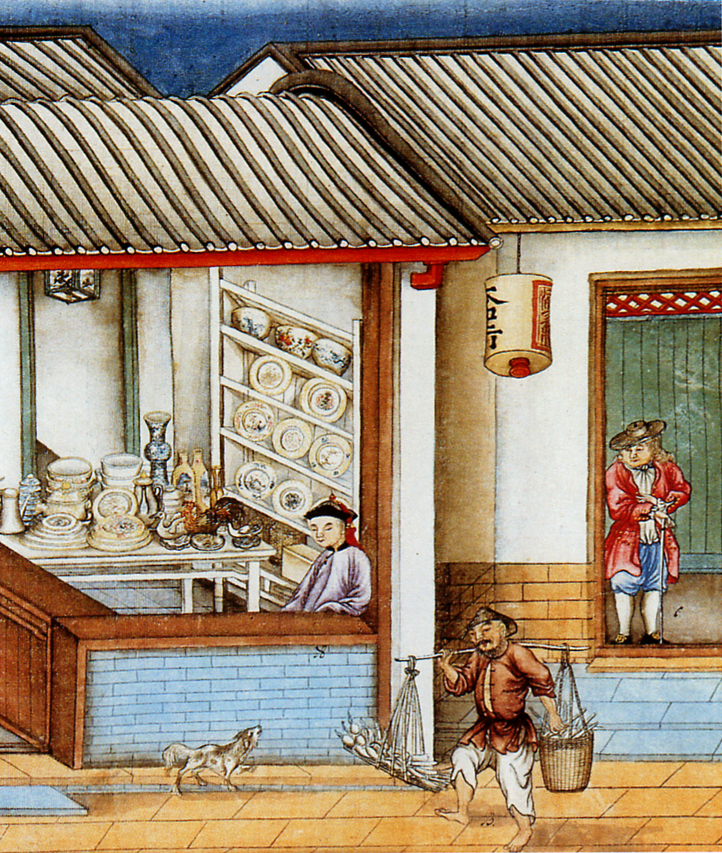
East India Company: Tienda de porcelana en Cantón.

Conocida como la producción de East India Company, las porcelanas de exportación son porcelanas hechas en China para cumplir con los pedidos europeos. El papel de la empresa no era producir estas cerámicas, sino solo traerlas de China a Europa. La principal "Compañía de las Indias Orientales" en Cantón fue la Compañía Holandesa de las Indias Orientales (VOC). Varios otros países europeos también fundaron empresas monopólicas con el objetivo de comerciar en Asia y trataron de establecerse en Canton para comprar, entre otros artículos, porcelana.
Los europeos aprecian la cerámica china, interesándose en primer lugar por la porcelana "azul y blanca"; después el interés cayó sobre piezas de color rosa y las familias verdes, las características de los reinados de Yongzheng y Qianlong de finales del siglo XVIII y principios del XVII. Finalmente, muchas piezas fueron hechas en Jingdezhen "en blanco" o solo parcialmente decoradas, para ser completadas en Cantón, adornadas con temas que podrían ser totalmente europeos: Personajes occidentales en trajes del siglo XVIII, inscripciones en alfabeto latino, escudos de armas.
Los objetos más solicitados fueron los platos, así como artículos de tocador como platos de afeitado, jarras, escupideras o varios objetos como candelabros o apliques.
Cada país europeo enviaba modelos a China para su reproducción por la industria cerámica local: jarras de cerveza, botes de medicina, vasos de Delft, especieros, etc.

La investigación sobre la porcelana de exportación Qing solo se ha estado desarrollando durante algunos años, pero los investigadores ya han estimado la porcelana china exportada a Europa durante el siglo XVIII fue de más de sesenta millones de piezas.

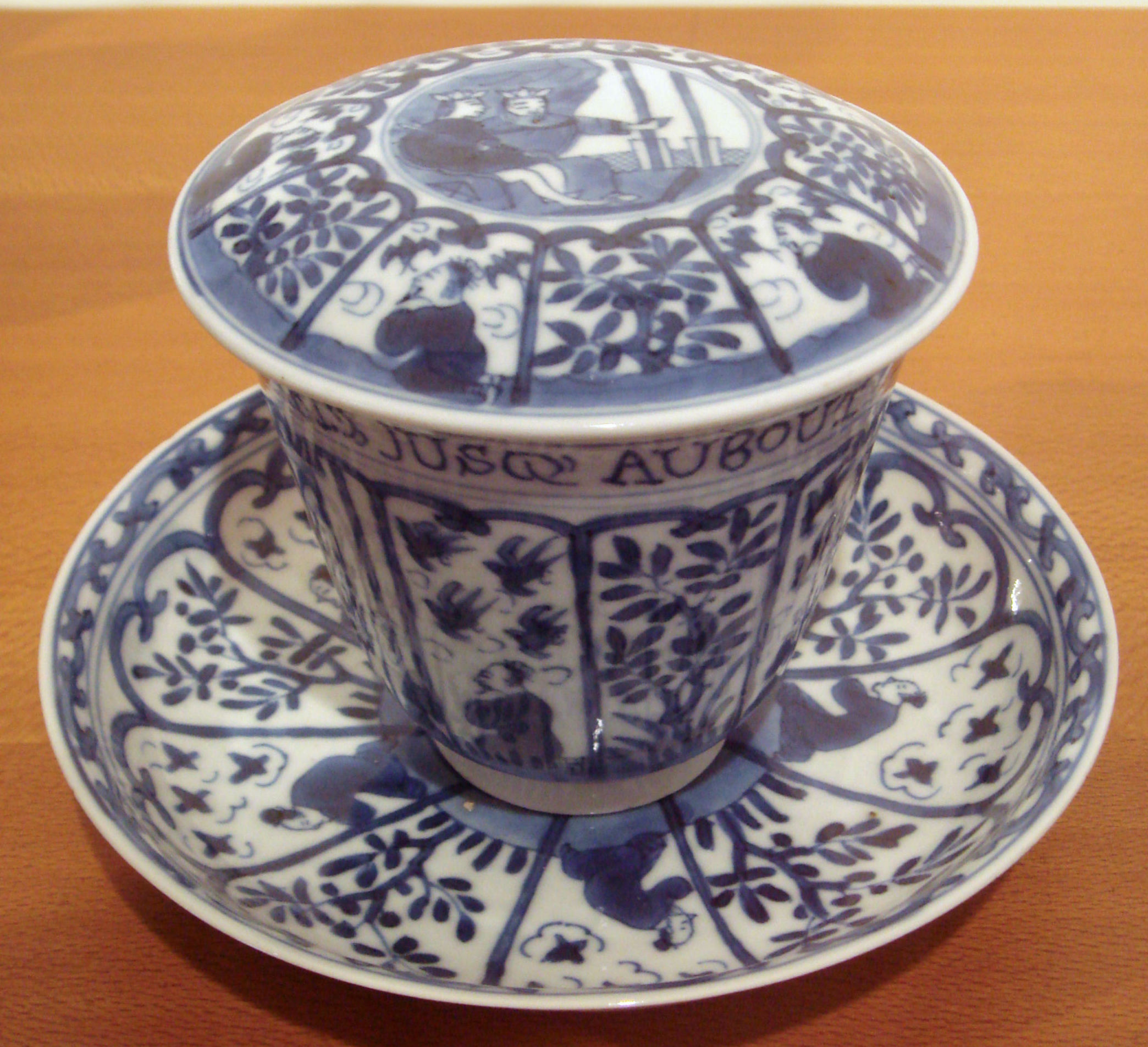
Porcelana azul y blanca de exportación con una inscripción en francés, período Kangxi 1690-1700. Museo Guimet, París.
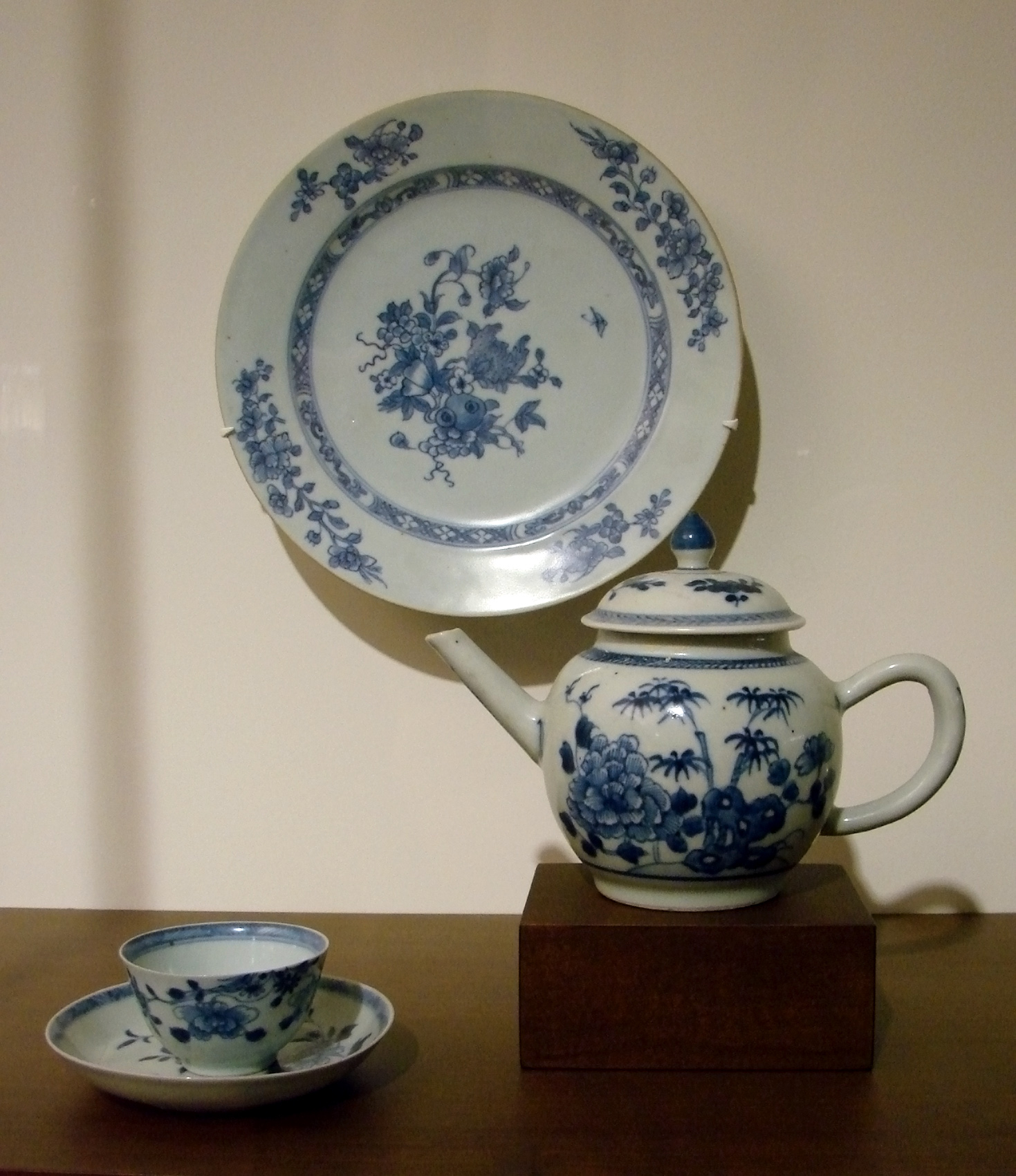
Porcelana de exportación azul y blanco que se encontró en la carga de un naufragio, siglo XVIII. Museo Guimet, París
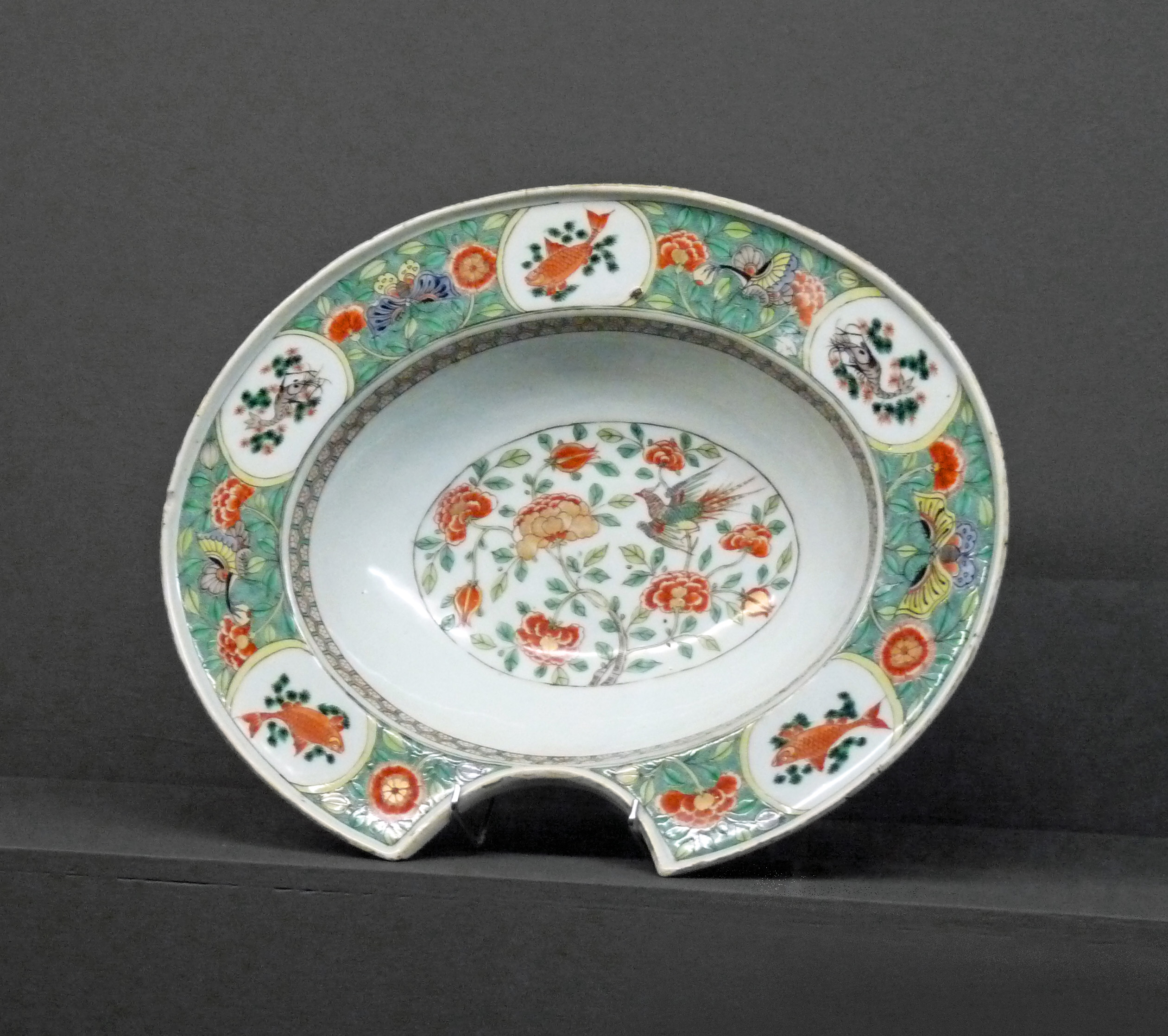
Plato de barbero. Museo de la Compañía de las Indias Orientales en Lorient.
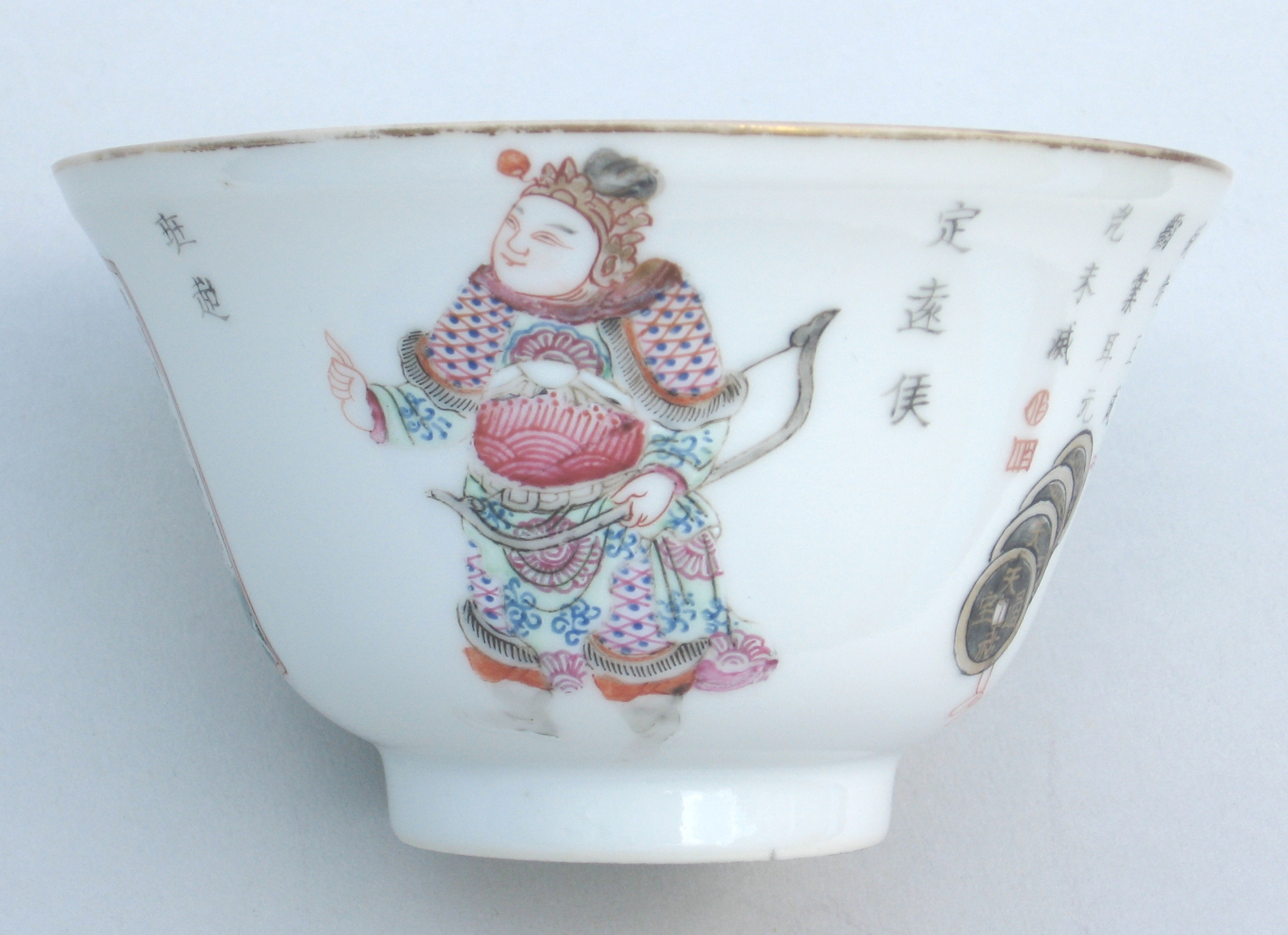
Decoración de Wu Shuang Pu con Ban Chao (32-102), período de Xianfeng (1850-1861)

### Influencia de la cerámica china en el mundo.

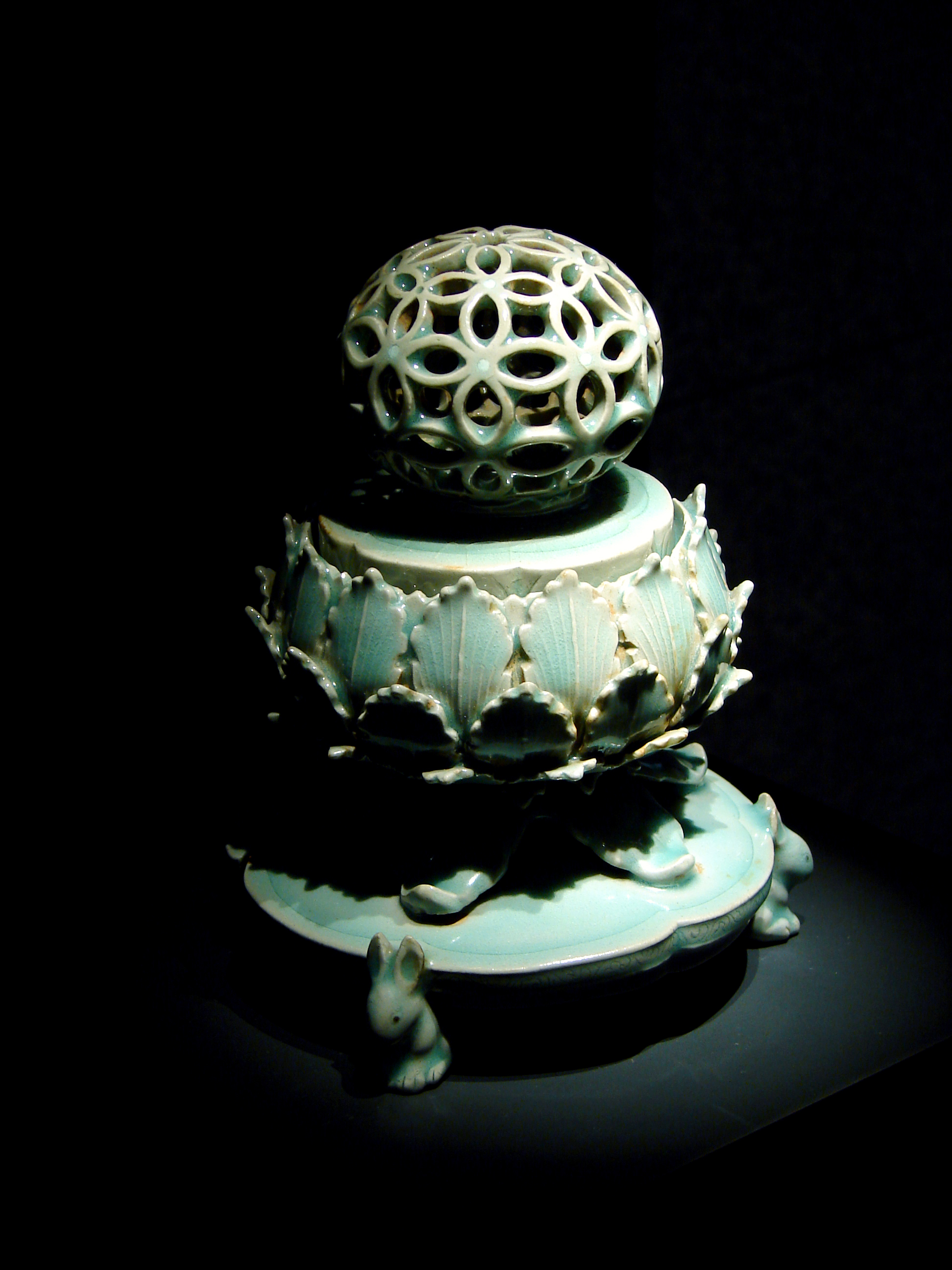
Incensario coreano de celadón, dinastía Goryeo (siglos a)

En Corea la influencia de la cerámica china se sintió muy temprano, desde la ocupación de parte del país por parte de China desde el 108 a. C. hasta 313 d. C. Fue en este momento cuando aparecieron los primeros hornos desarrollados a la manera de los hornos chinos, probablemente a más tardar en el siglo tercero después de Cristo (pero antes había hornos en Corea, y las cerámicas coreanas aparecieron entre el 8000 y el 5000 a. C.). El arte de la cerámica en Corea se desarrolló rápidamente y produjo piezas refinadas de celadón. La porcelana coreana blanca (más matizada que la porcelana blanca china) tiene un verdadero éxito en la aristocracia, que la aprecia como platos rituales en el siglo XV. La porcelana blanca también se puede usar como soporte para decoraciones cubiertas de azul ("azul y blanco"), un proceso inspirado en las cerámicas chinas, pero también cubierto de color marrón coreano limpio. 

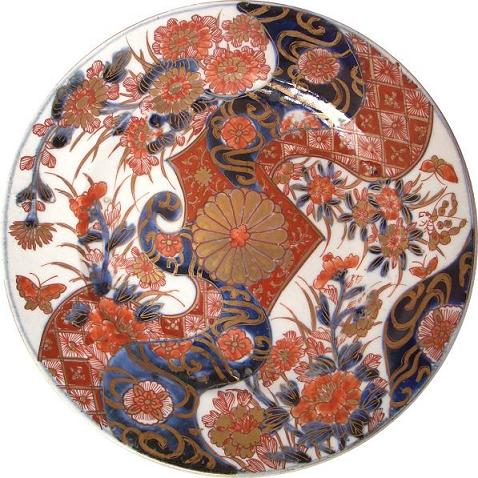
Porcelana de Imari. Arita,

En Japón, muy impregnado en la cultura china al comienzo de su historia, el primer contacto con la cerámica china fue pronto: de hecho, es a partir del período de Nara, en el siglo octavo, cuando se intentó la primera asimilación de la cerámica china. La corte japonesa conocía los elegantes jarrones sancai ("tres colores"), característicos de la dinastía Tang. La belleza de estas cerámicas los convirtió en objetos rituales, como lo demuestra una de estas piezas conservadas en Shōsō-in. Las piezas "tres colores" de Tang hicieron más que influir en la cerámica japonesa, trajeron a Japón la revelación del color. Pero, sin duda debido a la importancia dada a los objetos lacados, Japón no conoció un desarrollo real de la cerámica antes de finales del siglo XVI.
A partir de 1616, se desarrolló una producción de porcelana autóctona, inspirada en la producción china, a través de alfareros coreanos extraídos de su país después de que Japón invadiera Corea a fines del siglo XVI. Además, la invasión de China por los manchúes condujo, a partir de 1640 y durante varias décadas, a una afluencia de alfareros chinos a la región de Arita, Japón, que contribuyó al mejoramiento de las técnicas. La producción de porcelana japonesa más famosa es la porcelana Imari (exportada a Europa, entre otros lugares, desde el puerto de Imari), incluida la producida en los hornos de Arita.
En Europa, finalmente, se produjo el descubrimiento de la porcelana china por los italianos en el siglo XV y el estudio realizado en el siglo XVII del padre jesuita François Xavier d'Entrecolles de la técnica que se desarrolló en Jingdezhen, estuvo en el origen de las producciones de porcelana en Europa. Para 1712, el Padre d'Entrecolles había recuperado las primeras muestras de caolín, pero no fue hasta alrededor de 1765 que se descubrió un depósito de caolín en Francia en Saint-Yrieix-la-Perche, al sur de Limoges, y que a partir de entonces, la porcelana se produjo en Francia, probablemente alrededor de 1769.

## Falsificaciones y reproducciones

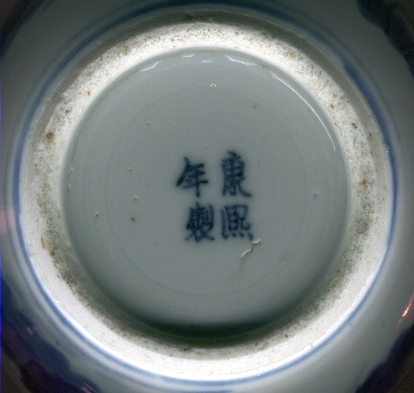
Porcelana de finales del, que lleva la marca del emperador Kangxi, que reinó al final del y principios del

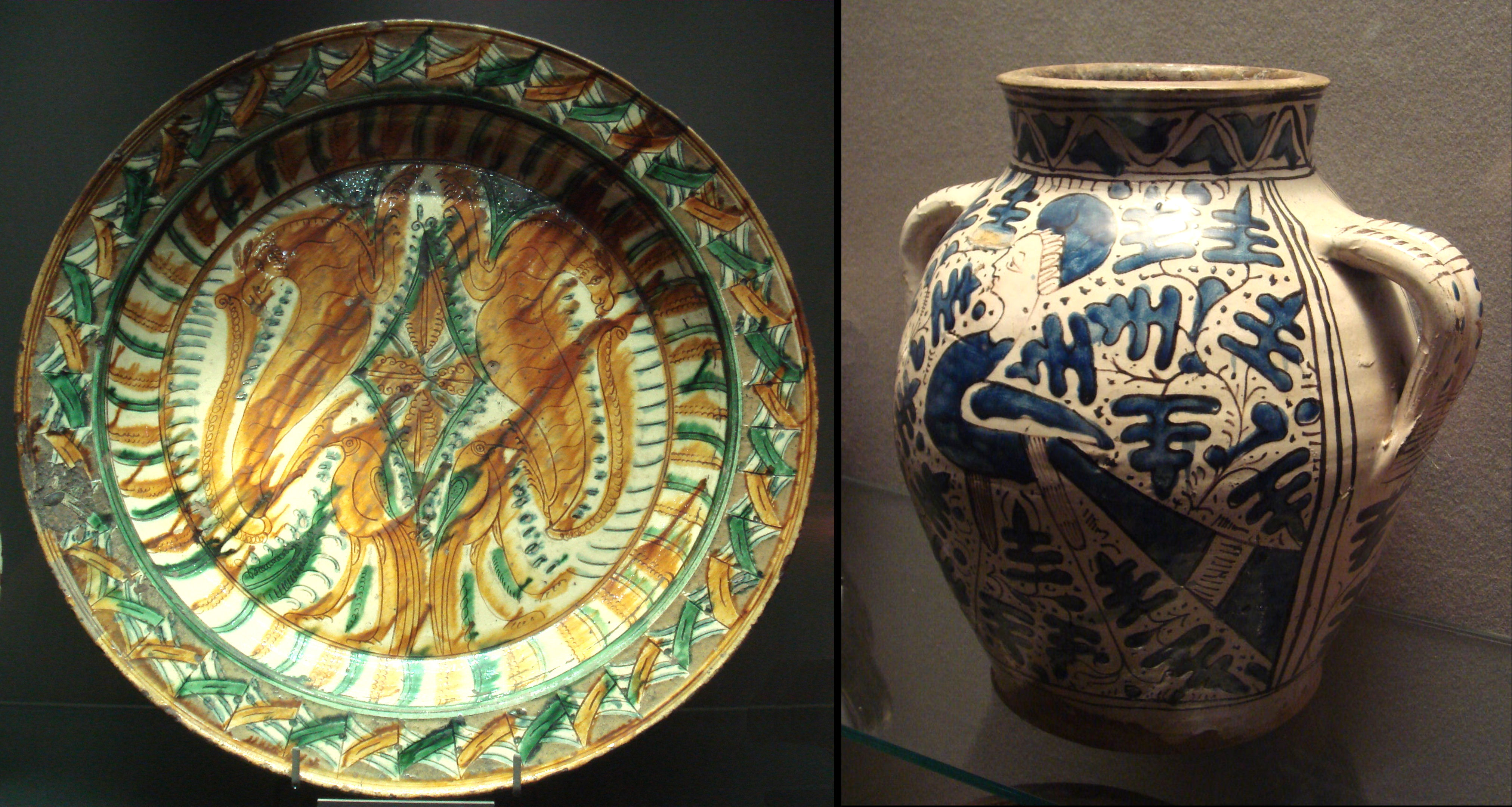
Cerámica italiana de mediados del XV, mostrando una fuerte influencia de la cerámica china. Plato "tres colores" (sancai) a la izquierda, y jarrón "azul y blanco" Ming, producido en el norte de Italia a mediados del. Museo del Louvre

Los alfareros chinos tienen una larga tradición, a menudo alentada por la propia corte imperial, para replicar las técnicas y los estilos de dinastías anteriores. Esto puede complicar la identificación precisa del origen de una pieza y su datación, pero de ninguna manera puede considerarse como una falsificación, o incluso una reproducción. Sin embargo, las falsificaciones y las reproducciones han puntuado la historia de la cerámica china y se siguen produciendo ahora en un número cada vez mayor.
- Reproducciones de celadon longquan de la dinastía Song se realizaron en Jingdezhen a principios del siglo XVIII, pero caracterizados como falsos también se hicieron mezclando un polvo de piedra amarilla en la cubierta, y luego envejeciendo artificialmente las piezas obtenidas hirviéndolas en un caldo, luego guardándolas durante un buen mes en una alcantarilla lo más sucia posible. El Padre d'Entrecolles[N 20] registra que, mediante estos procesos, estas cerámicas podrían venderse afirmando que databan de tres o cuatro siglos.[66]
- Las estatuillas funerarias de Tang se han copiado copiosamente en los tiempos modernos durante casi un siglo. Incluso uno de los criterios más importantes de autenticidad, que es la iridiscencia ligera que aparece con bastante frecuencia en la luz oblicua a la superficie de la pieza, a veces ha sido imitado por los falsificadores de Hong Kong.[67]
- La porcelana de exportación de la "East India Company" han sido objeto de falsificaciones en el siglo XX, rara vez de fabricación china, sino de Francia, Holanda o Hungría. Estas falsificaciones son a menudo reproducciones de buena calidad, ejecutadas sin intención de engaño, pero que han hecho uso de las marcas de identificación. Sin embargo, estas piezas son de una calidad significativamente inferior a las originales, lo que hace posible identificarlas.[68]
- A finales del siglo XIX, se produjeron falsas porcelanas de la "familia negra", lo suficientemente convincentes como para engañar a los expertos de la época. Todavía se pueden ver estas piezas en los museos hoy en día. Algunos expertos sostienen hoy que los esmaltes de porcelana de la familia negra no se produjeron en absoluto durante el reinado de Kangxi, pero esto se discute.[69]
- Durante los últimos años del siglo XIX, la porcelana "azul y blanca" del período Kangxi (desde 1662 hasta 1722) fue objeto de un gran enamoramiento en Europa, que no dejó de generar la producción en Jingdezhen de grandes cantidades de porcelana similares a las de periodos anteriores. Sin embargo, estrictamente hablando, no podemos calificar estas producciones como falsas, o incluso como reproducciones verdaderamente convincentes, incluso si algunas llevan los cuatro sinogramas de la marca del Emperador Kangxi, lo que continúa creando cierta confusión hoy en día. Por otra parte, las piezas reales del período Kangxi rara vez tienen estos sinogramas y se autentican más bien por los sellos, sellos, marcas simbólicas o emblemas que llevan (seta sagrada, esvástica, "ocho objetos preciosos" budistas, etc.).[70]

## Datación y autentificación
La fecha de fabricación de un objeto cerámico puede determinarse por termoluminiscencia. Esto permite explotar la propiedad que un cierto número de cristales, como el cuarzo y el feldespato, acumulan con el tiempo, en forma de energía en el nivel atómico, la irradiación natural y cósmica del lugar donde están. Cuando son sometidos a una temperatura muy alta, restauran la energía acumulada en forma de luz (fotones).
El carbono 14 se usa para datar yacimientos arqueológicos antiguos; la datación por carbono 14 es, de hecho, un método de datación radiométrica basado en la medición de la actividad radiológica del carbono 14 (14C) contenido en la materia orgánica cuya edad absoluta se desea, es decir, el tiempo transcurrido desde su muerte. Por lo tanto, es un método inadecuado en principio para la datación de las cerámicas, ya que no están compuestas de materia orgánica. Por otro lado, el carbono 14 permite la datación confiable de sitios muy antiguos donde se encuentran algunos elementos orgánicos, lo que ha permitido fechar con precisión las cerámicas de los yacimientos de Peiligang o Yangshao, por ejemplo.
Además de estos métodos científicos, efectivos pero costosos, existen otras formas de identificar y fechar las diferentes partes, como el aspecto del lado inferior de la cerámica (marcas de atifles o incluso arena), el conocimiento de diferentes marcas, sinogramas y símbolos que se pueden esperar en cada tipo de pieza, o conocimiento del sistema de "fechas cíclicas" ( Ganzhi ), etc., lo que entra de lleno en el ámbito de los expertos.

## Galerías

### De Yangshao a Qin (alrededor del año 4000 al 221, antes de la era común)

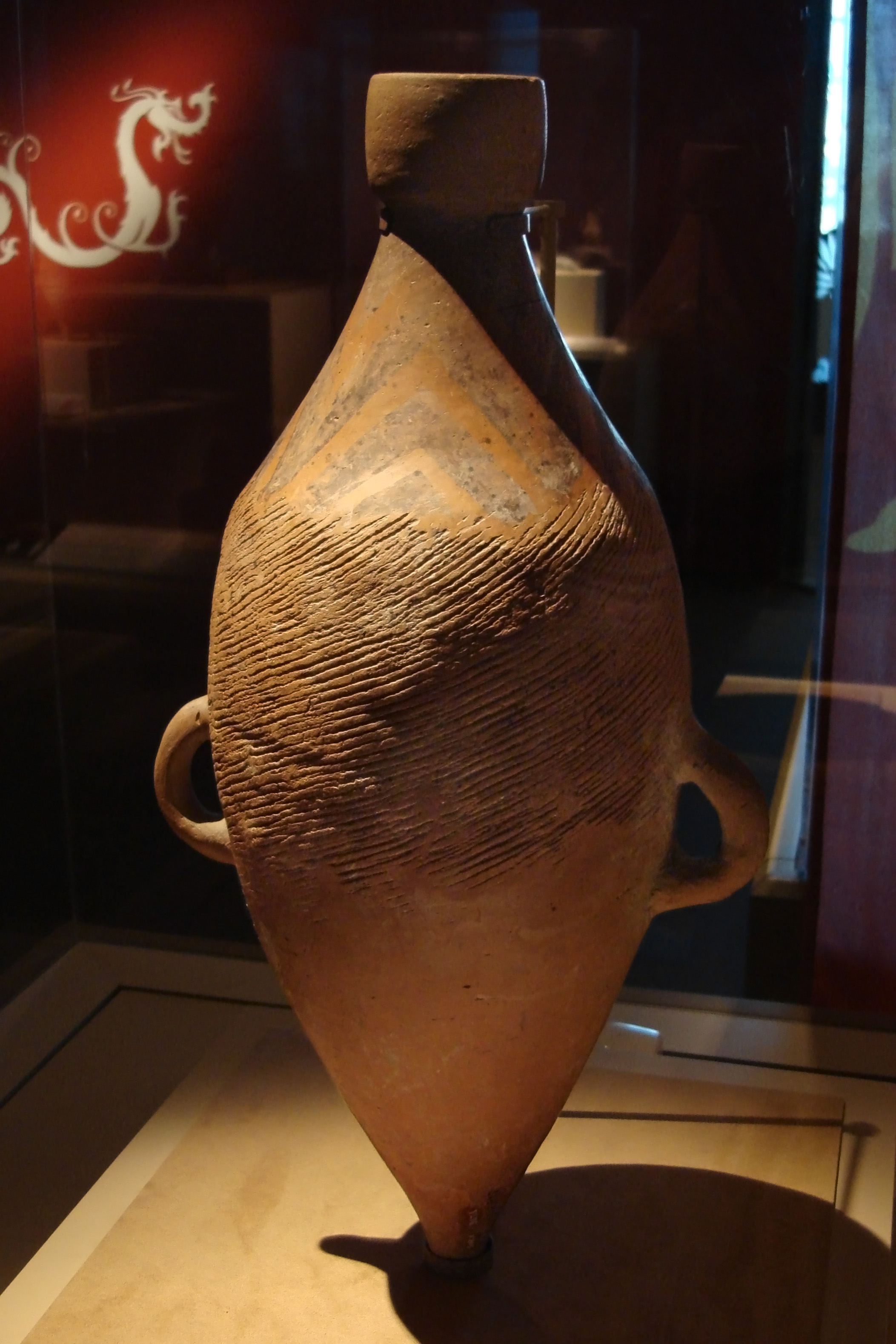
Jarra de agua del periodo neolítico. Cultura pre Yangshao, Baoji, Shaanxi (de 4000 a 3000 a. C., aprox.)
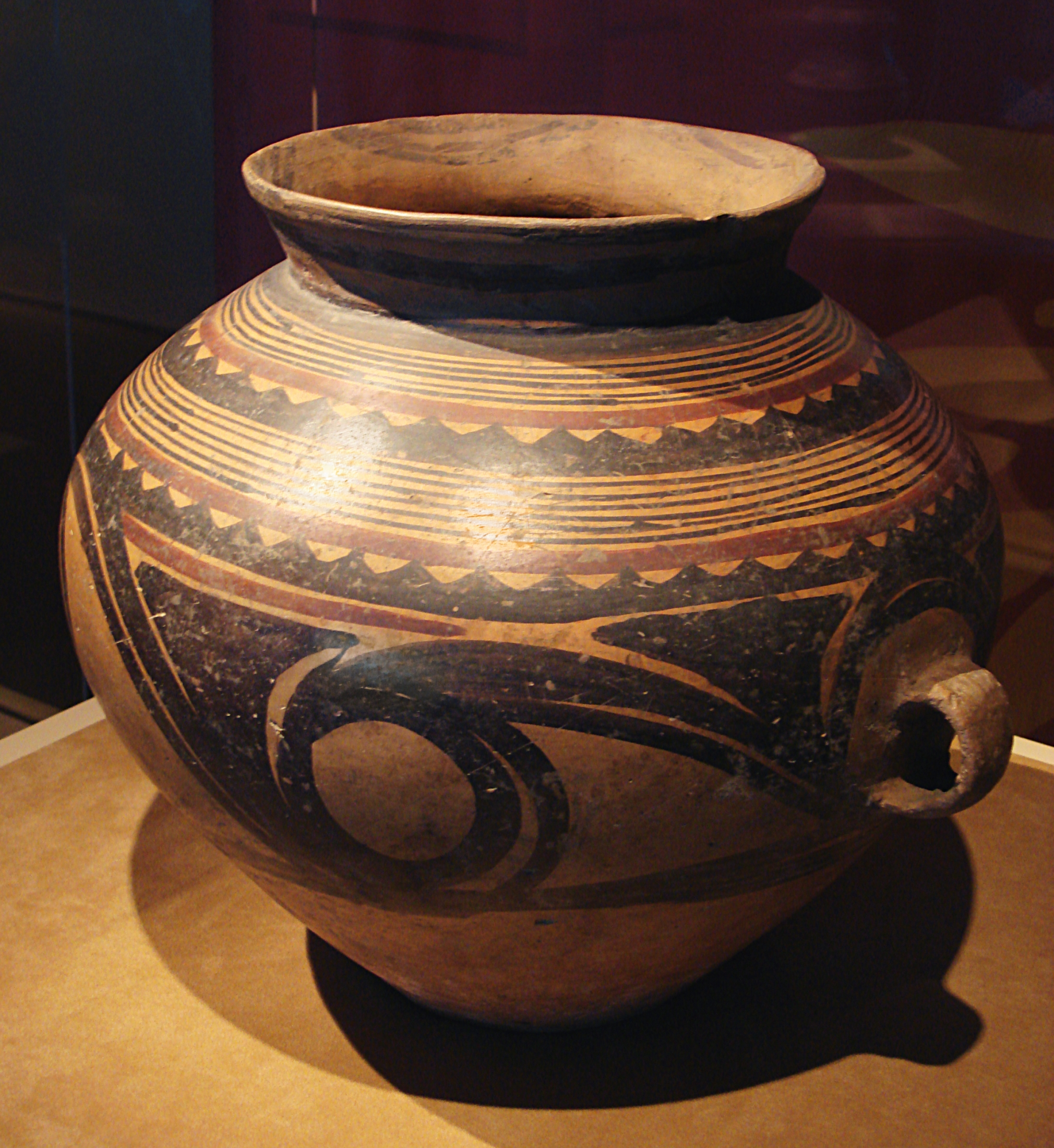
Jarrón pintado de la cultura Majiayao, final del período neolítico (3300 a 2200 a. C.)
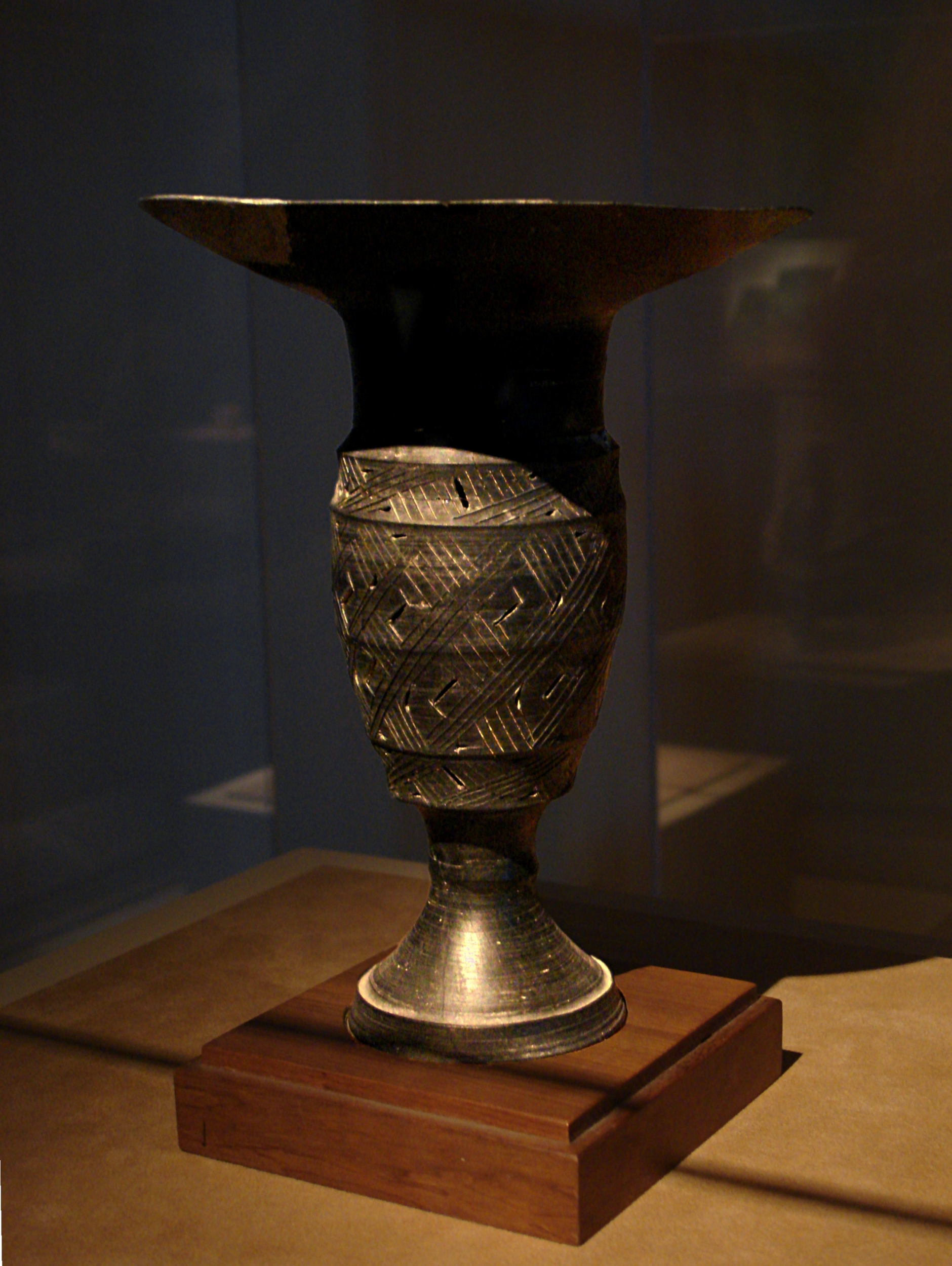
Copa de cerámica negra de finales del Neolítico. Cultura Longshan (2500 a 2000 aC, aprox.)
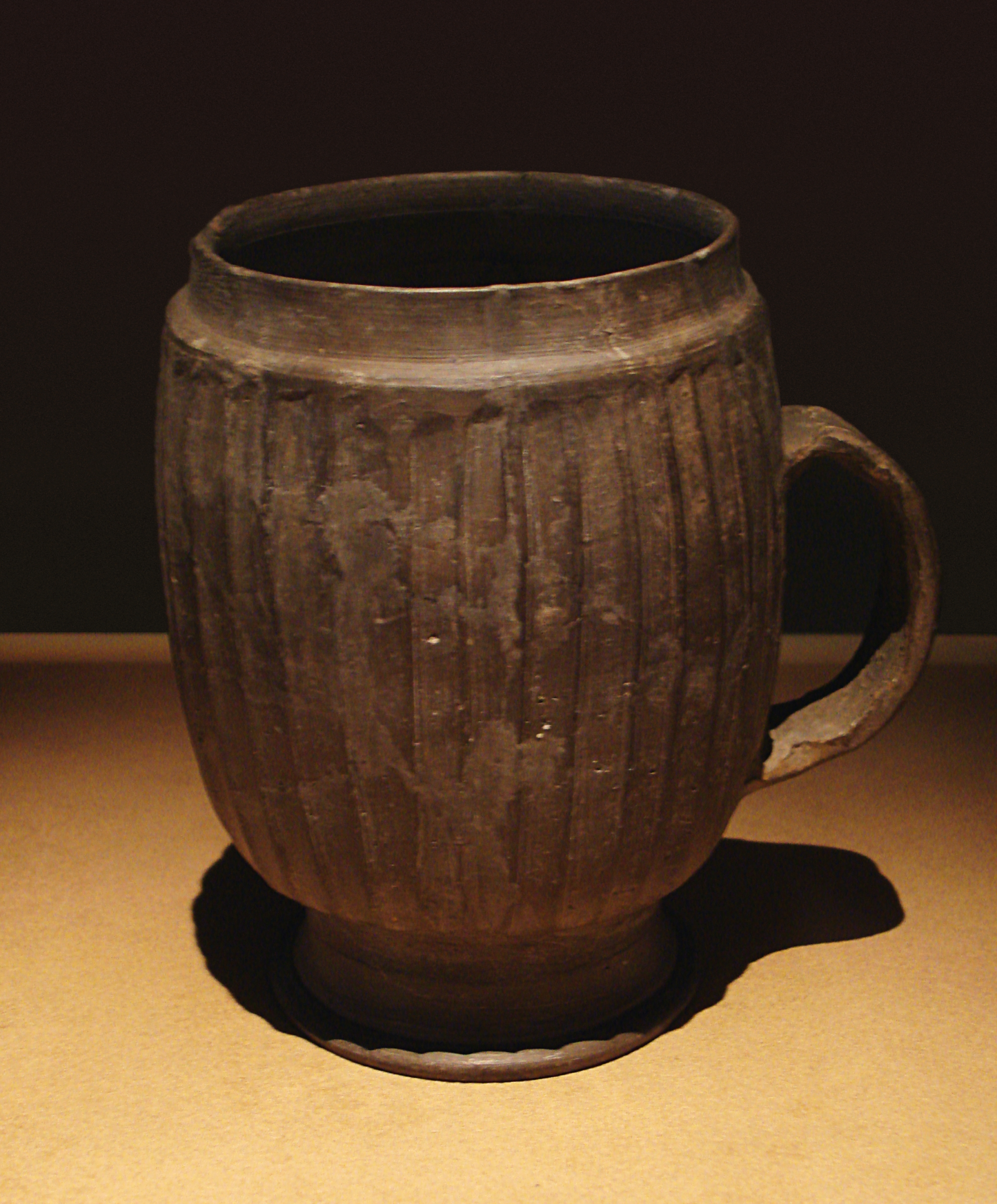
Gran jarra gris, cultura Longshan, final del período neolítico (2500 a 2000 a. C.)
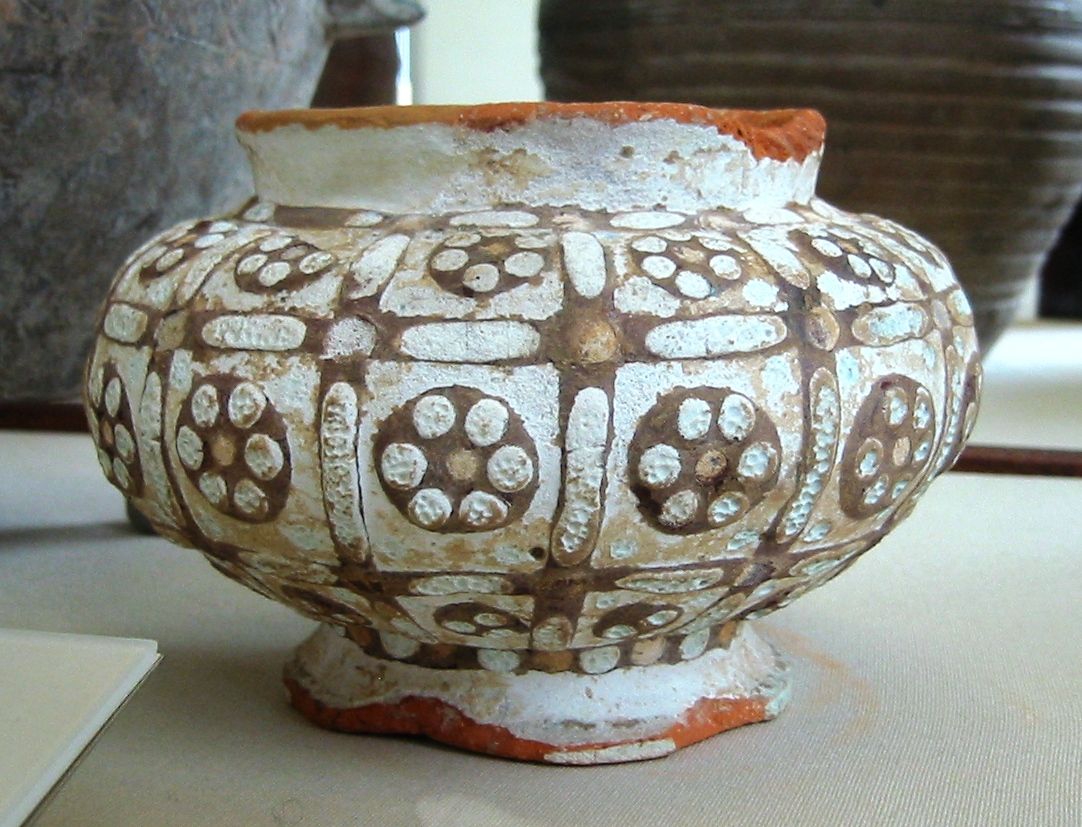
Vasija de barro, dinastía Zhou, III siglo aC. Museo Británico
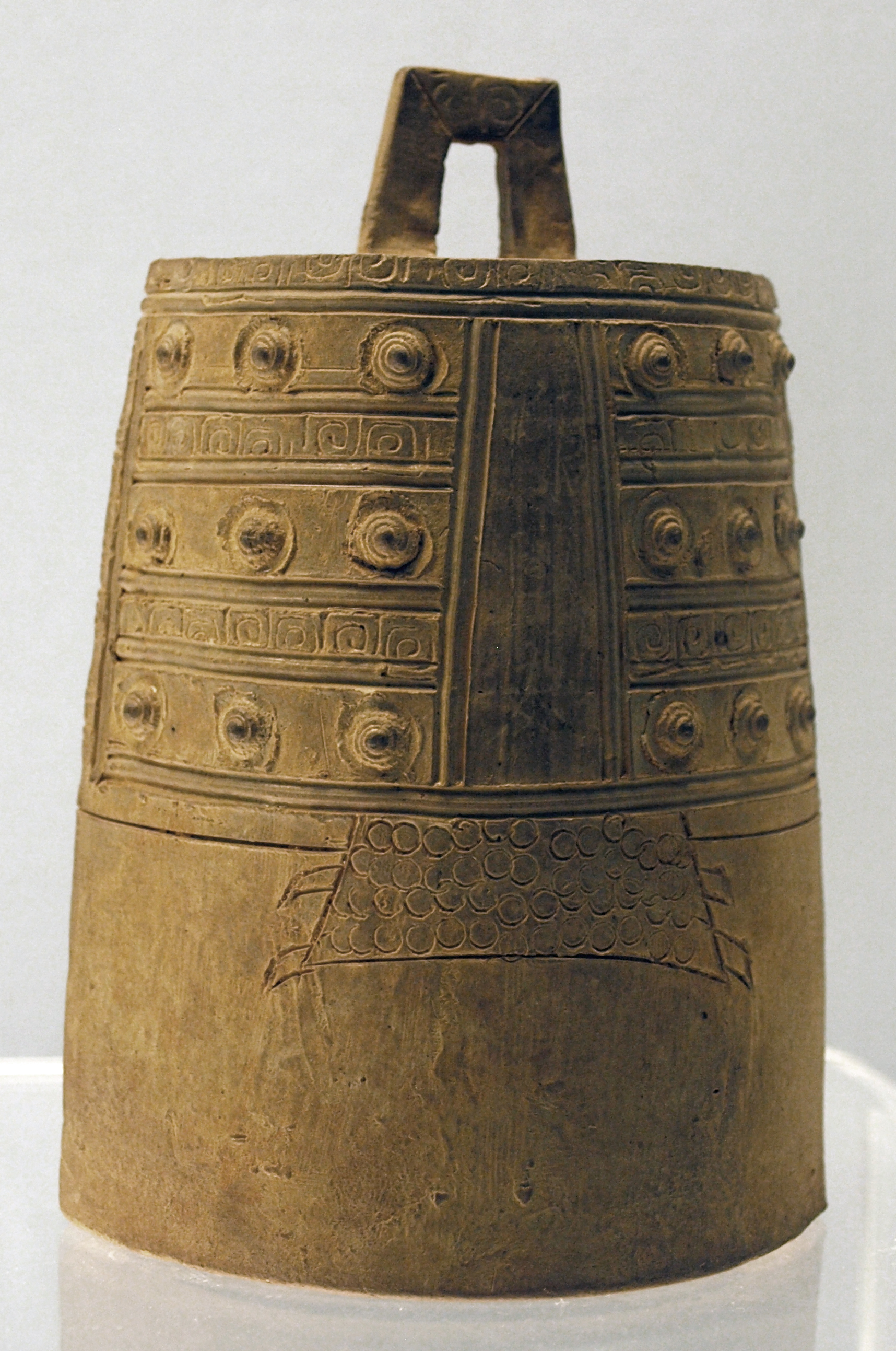
Reproducción de una campana de bronce. Período de los Reinos Combatientes (453-21 a. C.)
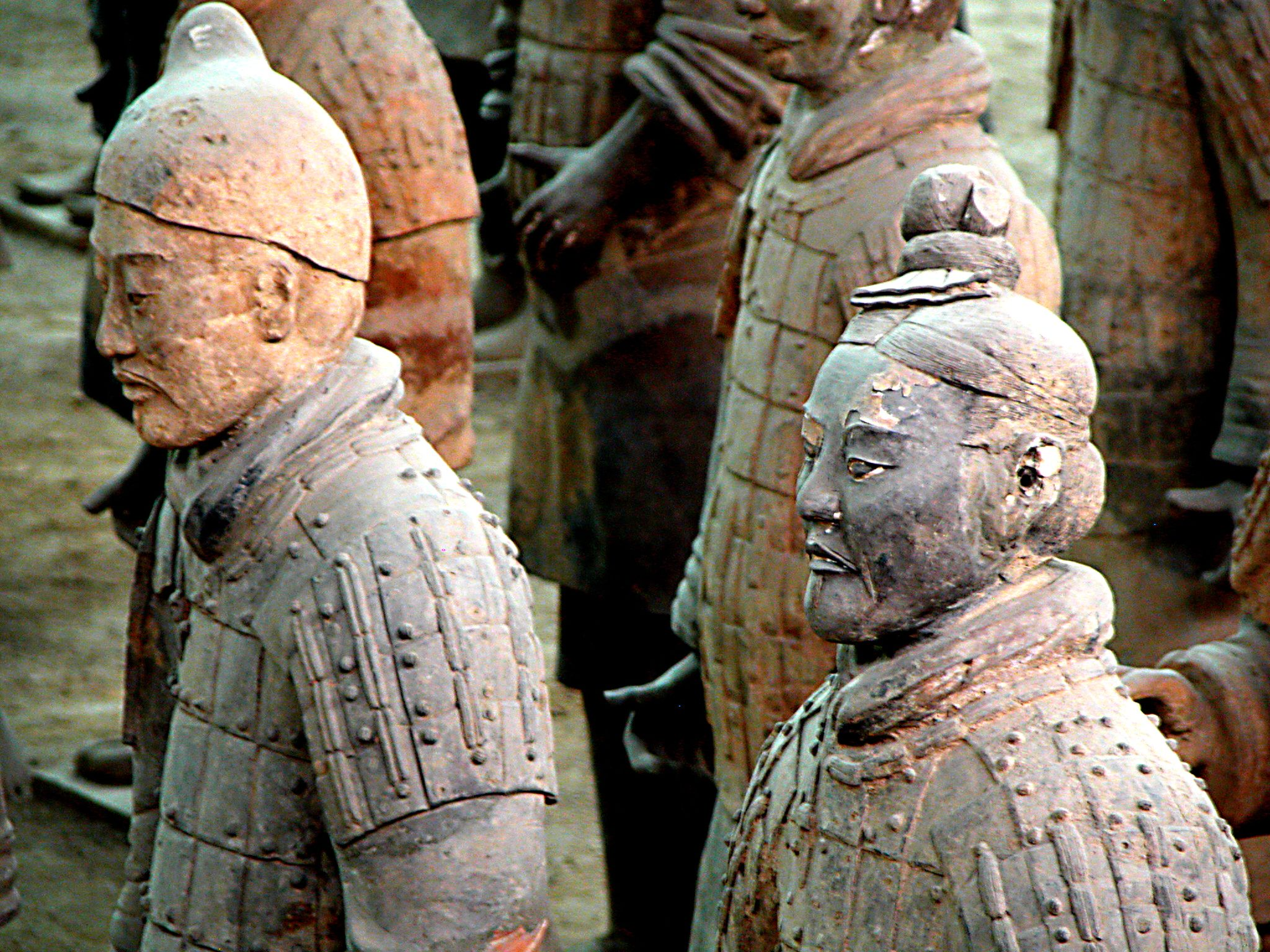
Soldados enterrados del ejército de Qin Shi Huangdi (enterrados alrededor del 210 a. C.)

### Han (202 antes de la era común a 220 después)

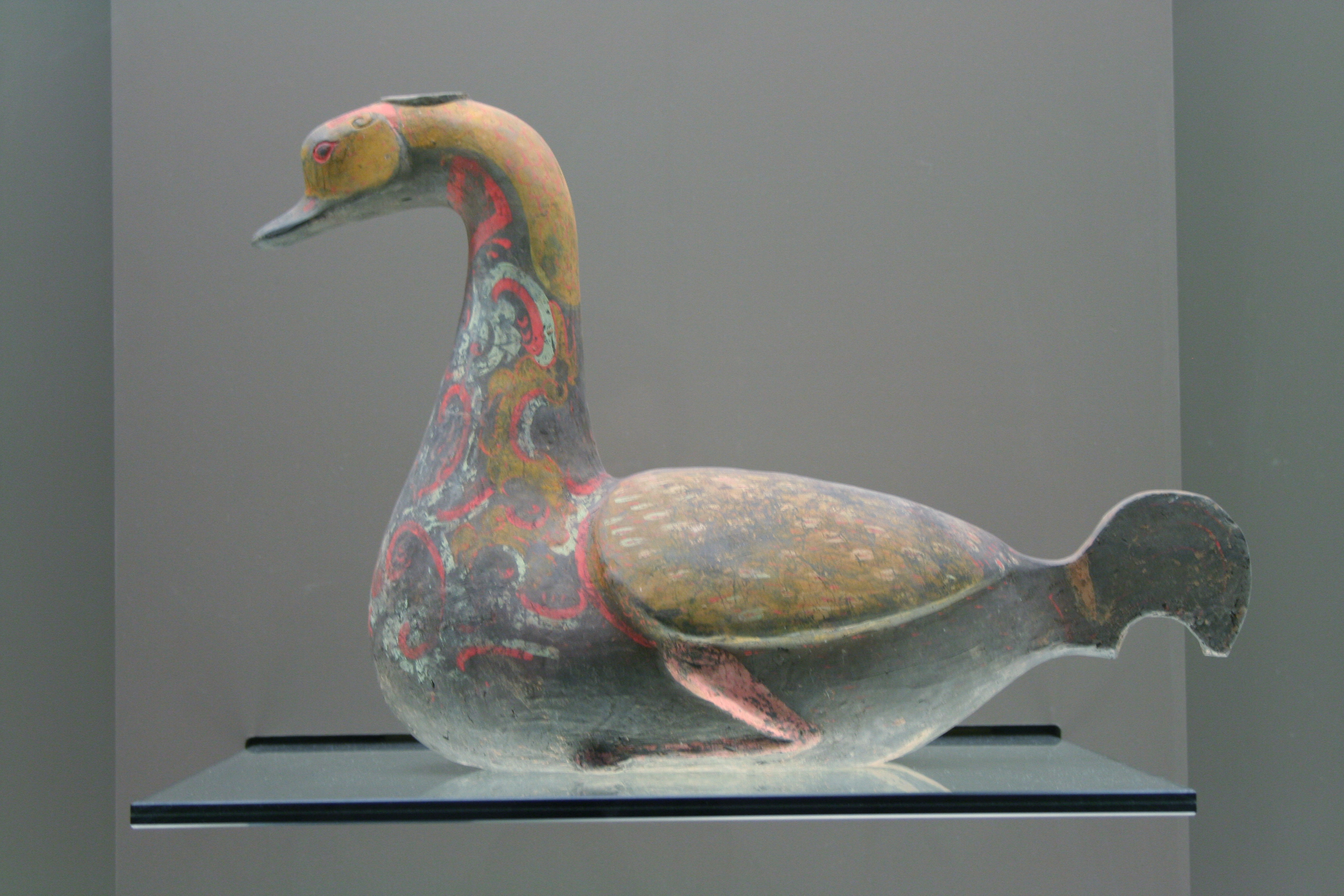
Jarra de terracota en forma de ganso, con dibujos en laca, Han del oeste. Museo Cernuschi
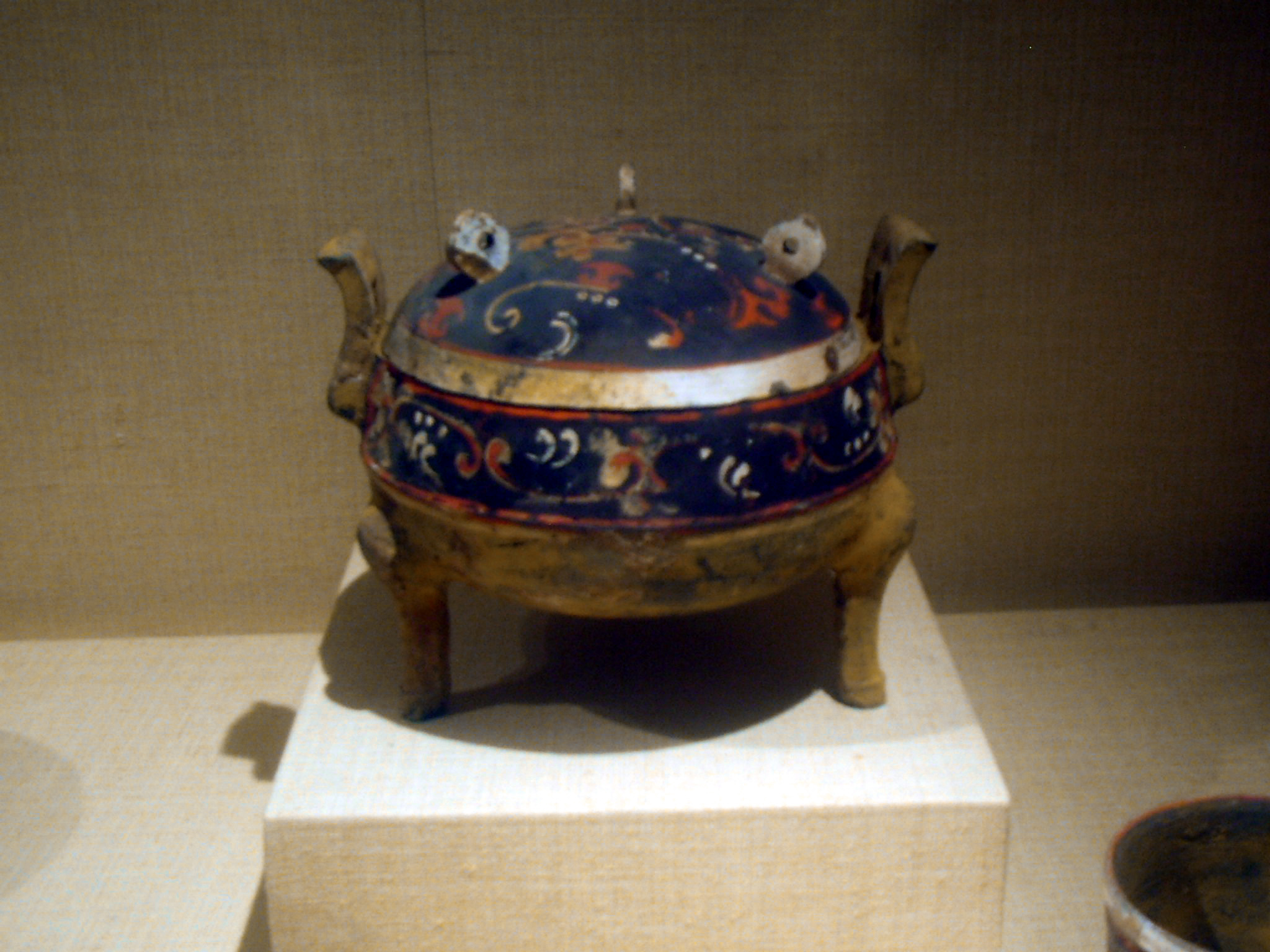
Trípode de terracota pintado, dinastía Han occidental
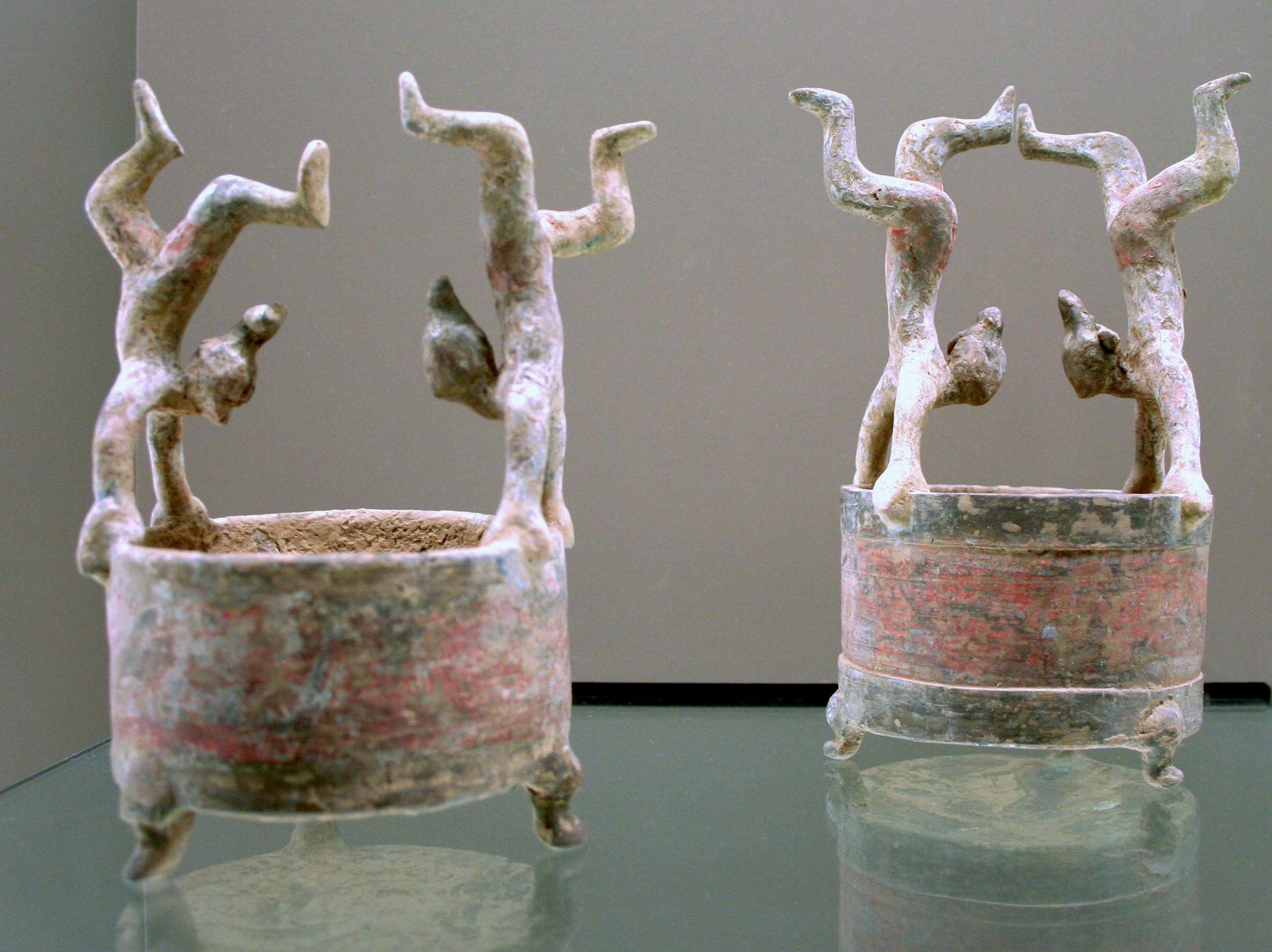
Dos jarrones occidentales de terracota con acróbatas. Museo Cernuschi
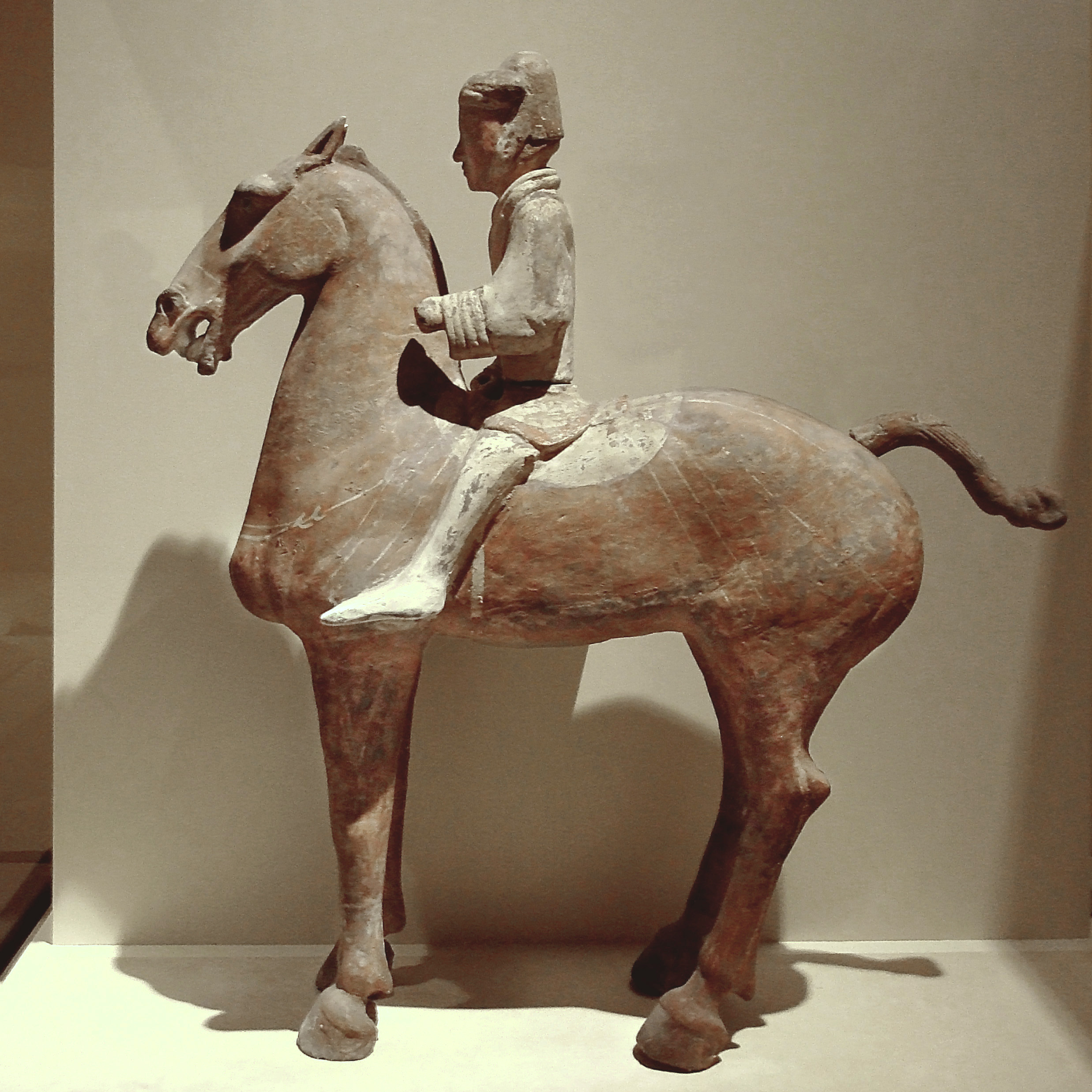
Estatuilla funeraria de cerámica que representa a un jinete y su caballo, Dinastía Han Occidental
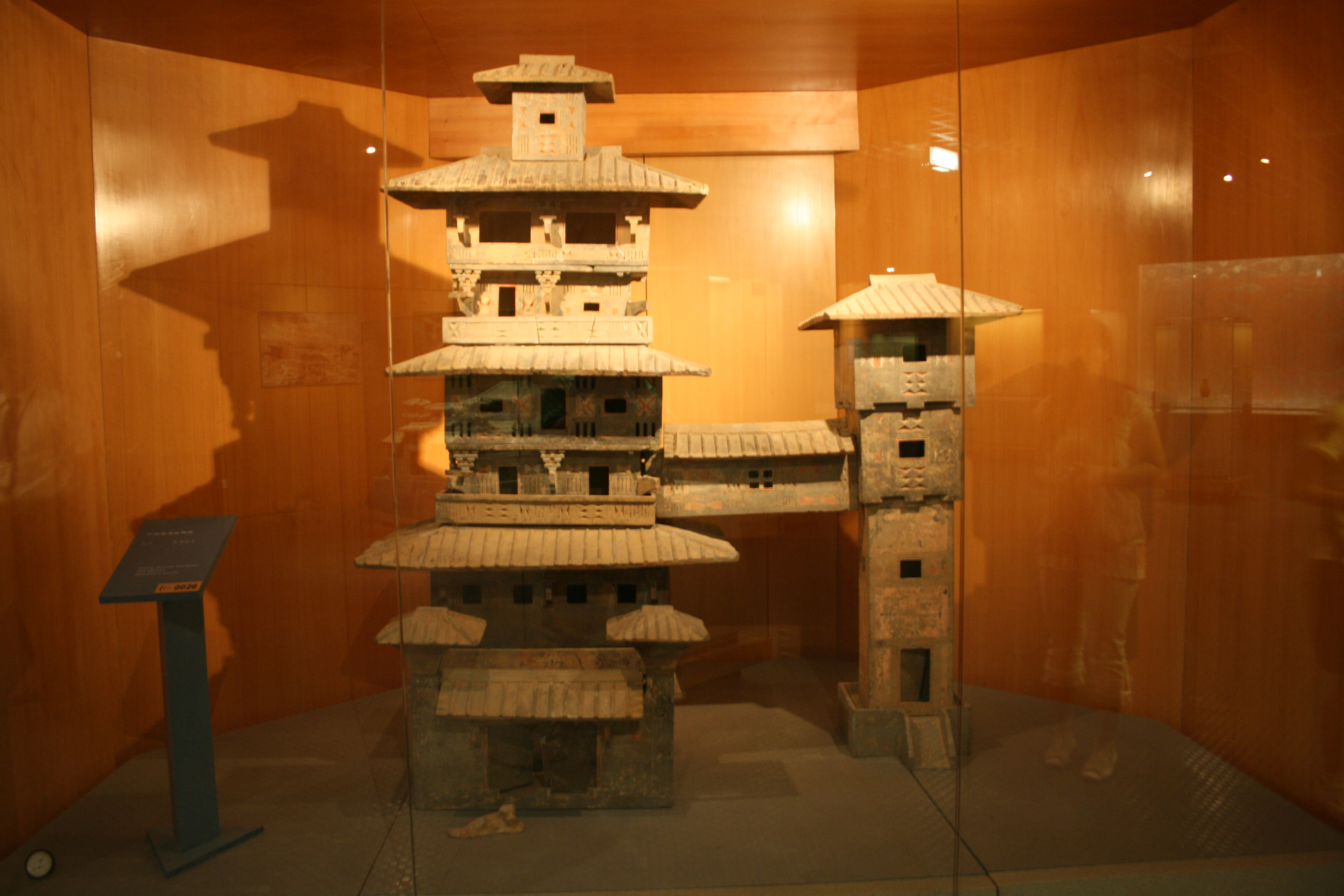
Terracota de barro de época Han que representa un modelo de edificios de apartamentos de gran altura conectados por un puente
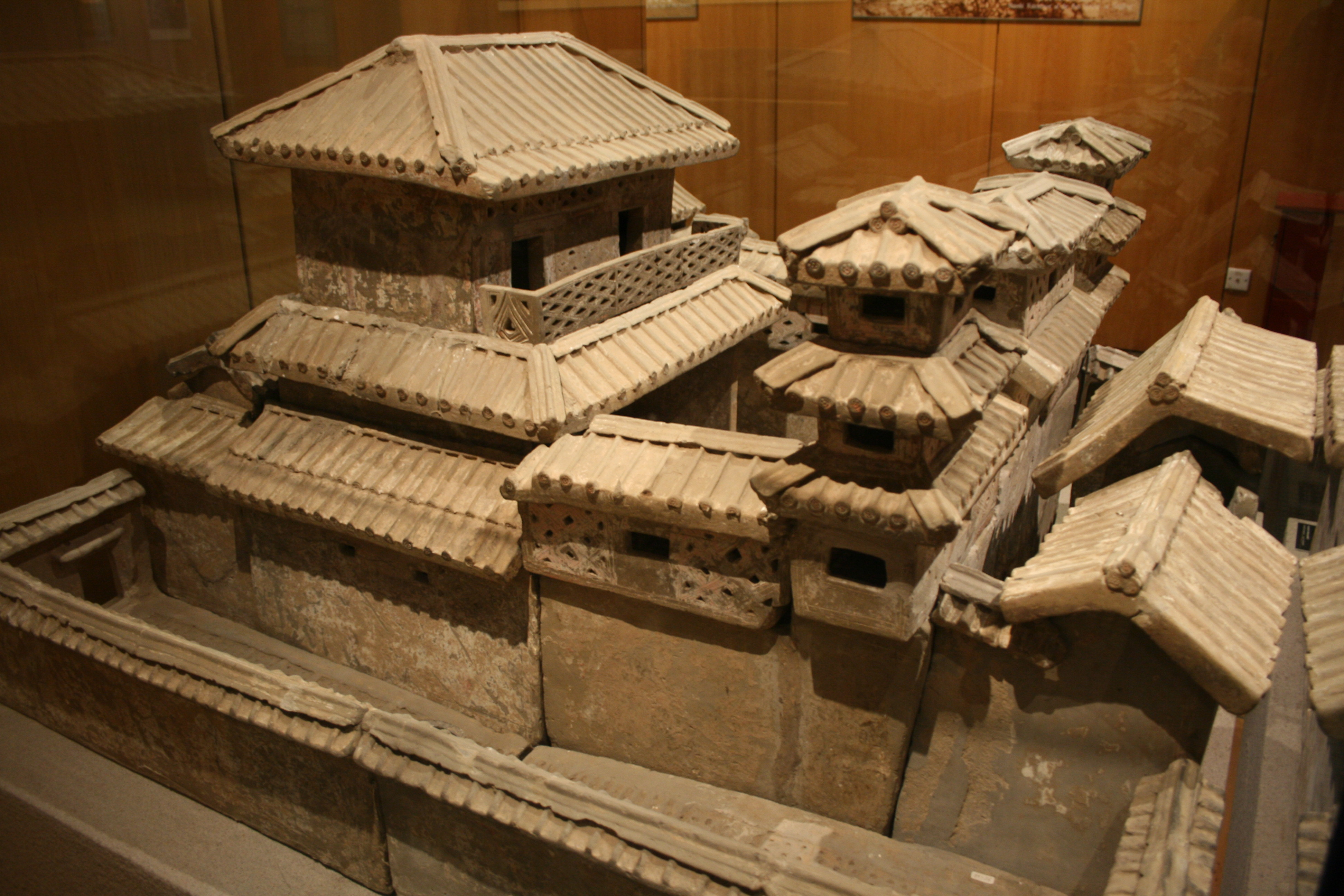
Período Han. Ofrenda funeraria de barro que representa el modelo de un palacio
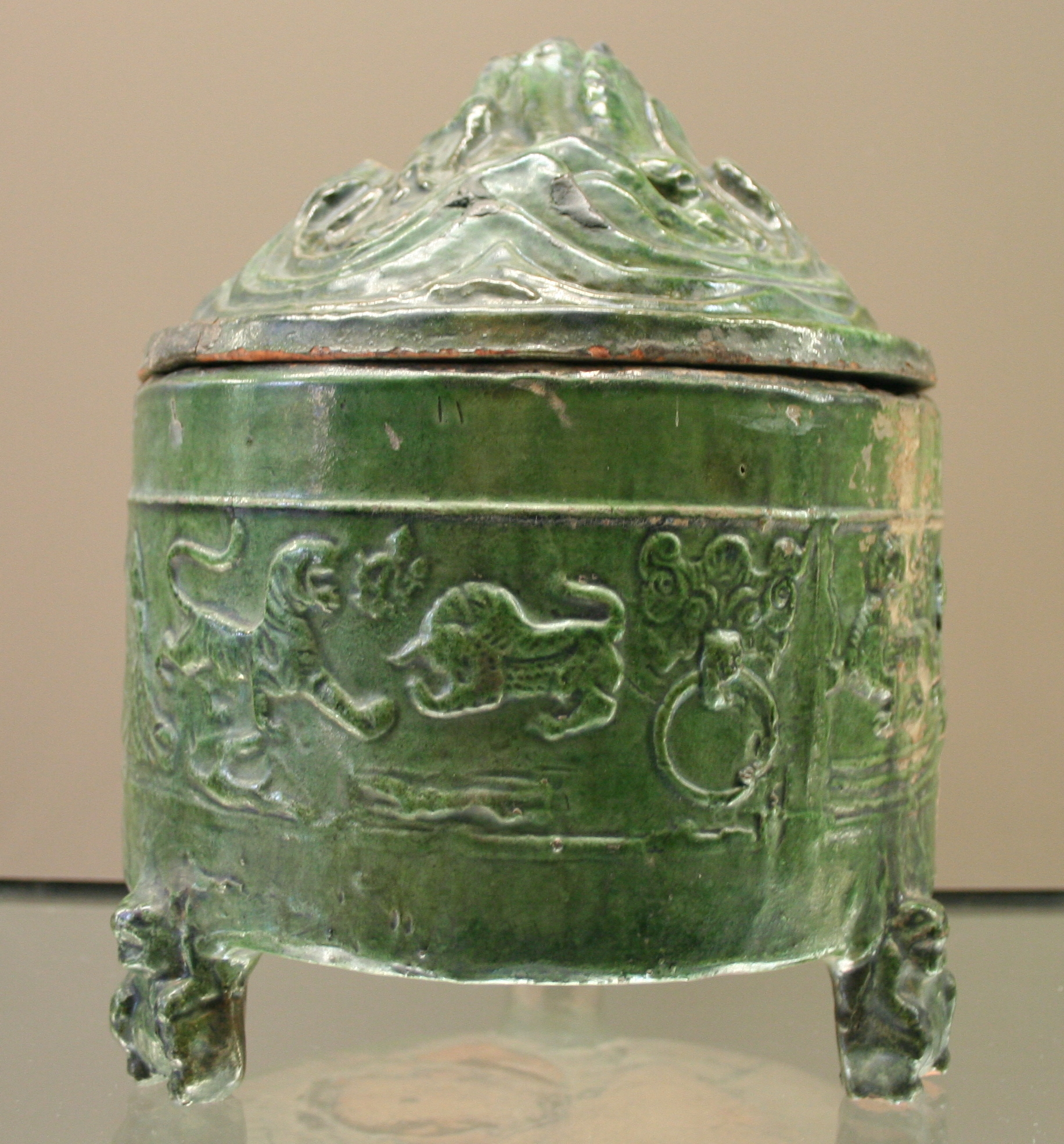
Macetero de celadón, tapa boshanlu en forma de montaña con inmortales, decoración animal. Han oriental. Museo Cernuschi
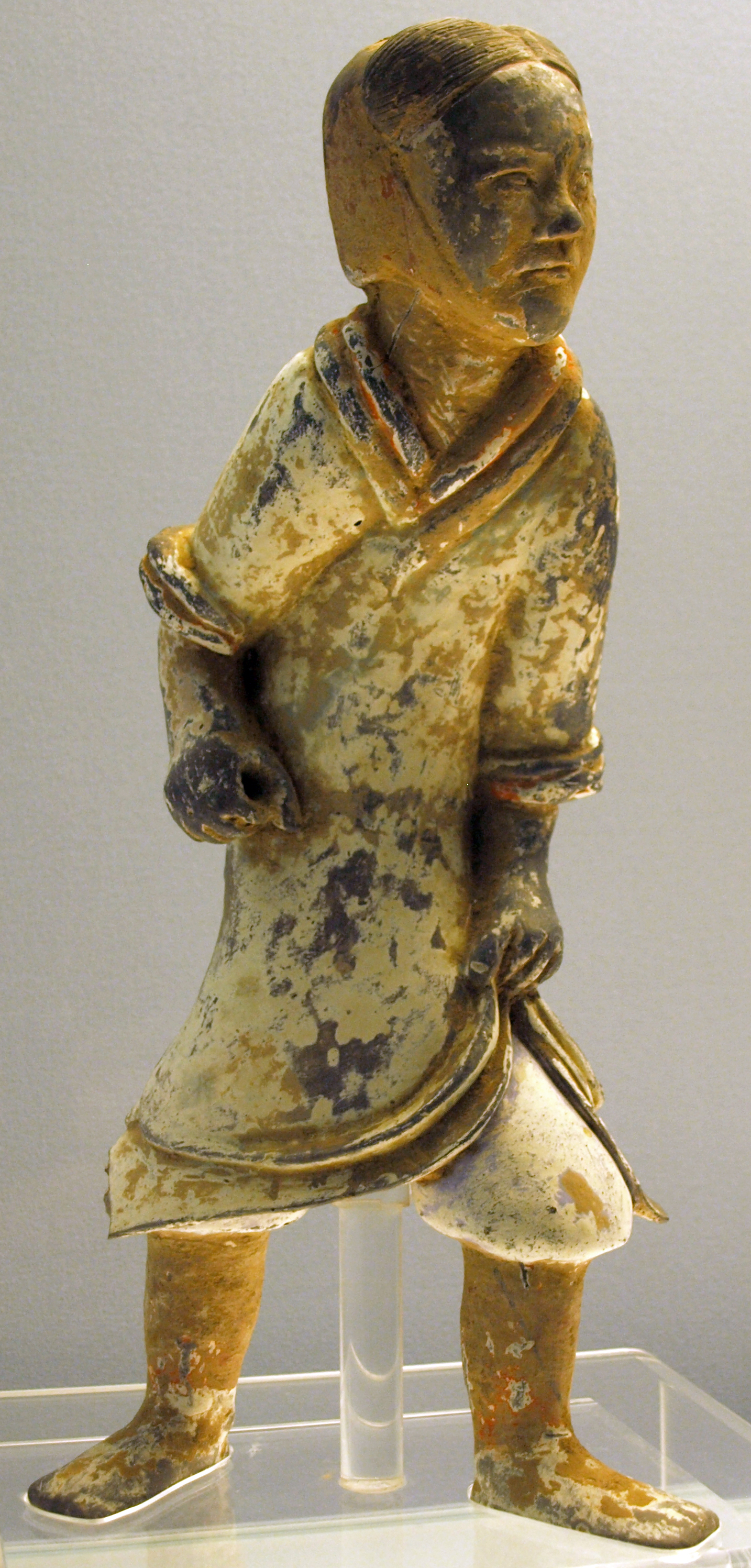
Un hombre. Estatuilla pintada de terracota. Han oriental. Museo de Shanghai

### Tres Reinos, Jin, Dinastías del Norte y del Sur, Sui (220 a 618)

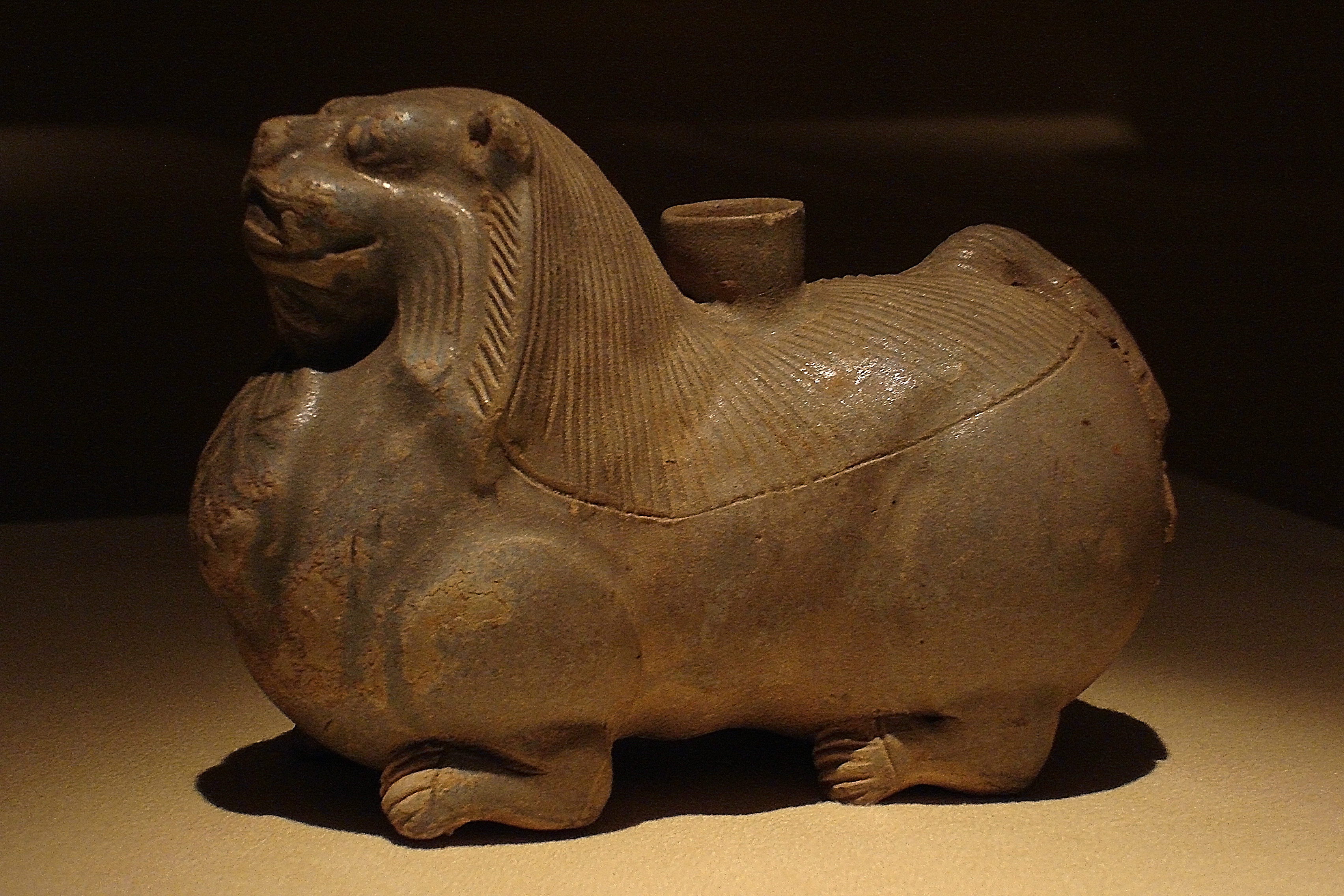
Candelabro de celadón. León agachado, del período de los Tres Reinos (220 a 265); proviene del reino de Wu del este
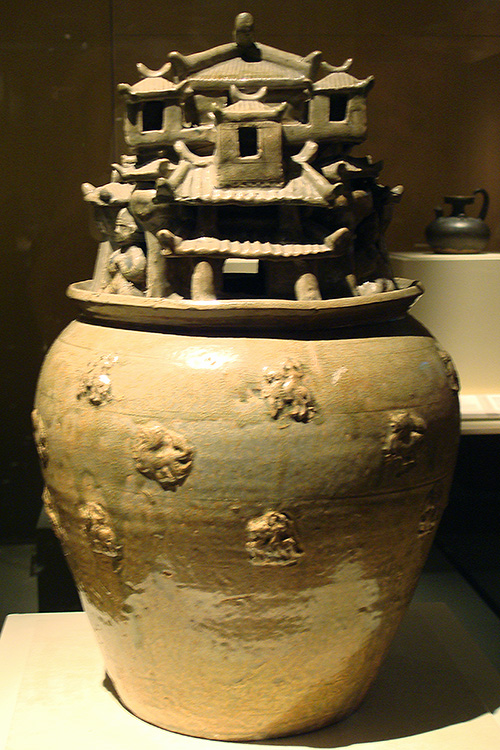
Jarrón de celadón con decoración arquitectónica de la dinastía Jin (265-420)
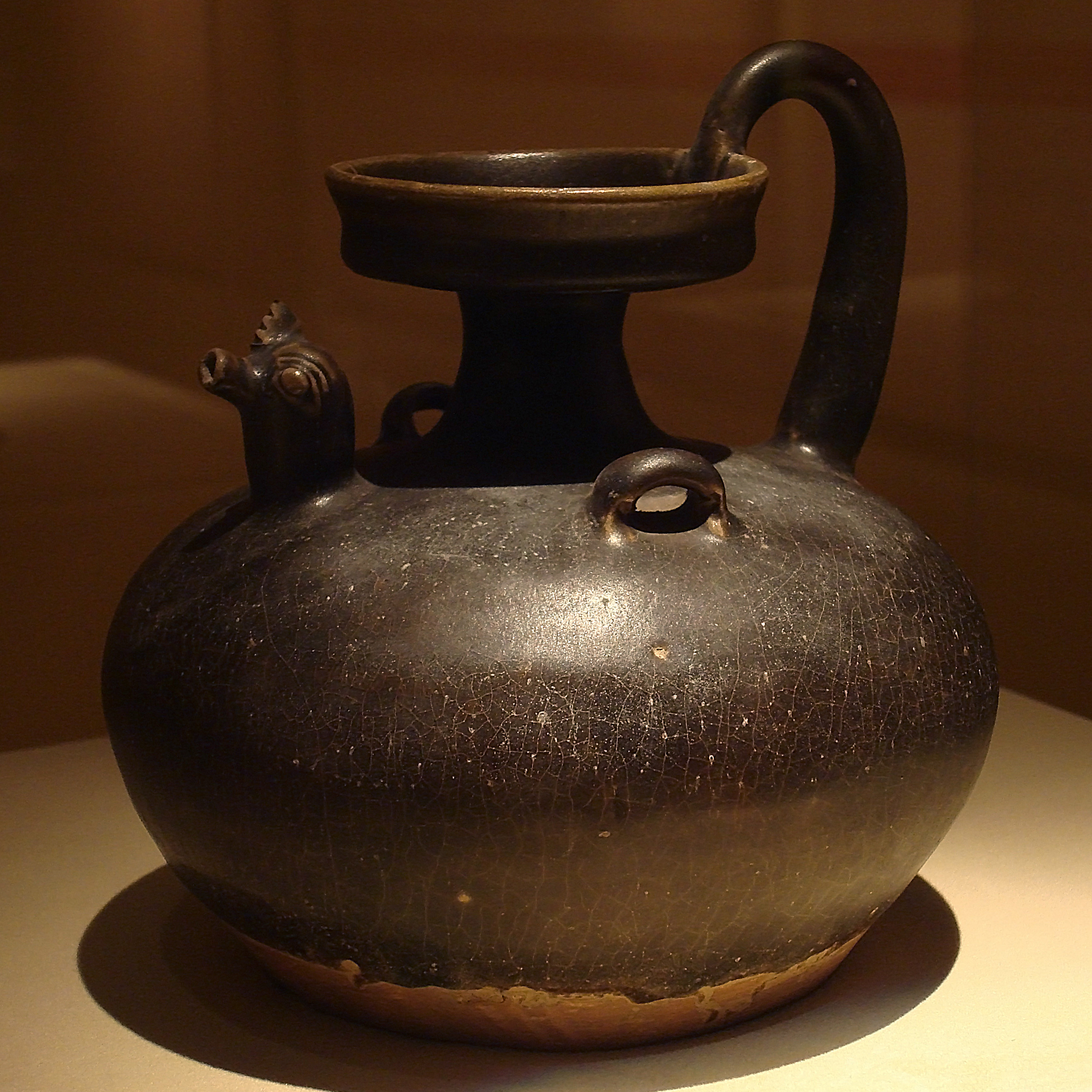
Una jarra de esmalte negro, para vino o agua, con un pico en forma de gallo, Dinastía Jin (265-420)
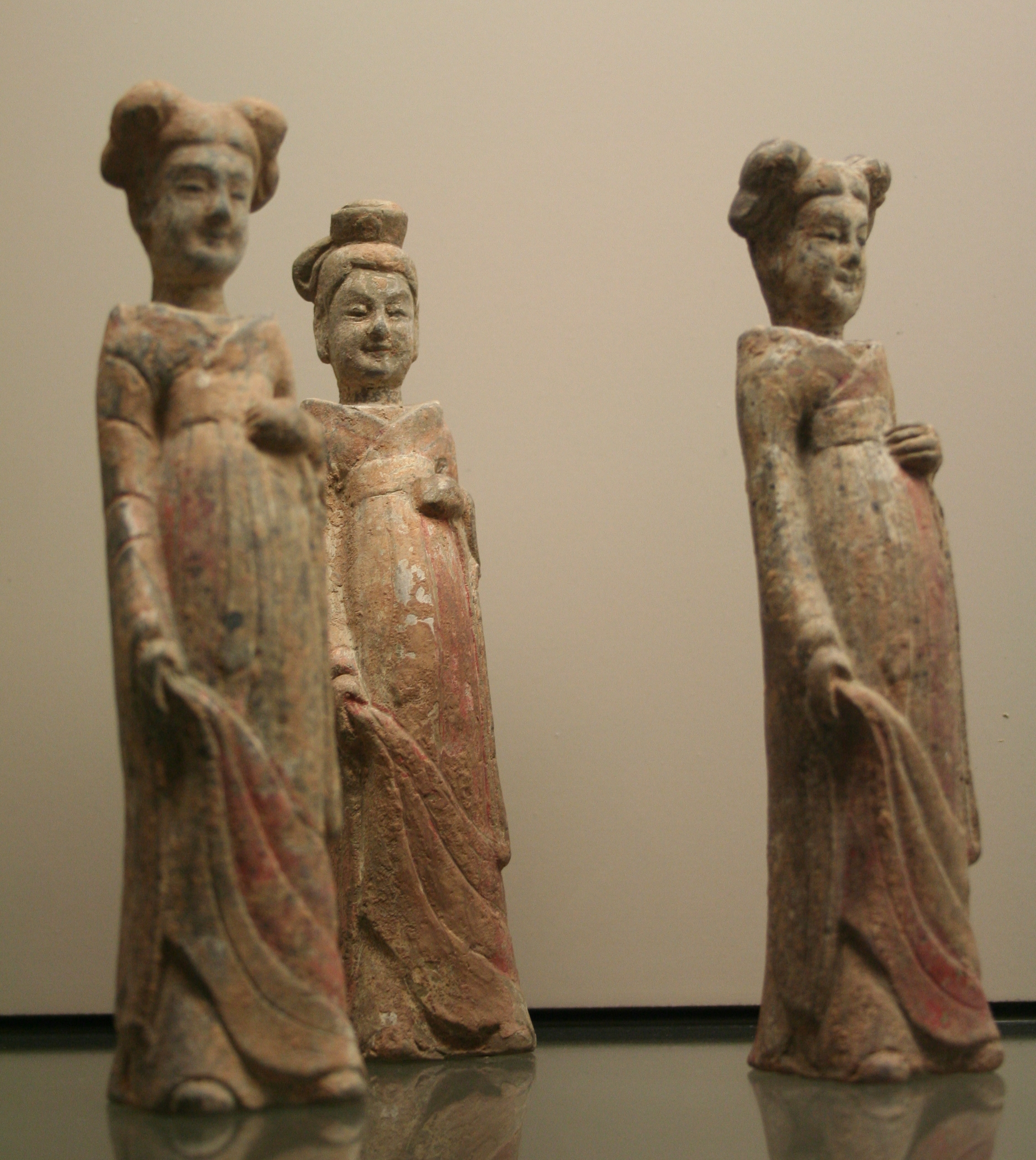
Damas de cerámica en espera, dinastía Wei del Norte, siglo VI
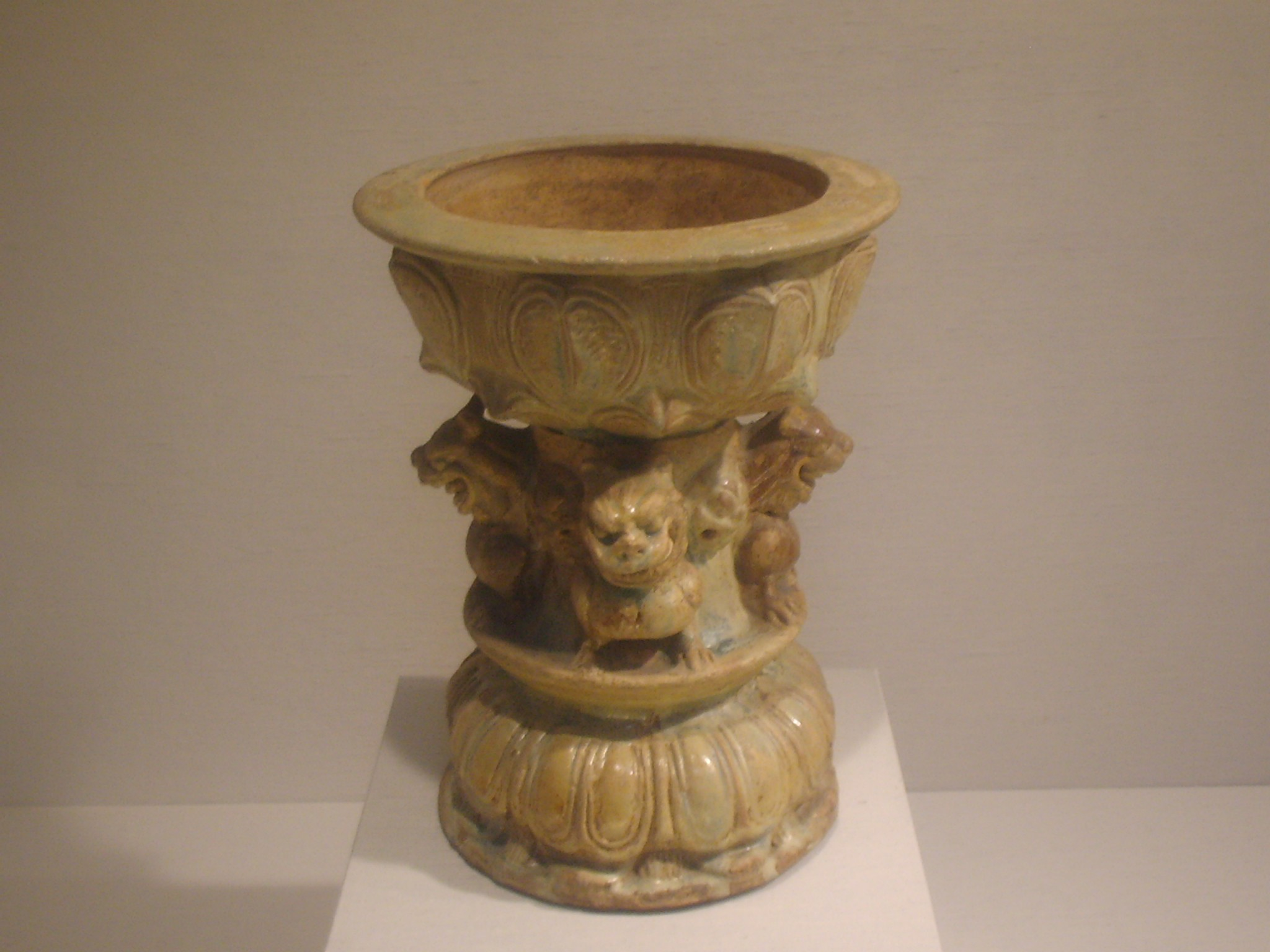
Lámpara de cerámica, con leones, de las dinastías del norte o de la dinastía Sui,  siglo VI
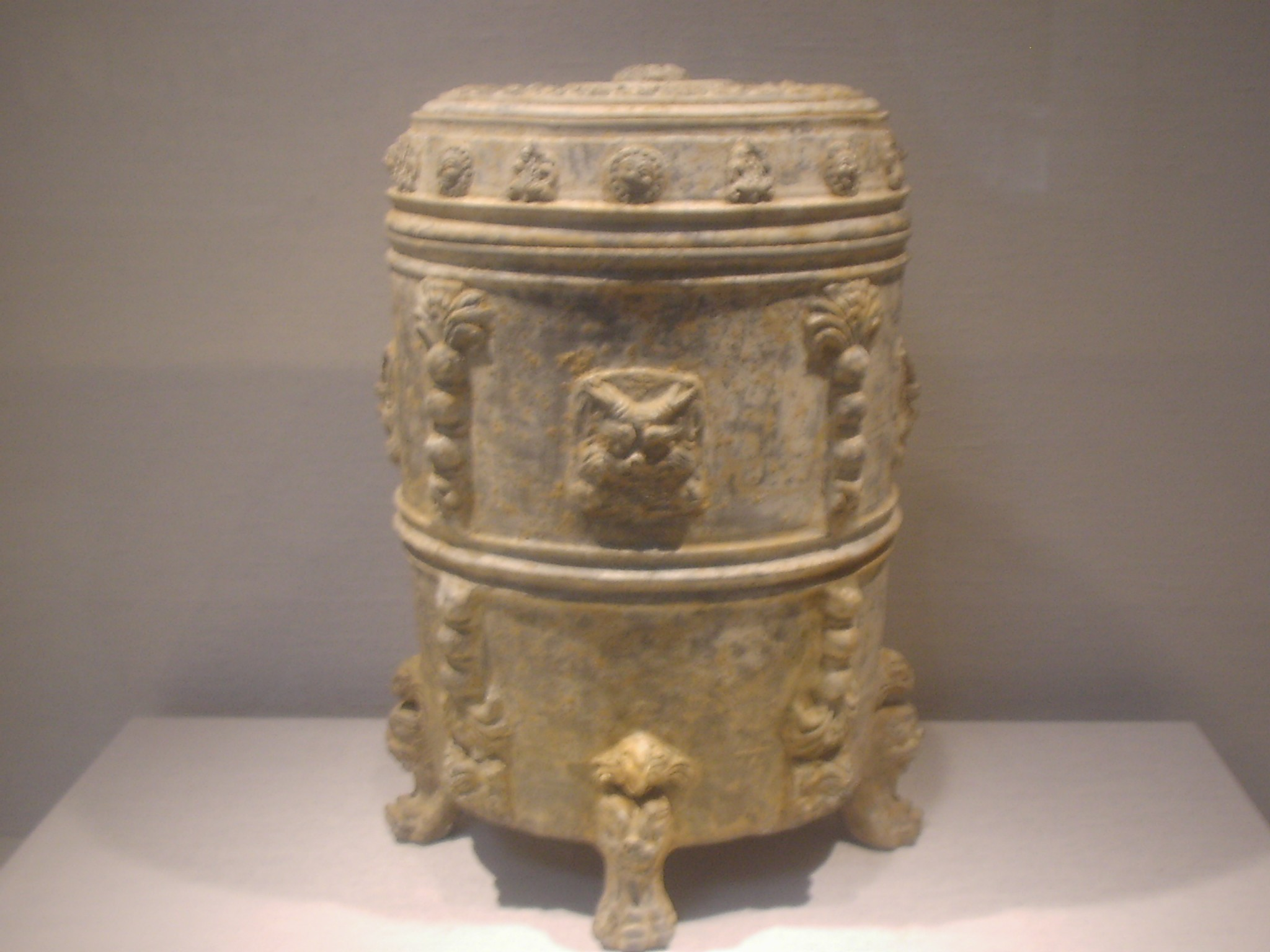
Recipiente de cerámica, con pies, cubierto, que data de la dinastía Qi del Norte, (550-577).
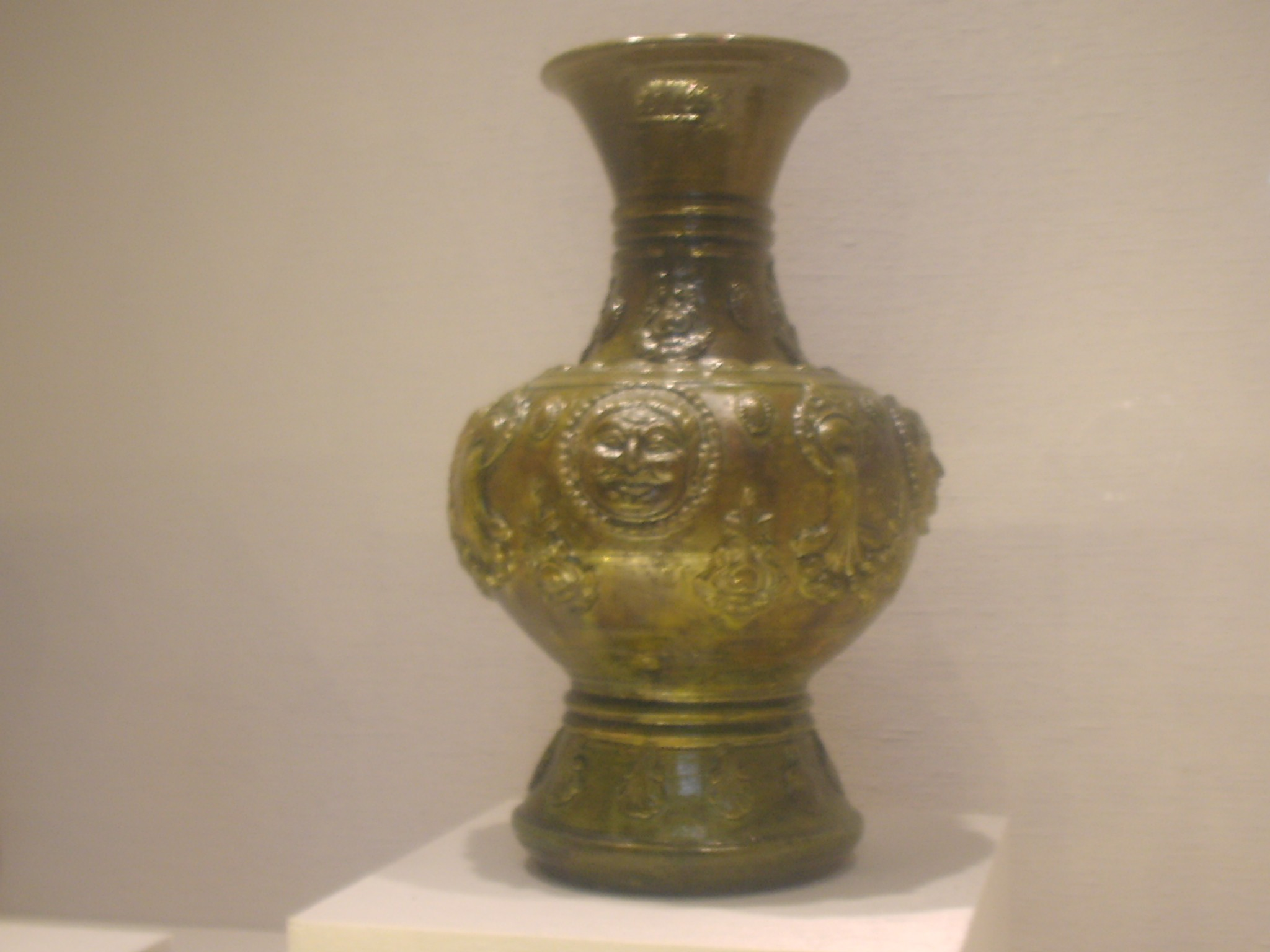
Jarrón de esmalte verde, con decoración con motivos aplicados, Dinastía Qi del norte (550-577)
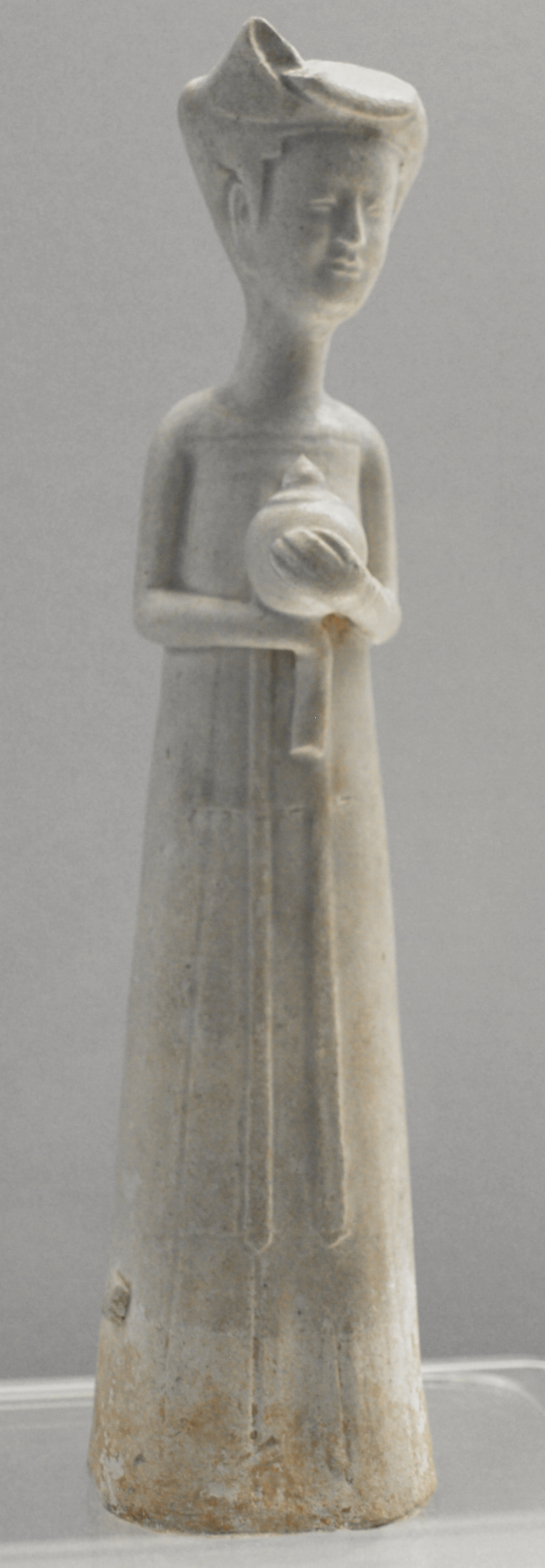
Estatuilla cubierta de blanco que representa a una mujer que lleva un frasco, Dinastía Sui, (581-618)

### Tang (618-906)

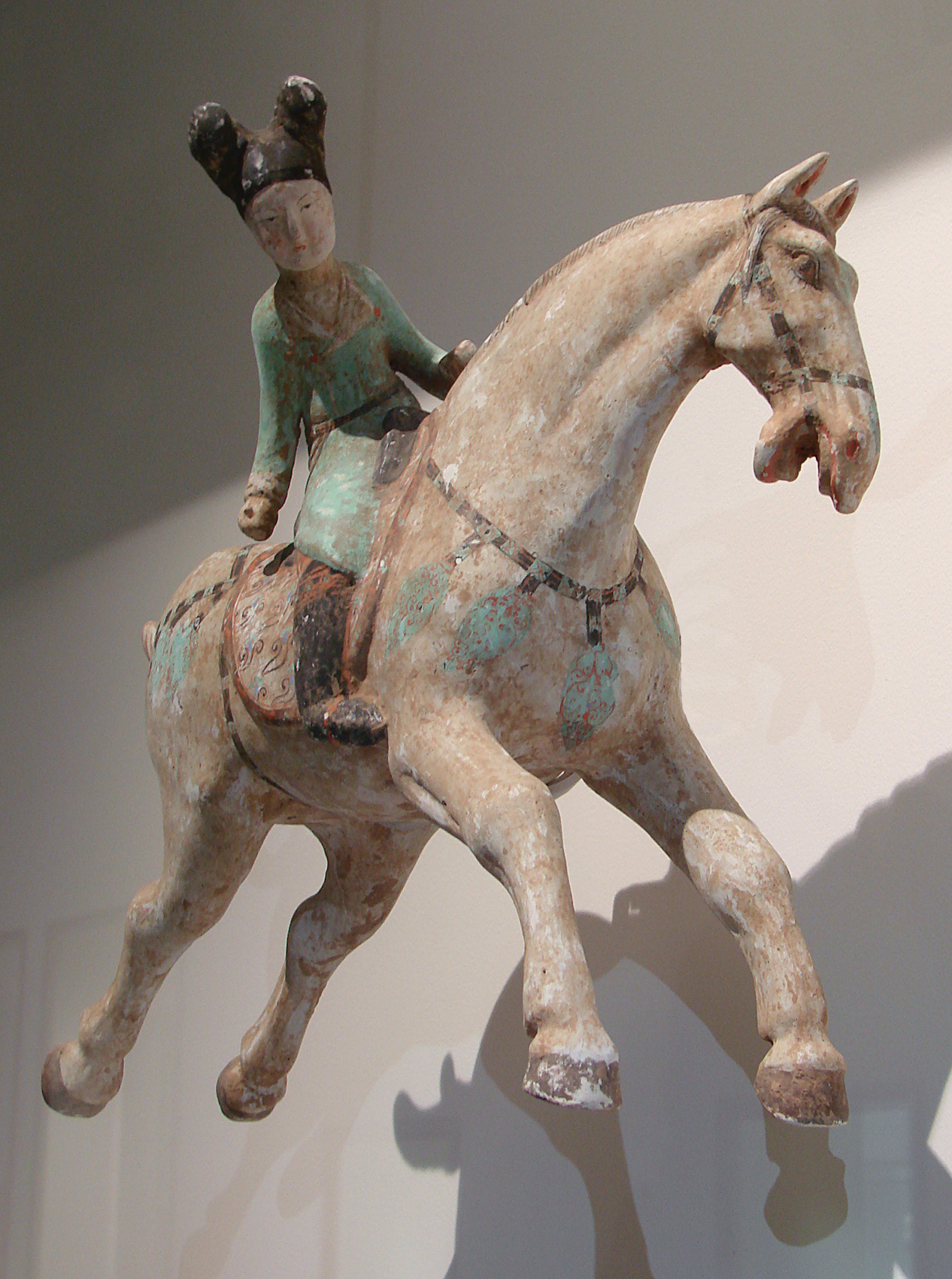
Jugador de polo Tang, Museo Guimet. Estas estatuillas de jugadores de polo en "caballos voladores" son las más buscadas
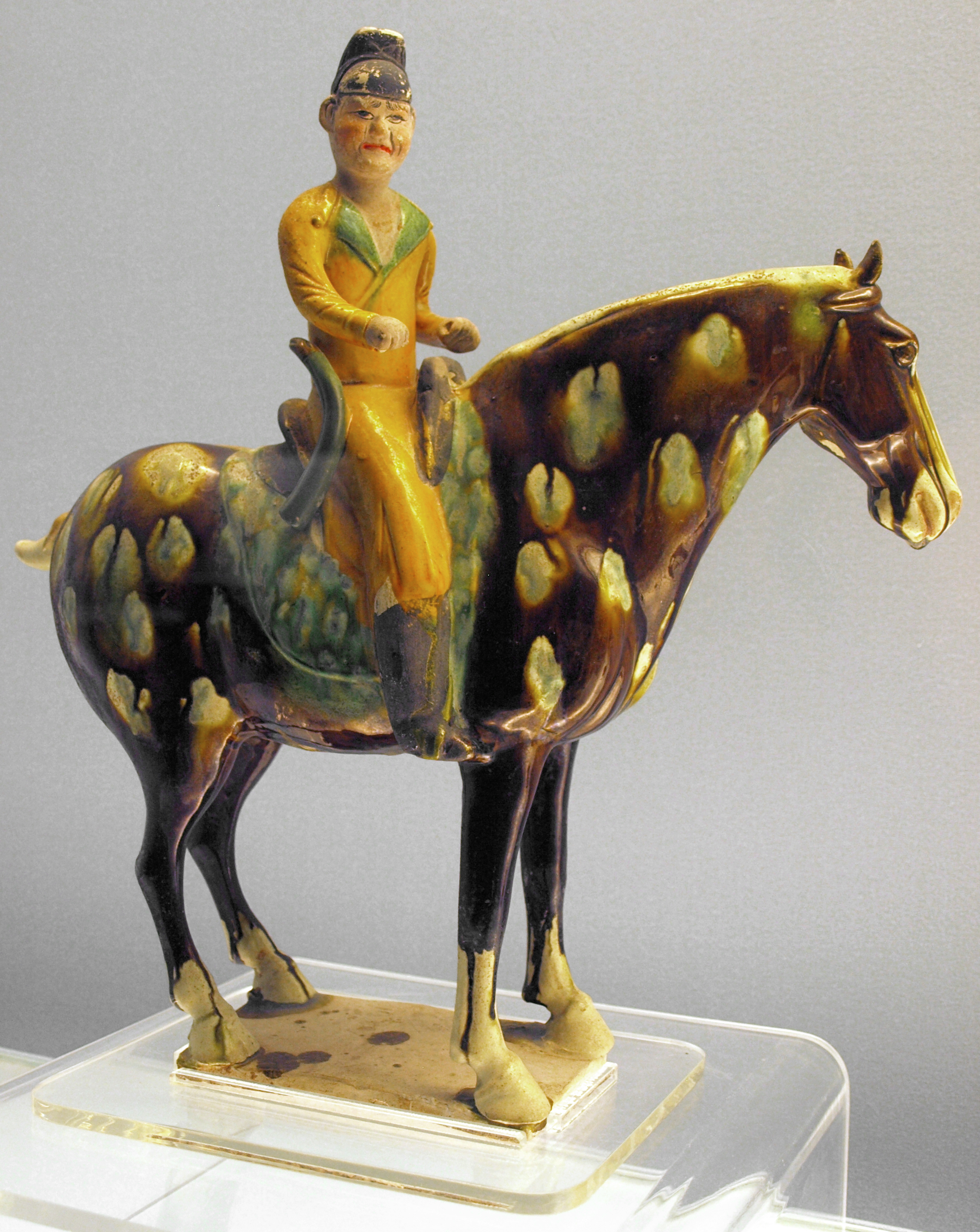
Figura de Sancai ("tres colores") de la dinastía Tang, que representa a un jinete y su caballo.
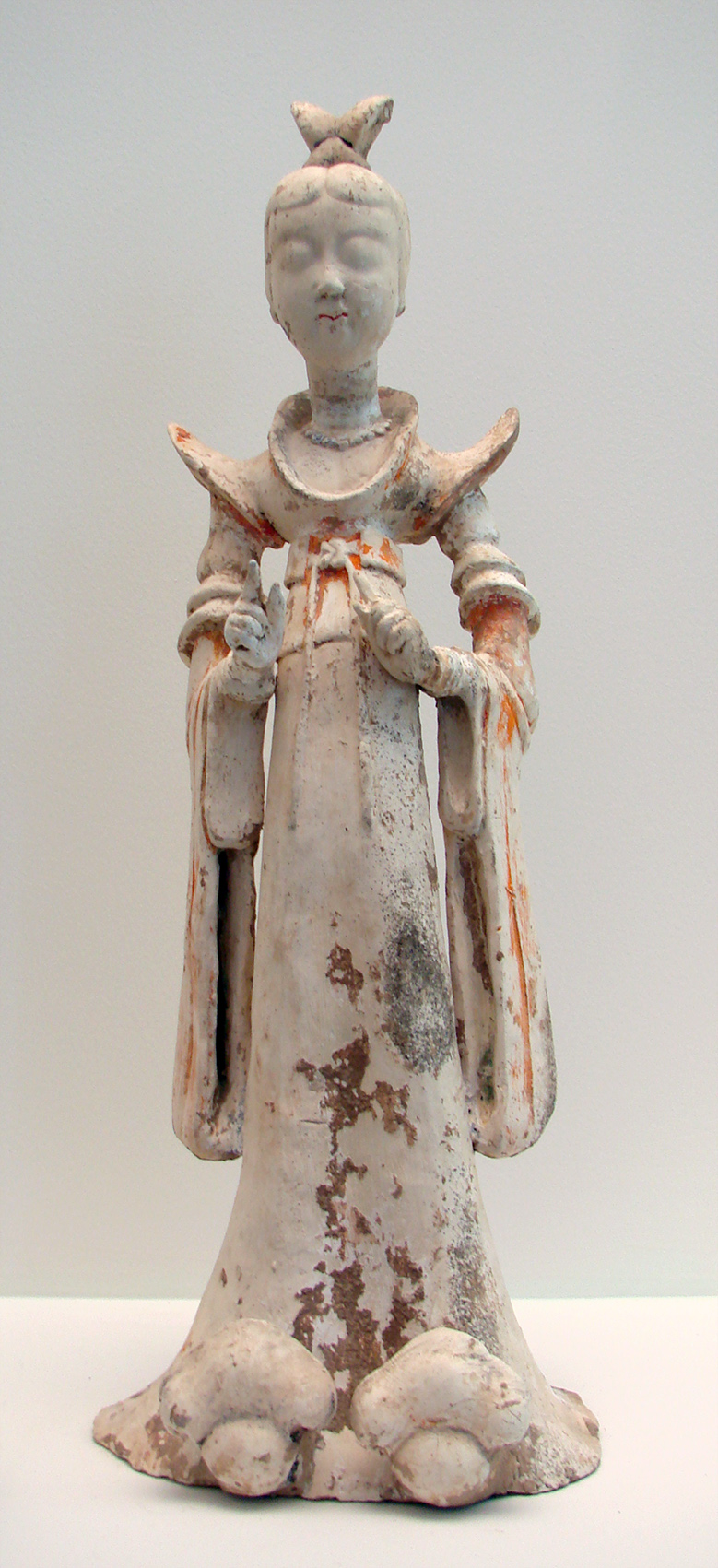
Dama de la corte de la era Tang. La extrema sofisticación del traje es característica: mangas largas, zapatos con extremos anchos curvos, charreteras marcadas.
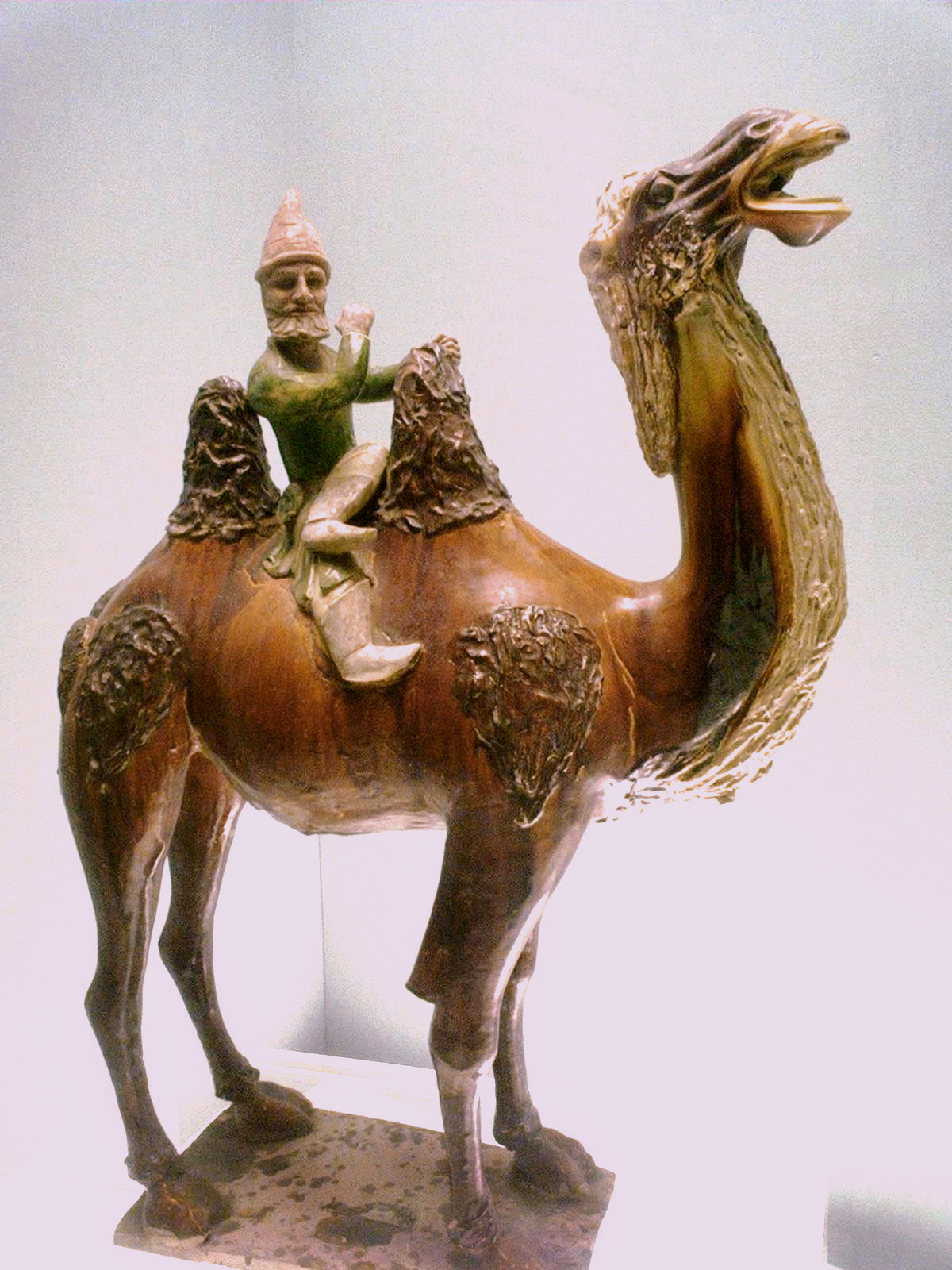
Jinete sogdiano en un camello bactriano. Sancai, figurilla de la dinastía Tang
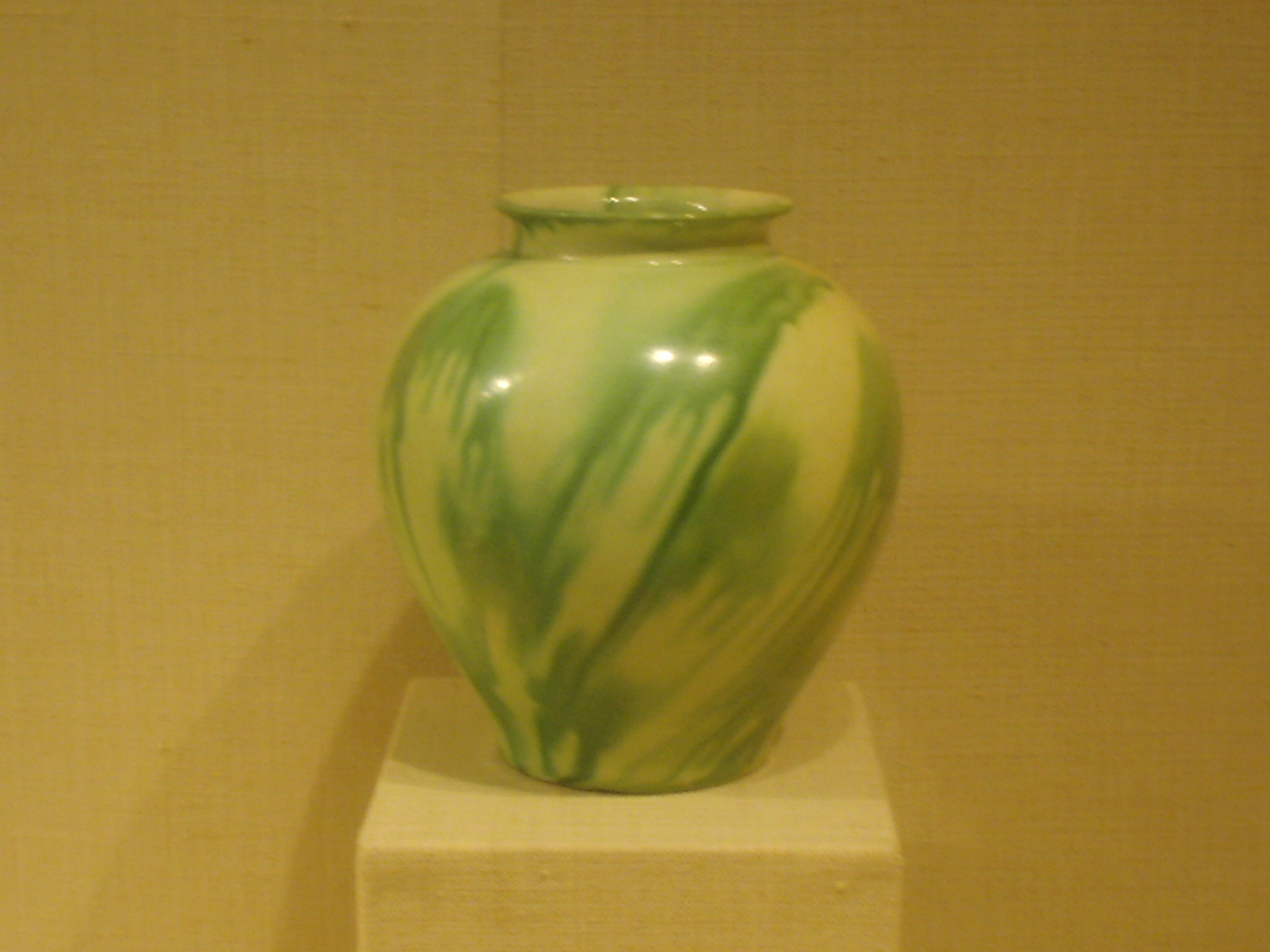
Jarro con los esmaltes de cerámica verde y amarillo, primera mitad del siglo VIII
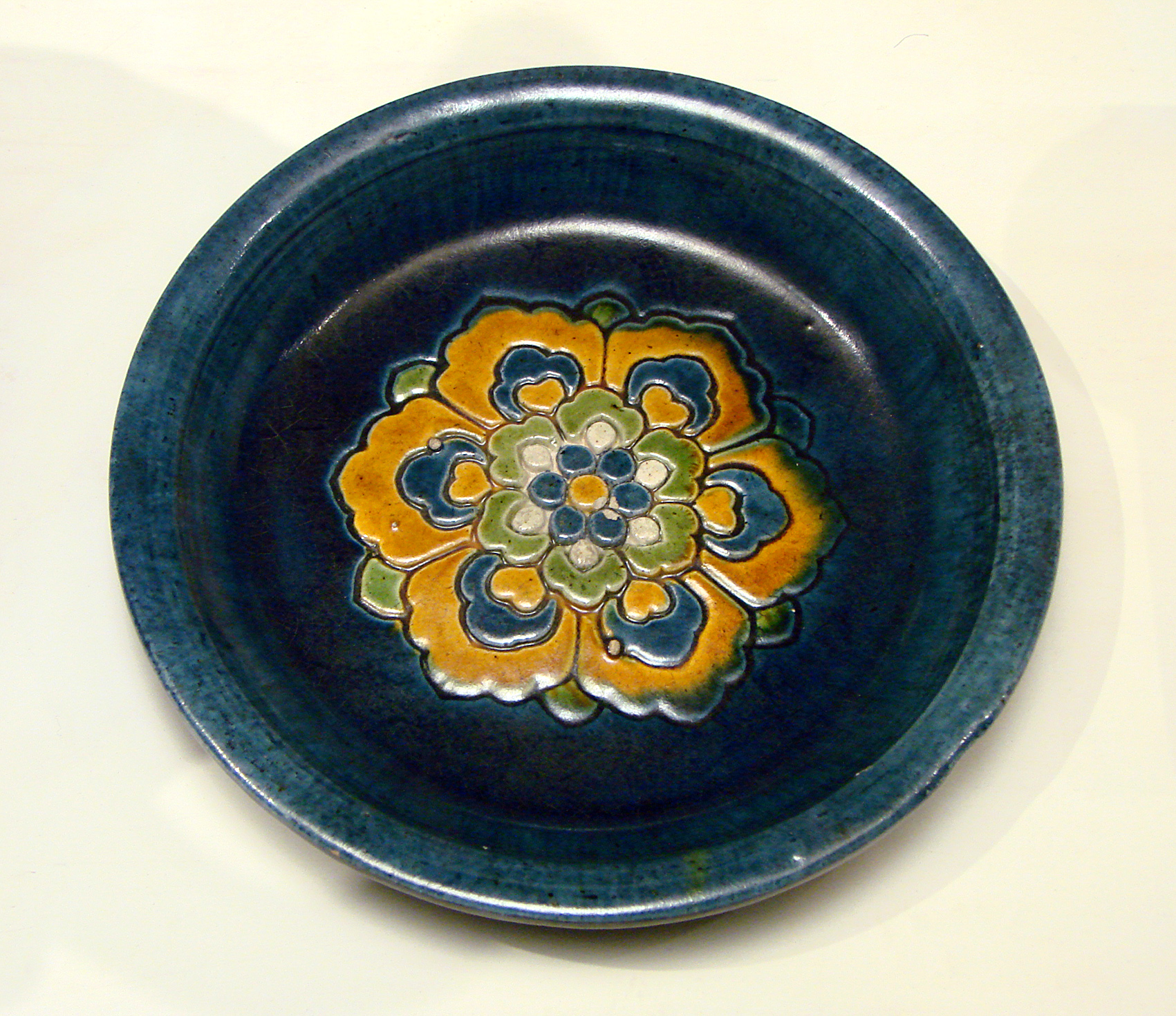
Cerámica sancai plato redondo con un estampado de flores, siglo IX.
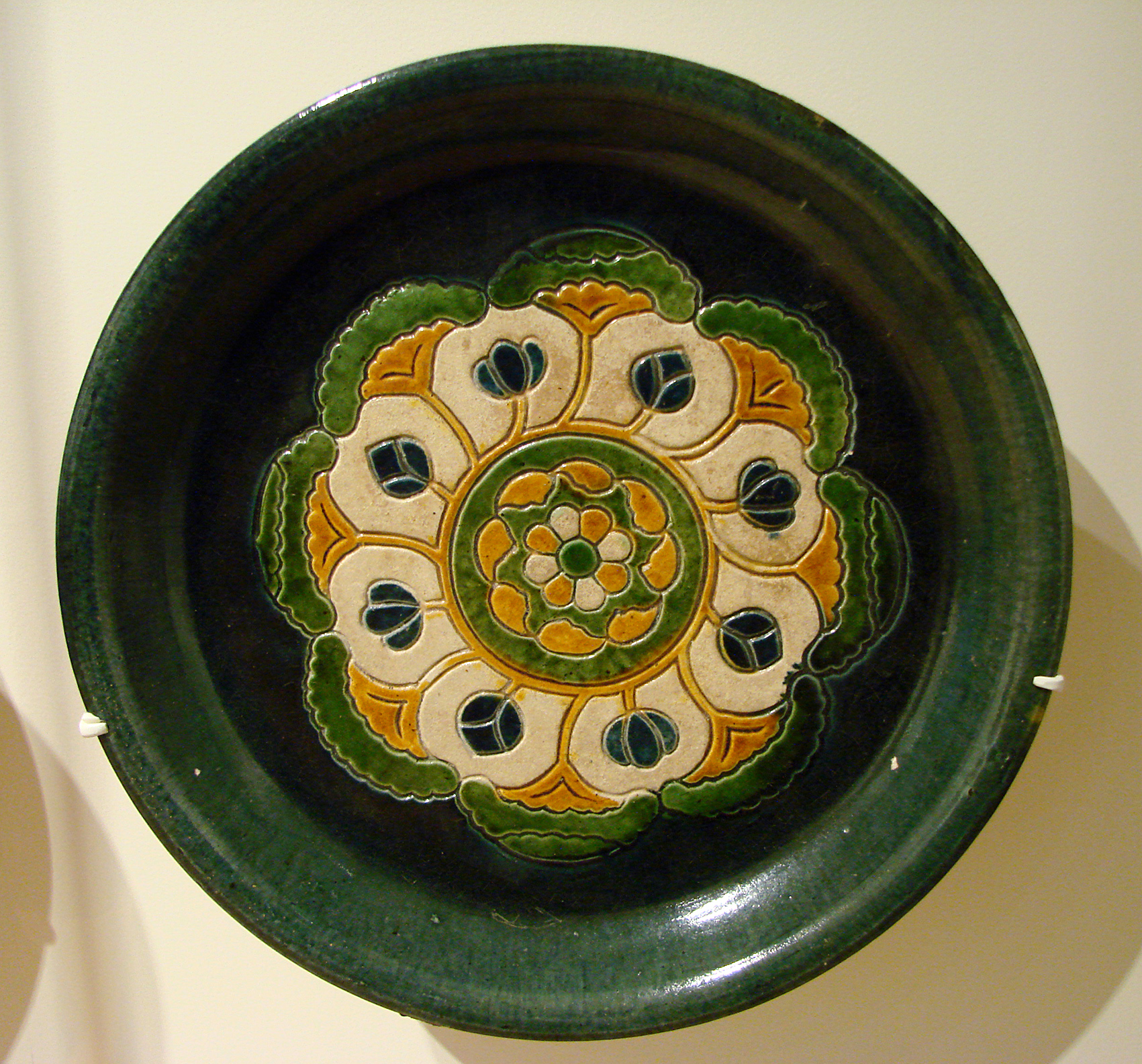
Plato sancai de cerámica, siglo VIII
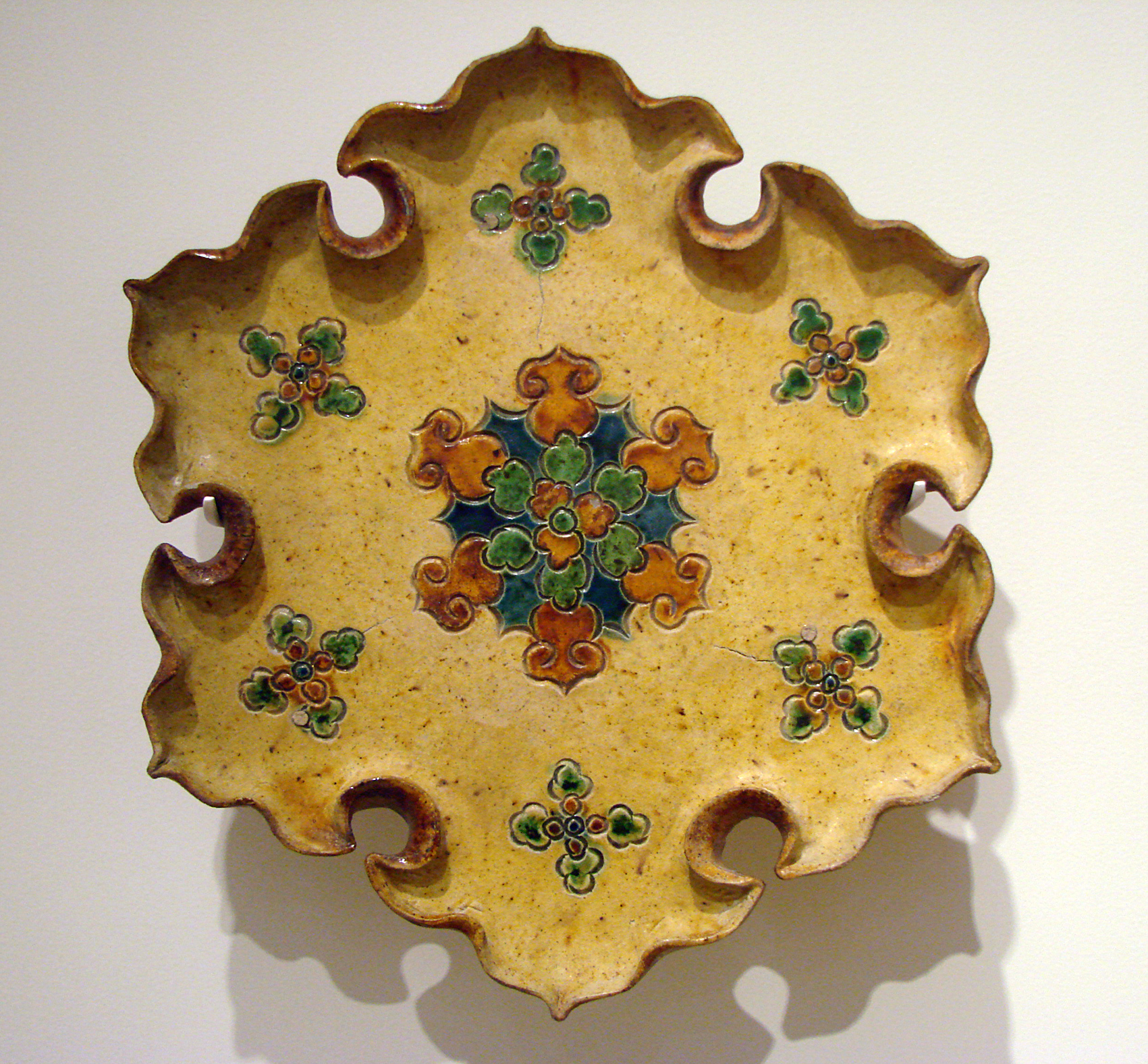
Fuente plana sancai, cerámica con seis lóbulos, siglo VIII

### Song (960-1279)

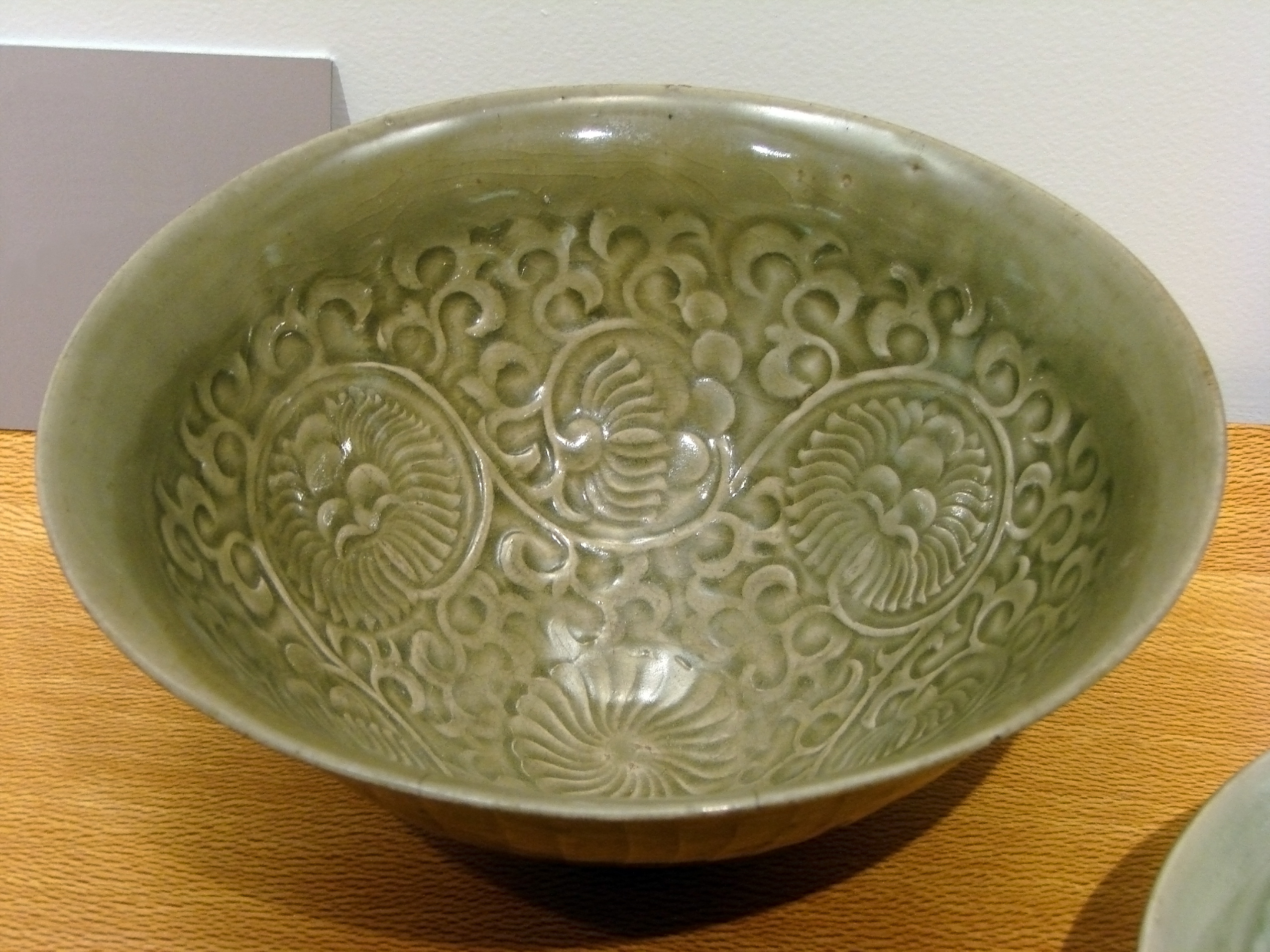
Celadón Song
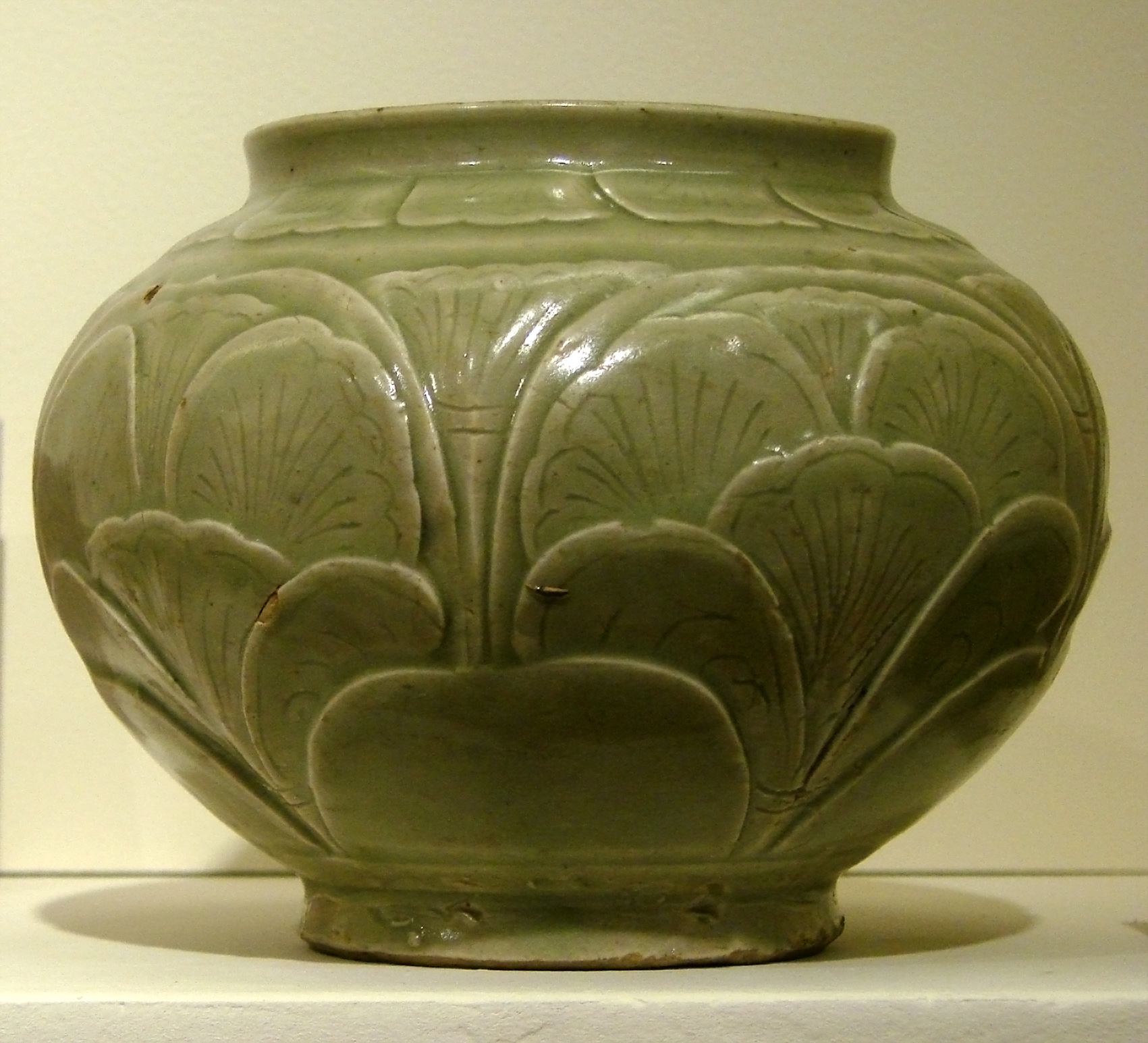
Celadón yaozhou. Song del norte
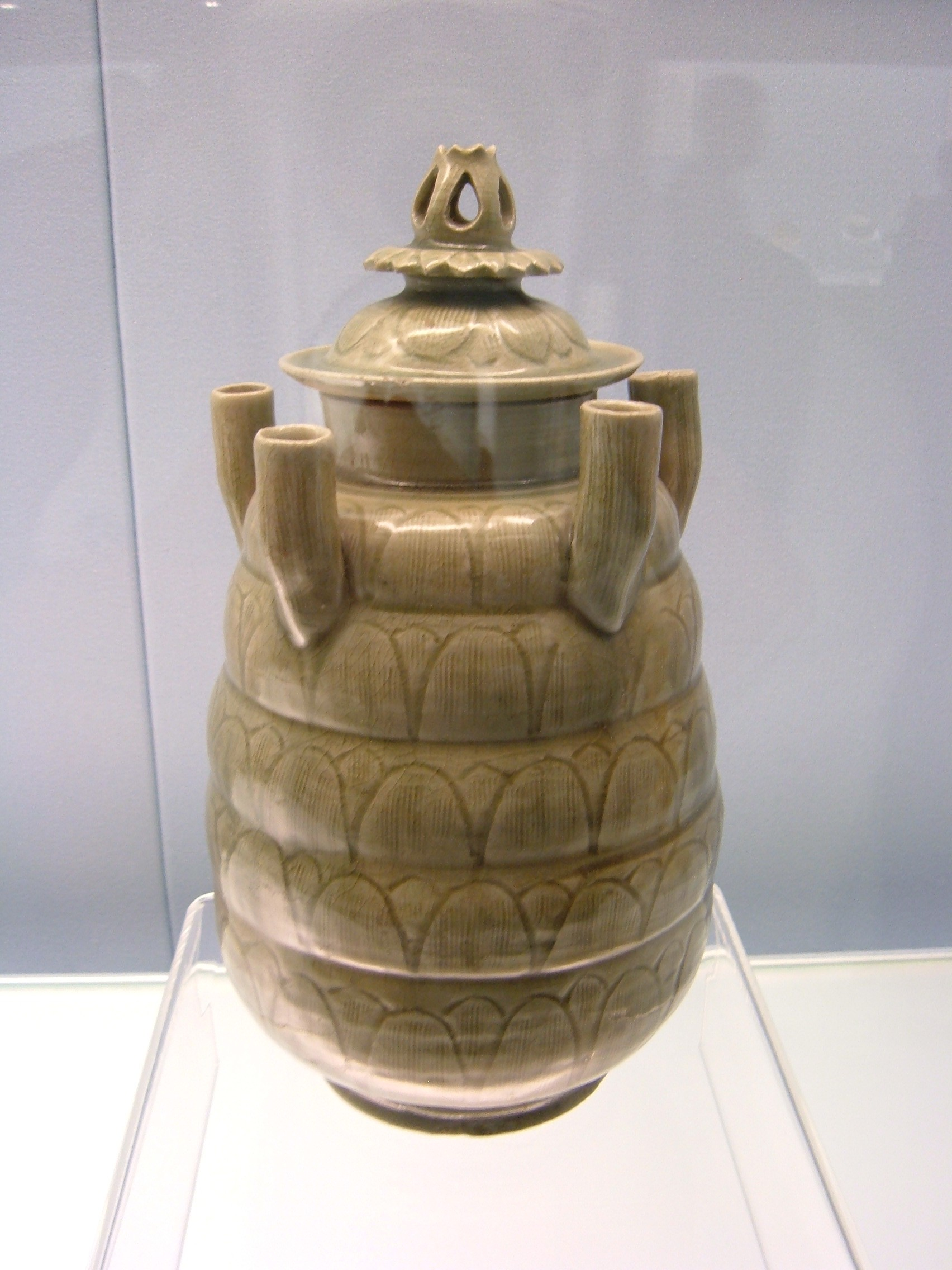
Celadón Song
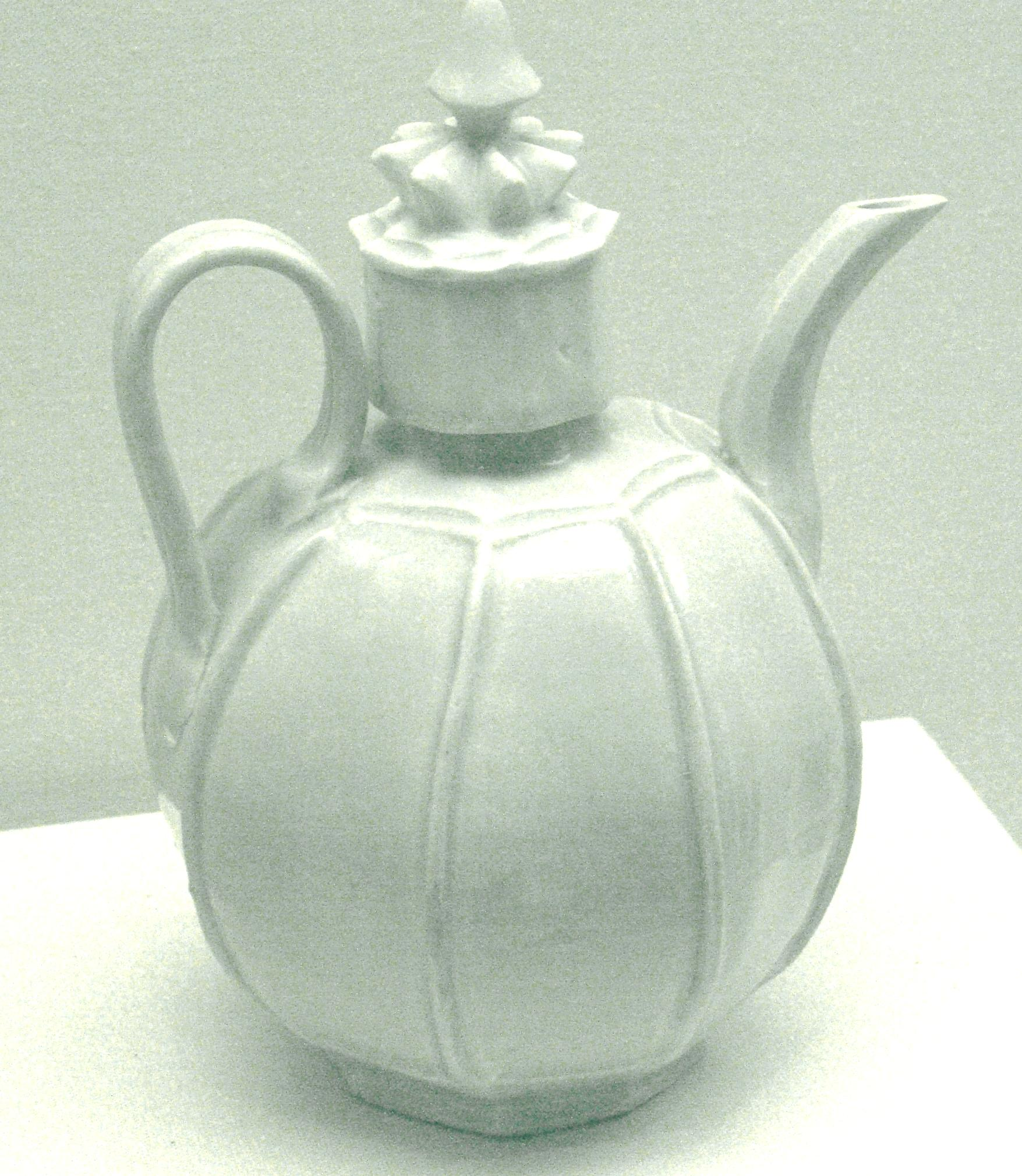
Tetera, porcelana de estilo qingbai, Jingdezhen
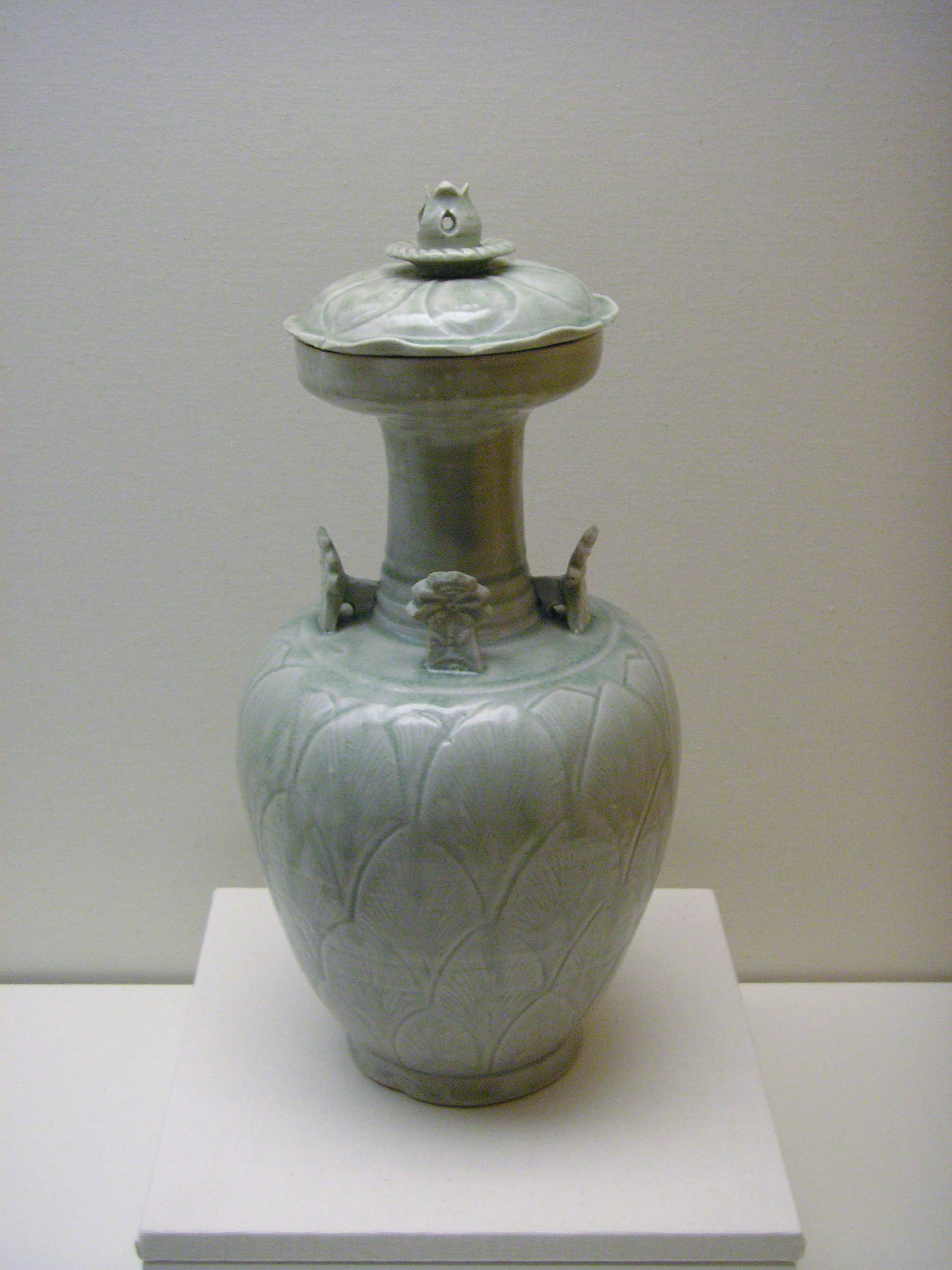
Jarrón funerario y su tapa, gres verde esmaltado, Song del norte (960-1127)
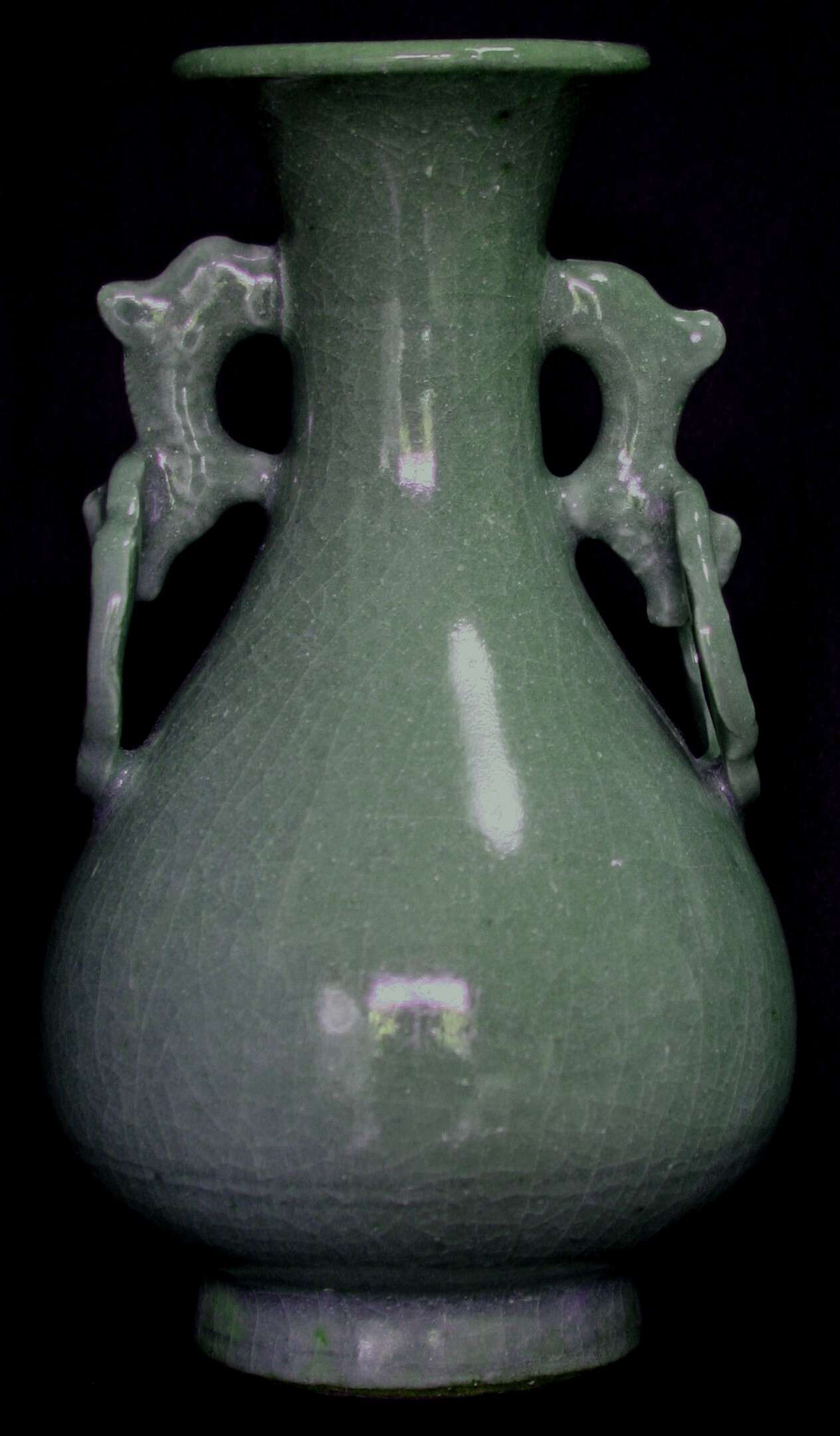
Longquan Celadón, Song
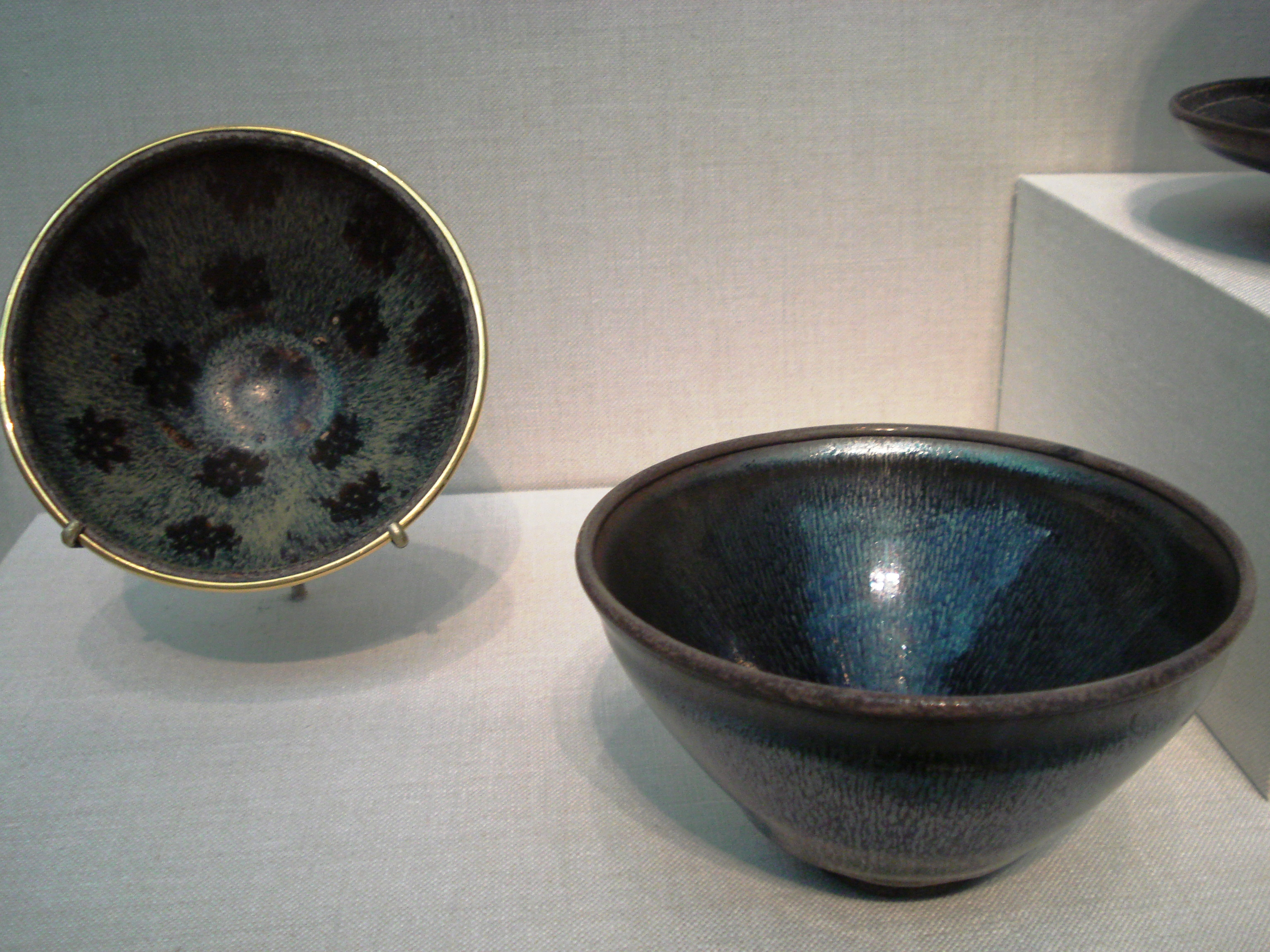
Cuencos de té, dinastía Song, esmalte de óxido de hierro "ojo de perdiz" y "pelaje de liebre" o jian
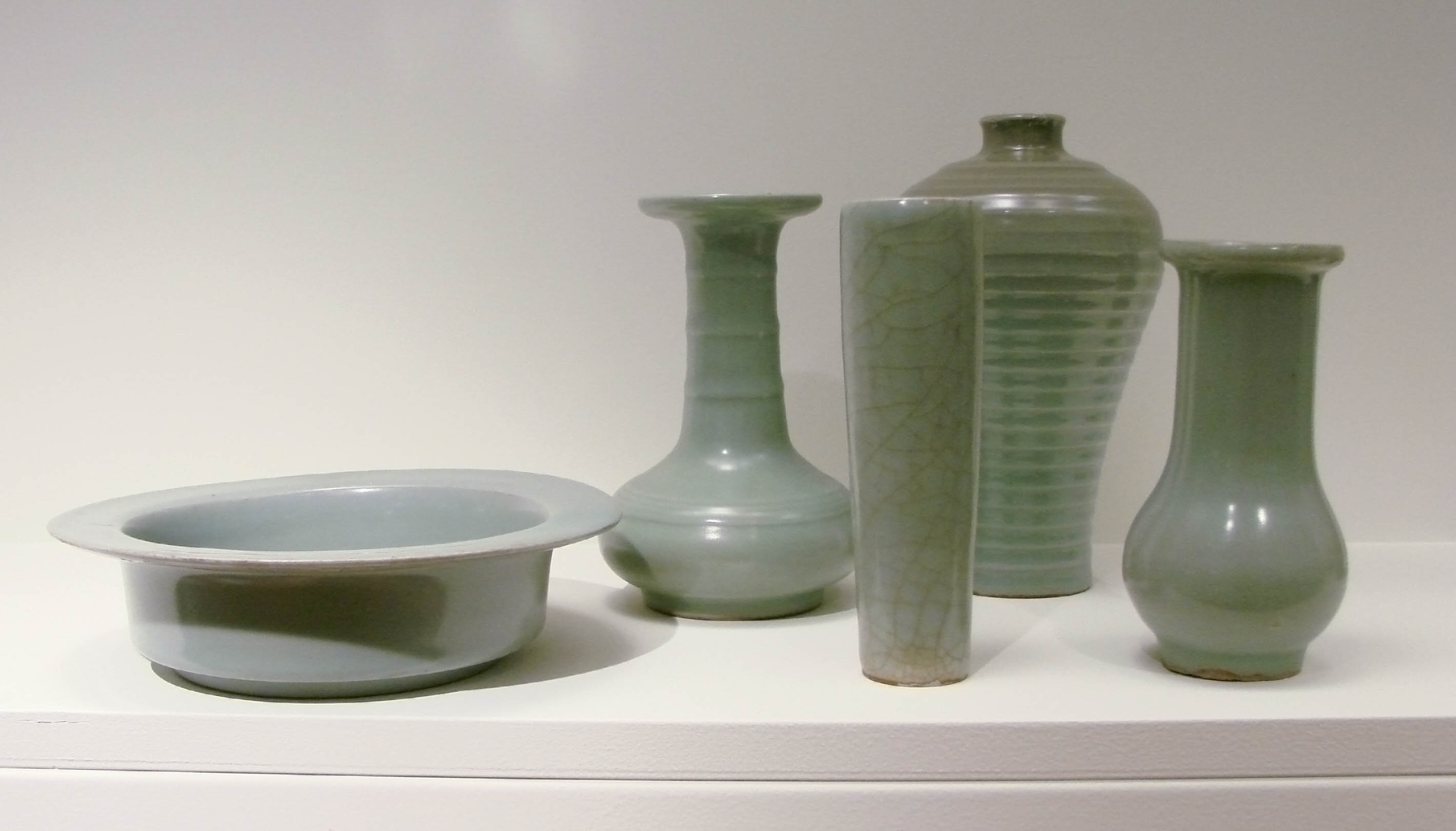
Piezas celadón Longquan, siglo XIII
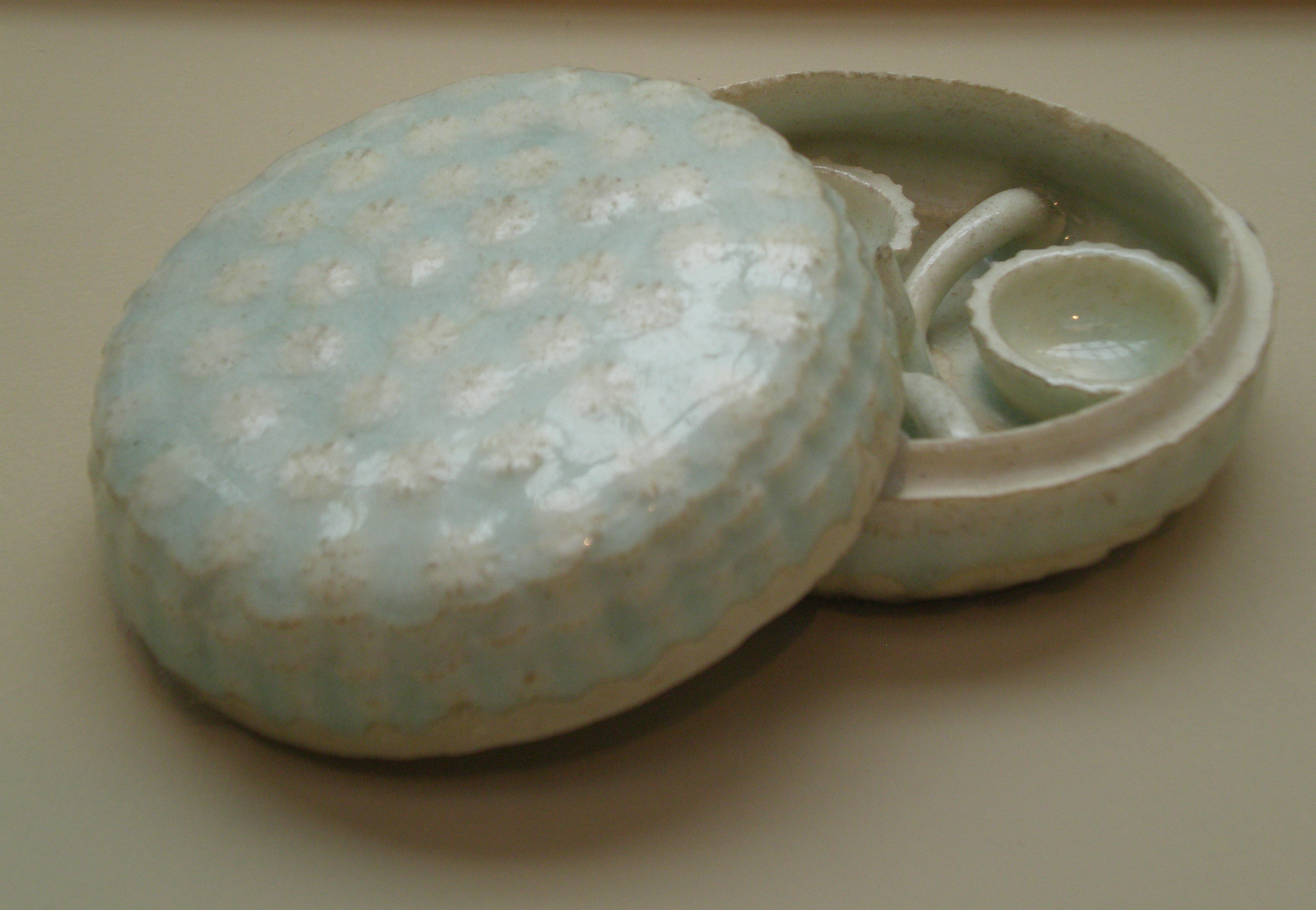
Caja de porcelana Qingbai, decoración de medallones de flores.
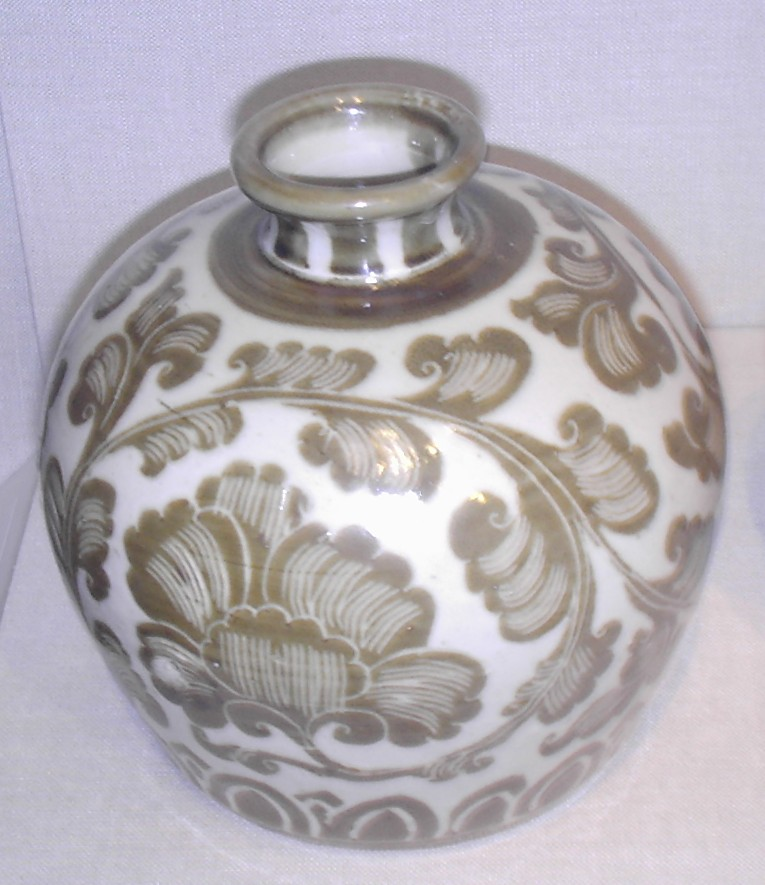
Botella ding pigmentada de óxido de hierro con esmalte transparente,  siglo XI. Galería Freer

### Yuan (1279 a 1368)

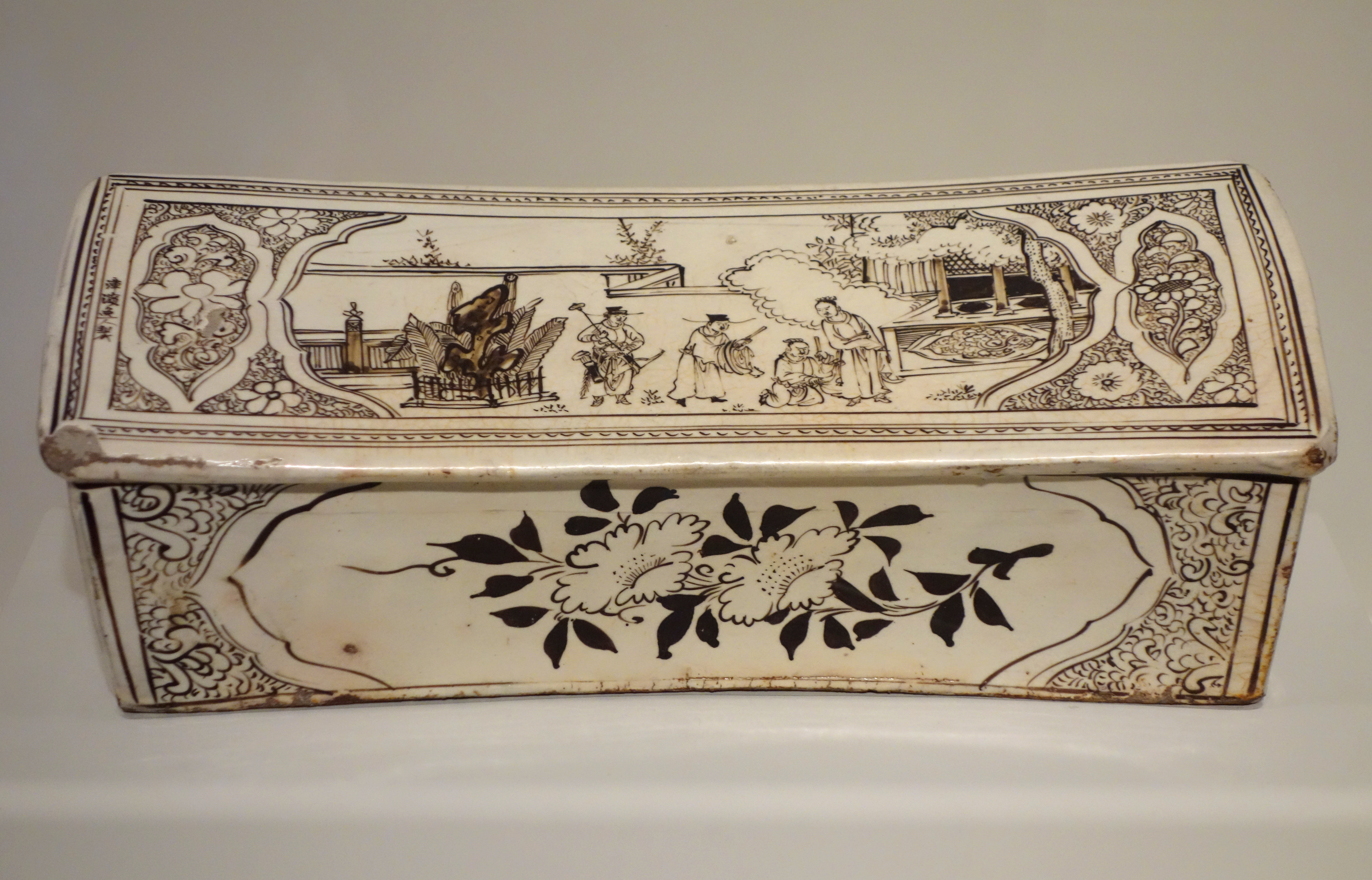
Almohada. Cizhou de gres pintada bajo cubierta : escenas de un drama popular. Yuan, a finales del siglo XIII. Museo de Arte de Cincinnati
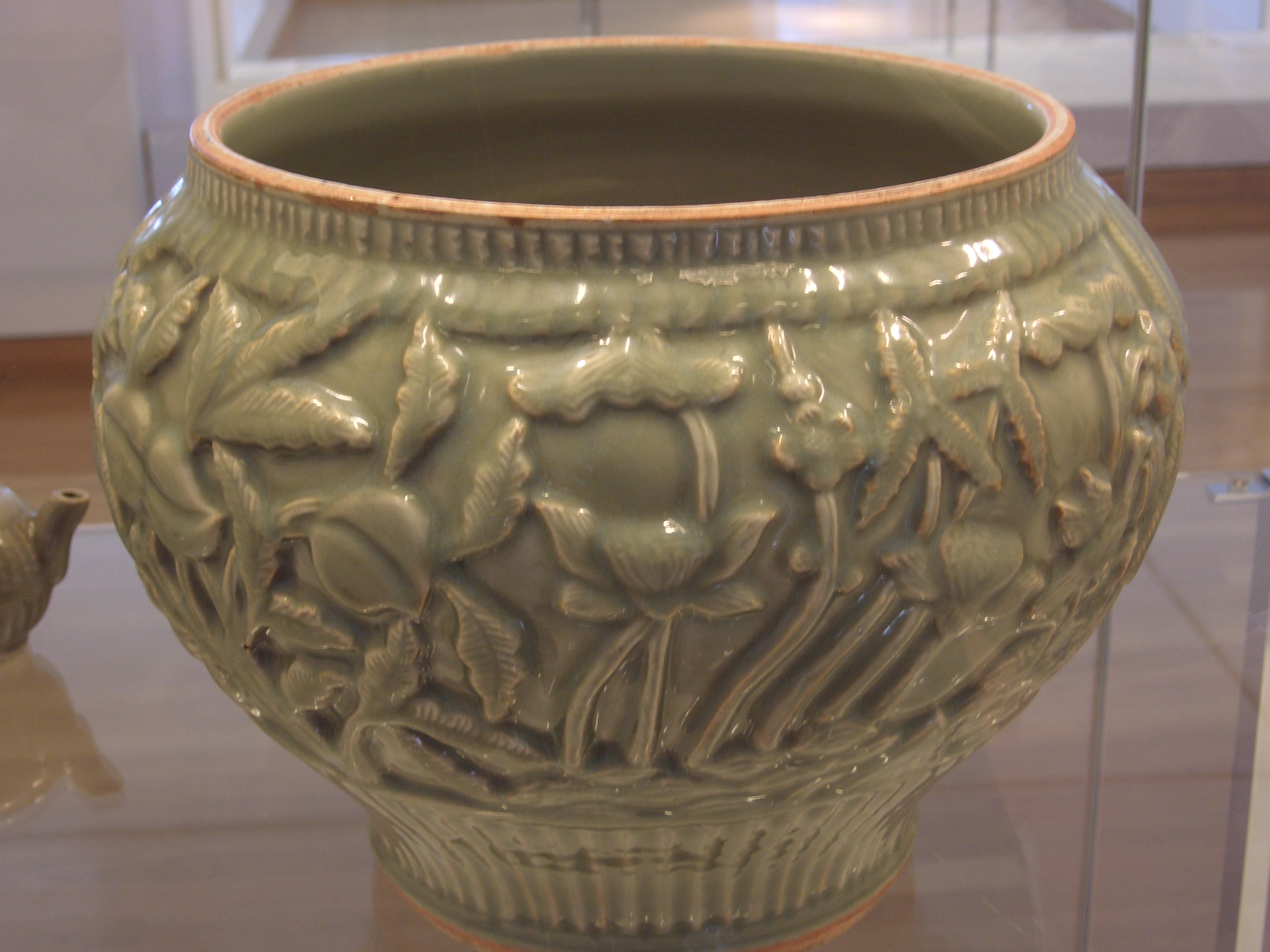
Jarrón de Celadón del final de la dinastía Yuan, que muestra trabajos ornamentales con melocotones, lotos, peonías, sauces y palmas.
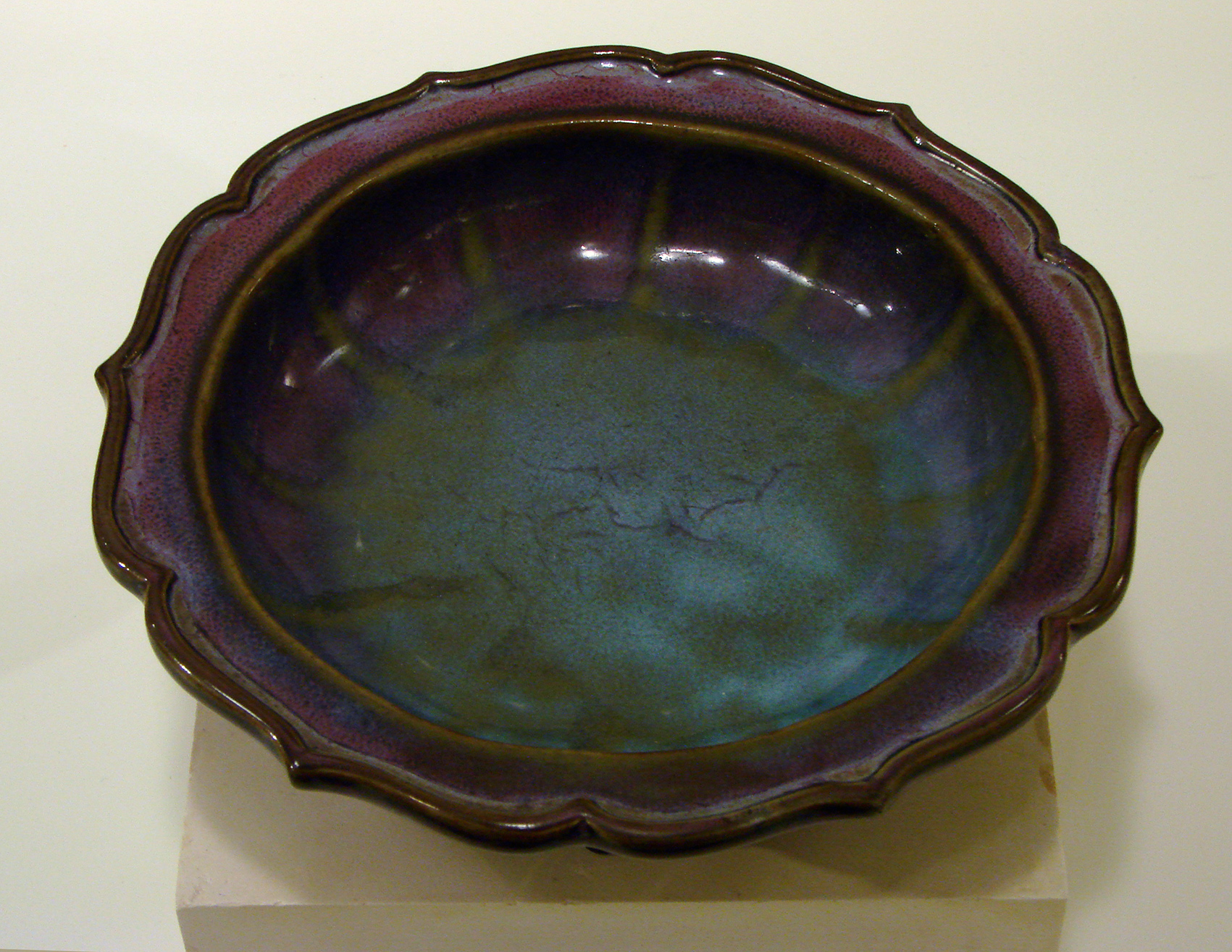
Plato dinastía Jin o dinastía Yuan, Siglos XIII o XIV.
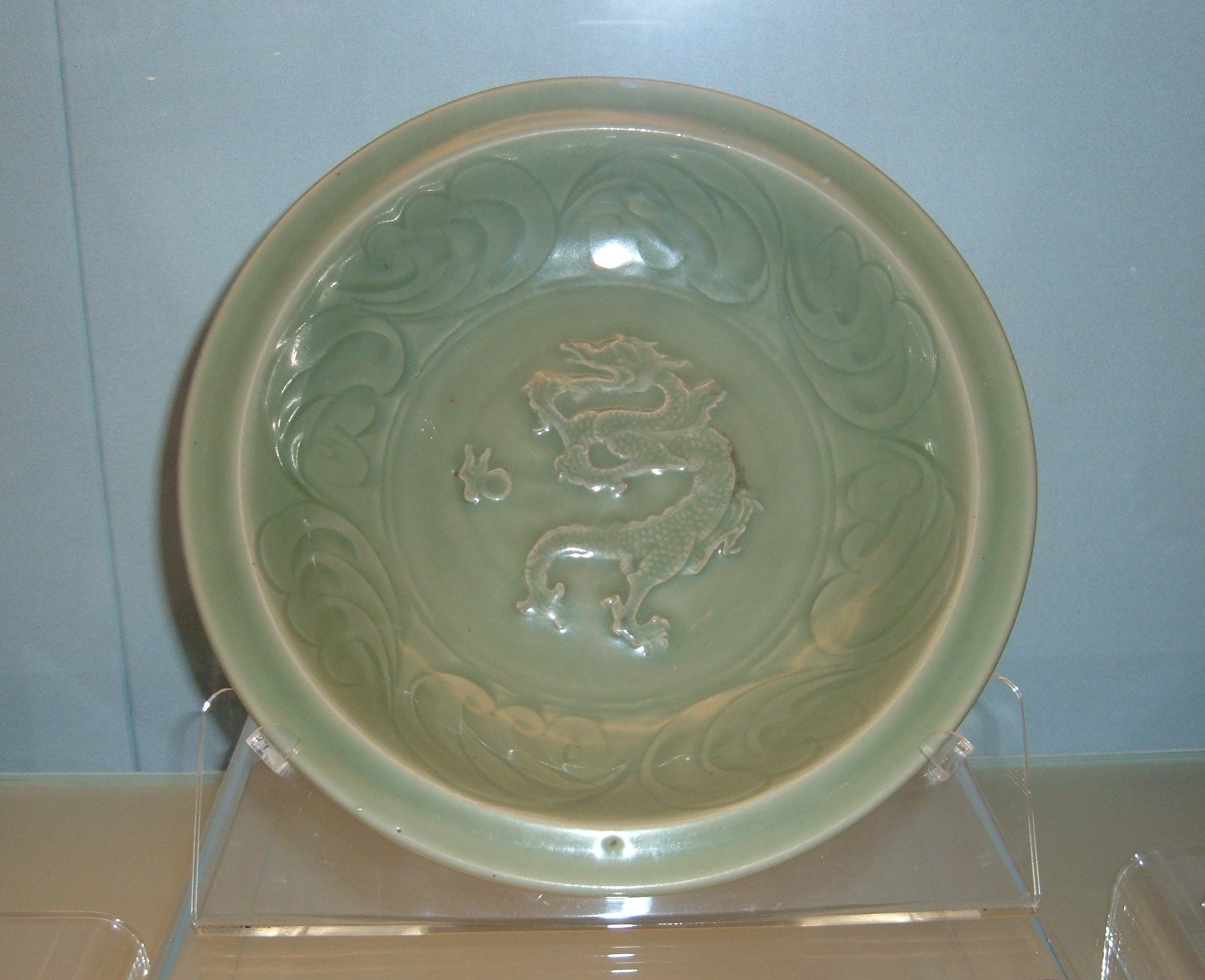
Celadon Longquan, siglos XIII o XIV.
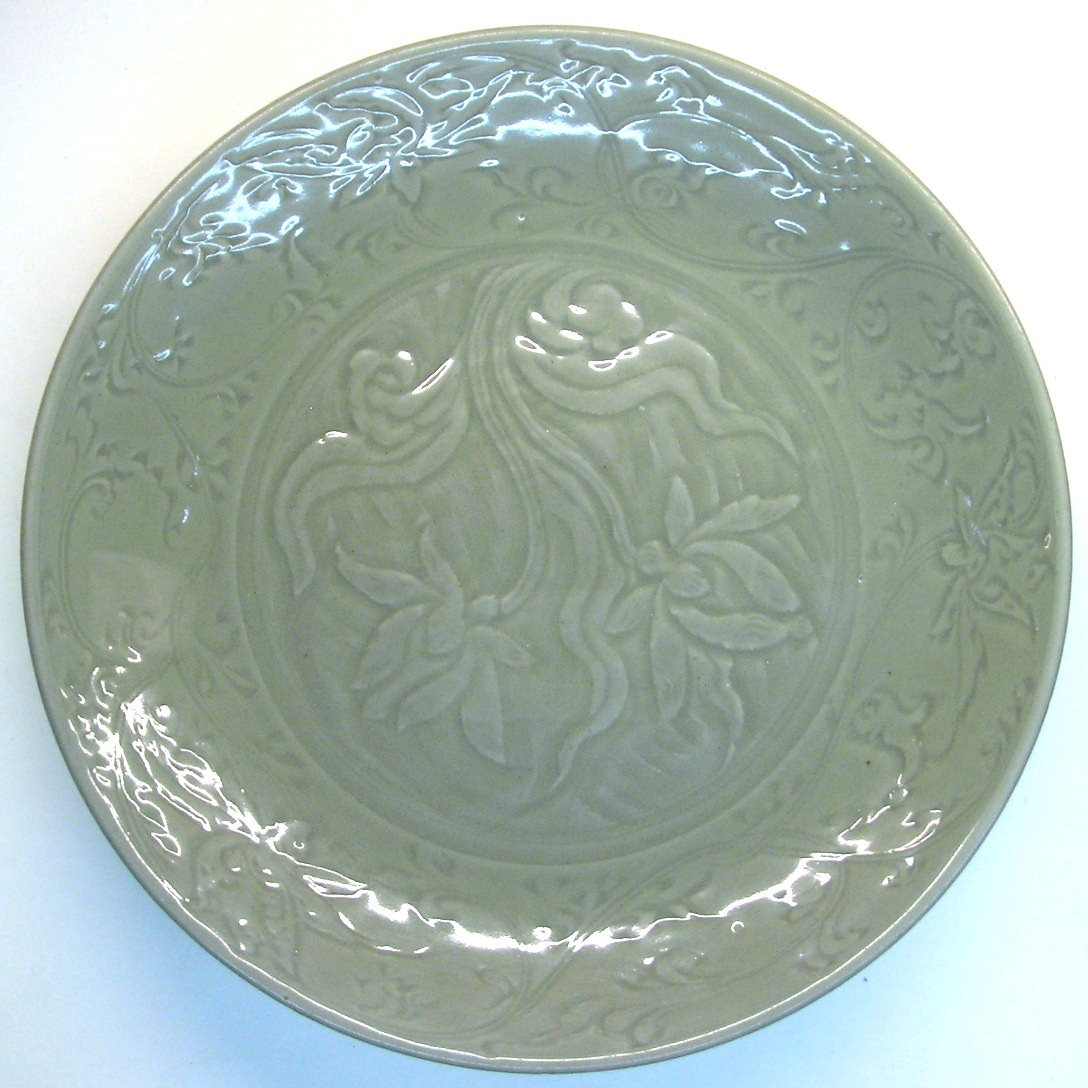
Plato de celadón con una decoración floral. Palacio de Topkapı
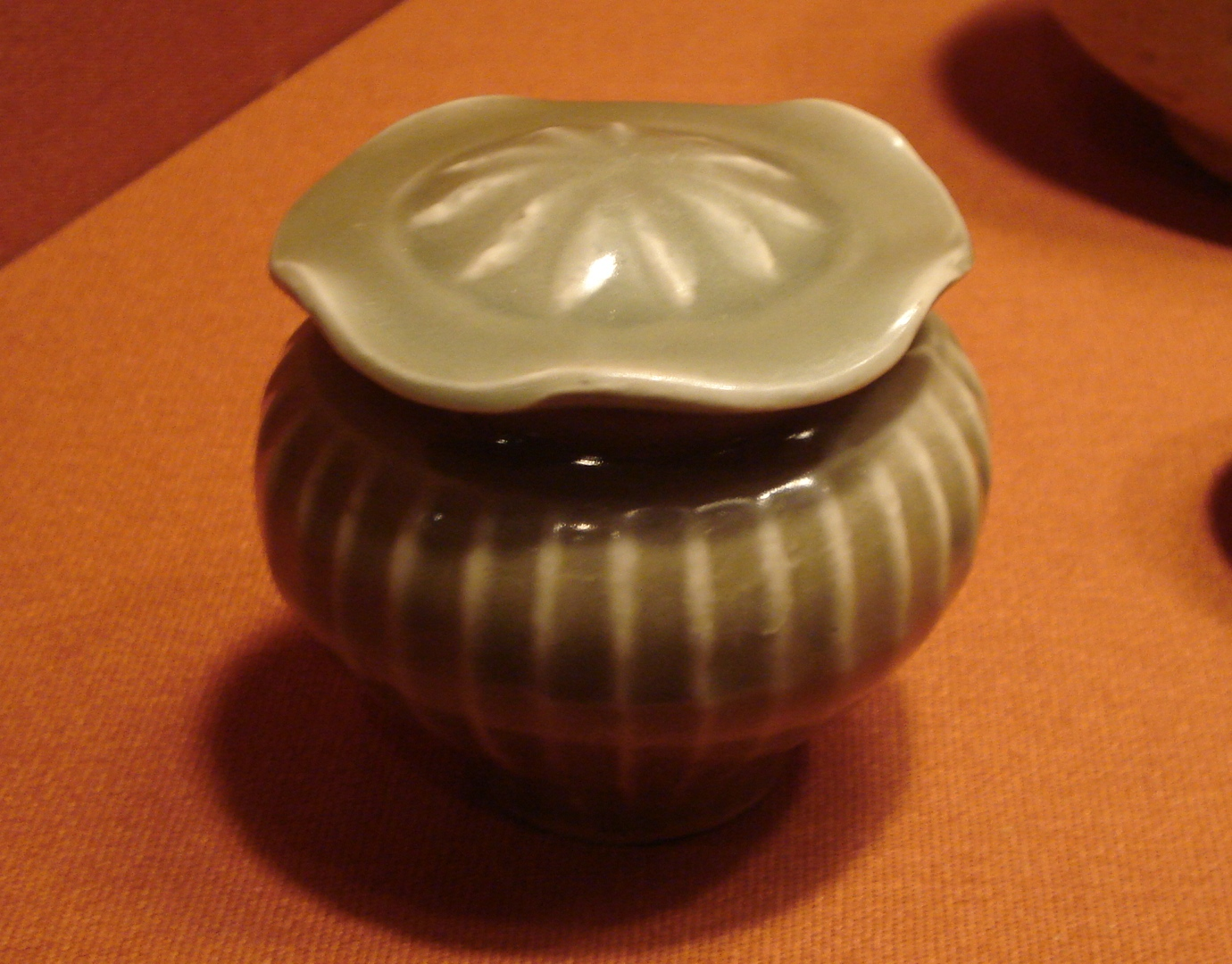
Tarro cubierto Longquan. celadón, siglo XIV
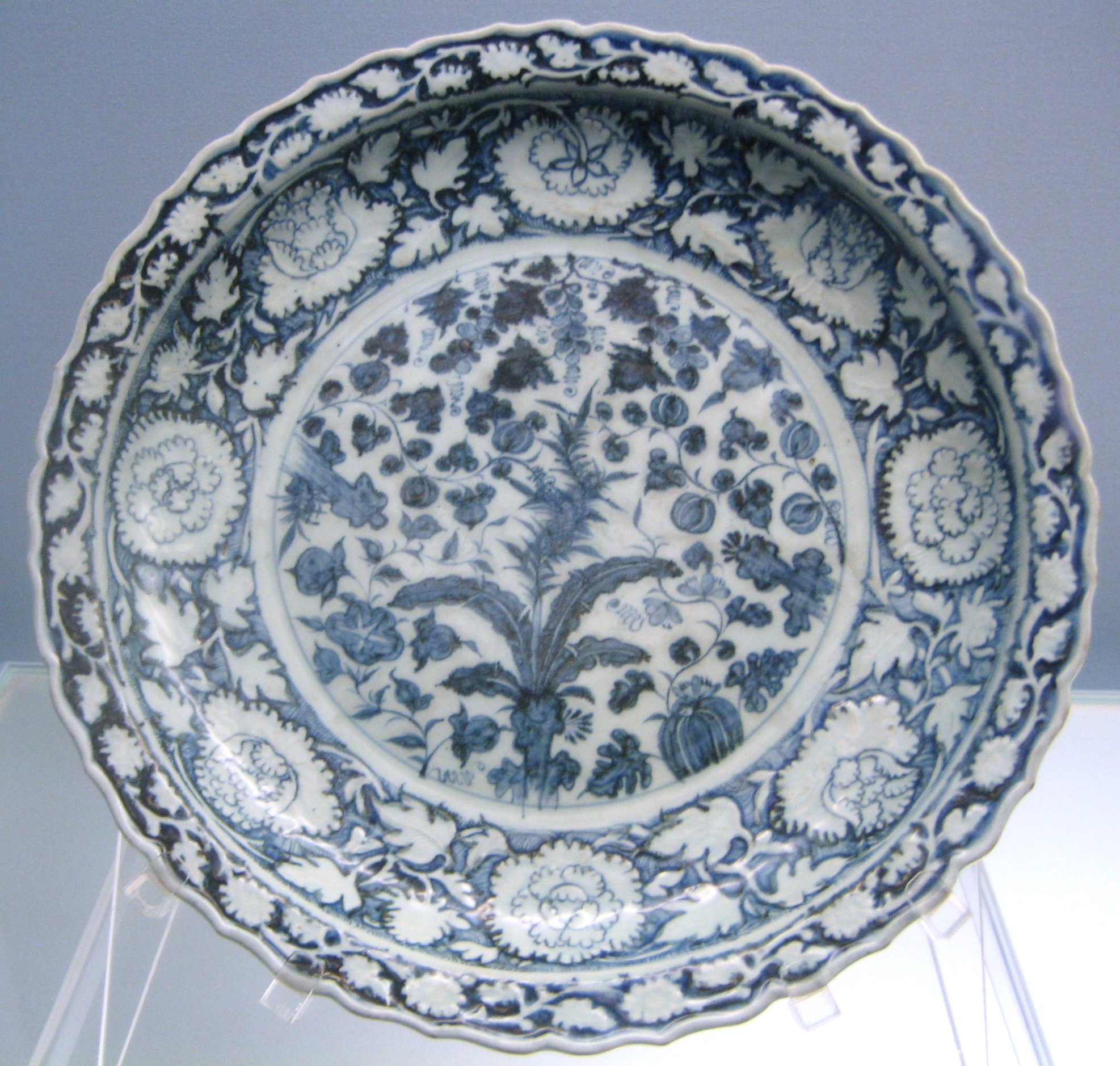
Fuente de ocho hojas. Porcelana, fondo pintado barnizado, decoración azul aplicada: melones, bambúes, uvas. Jingdezhen, Yuan tardío. Museo de Shanghái.
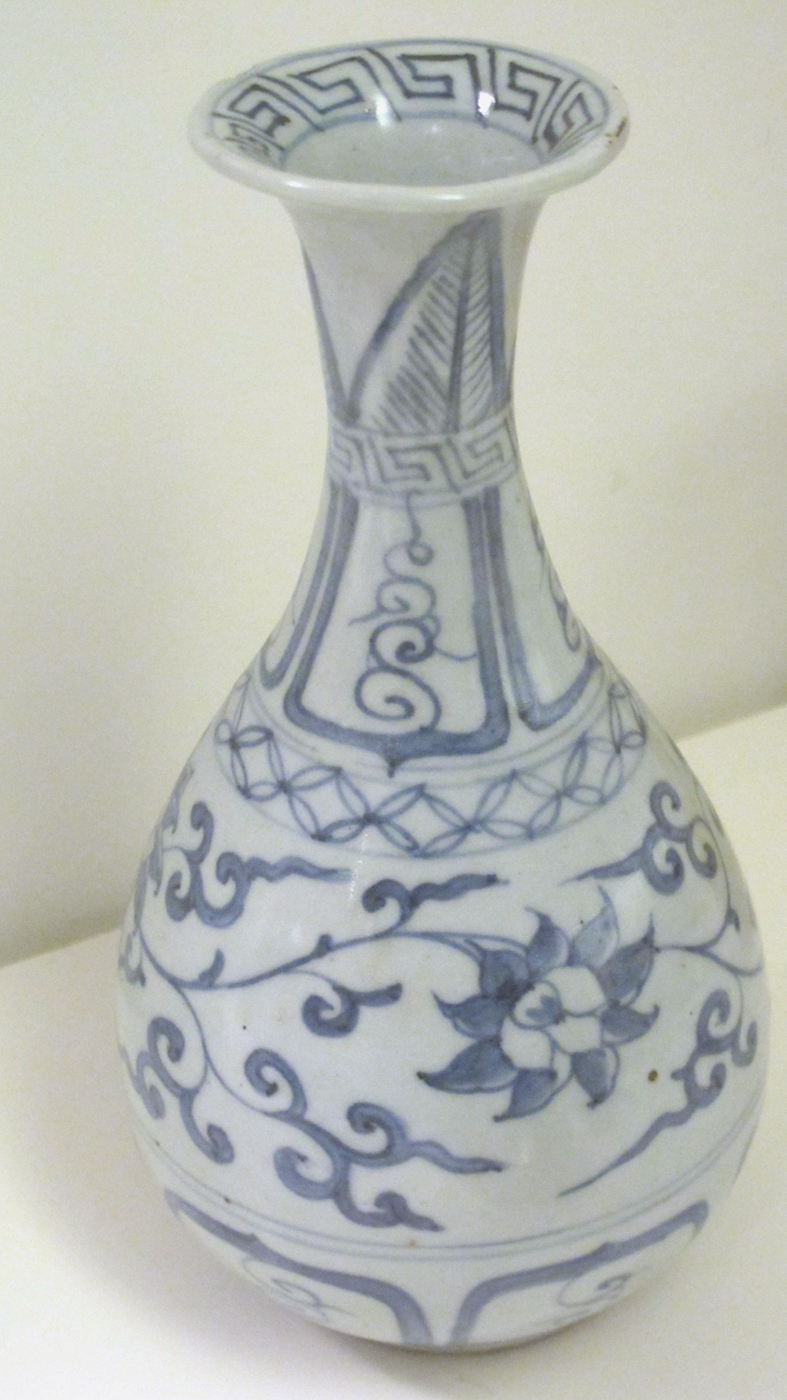
Pequeño jarrón en forma de pera yuhuchun. Jingdezhen. Dinastía Yuan, primera mitad del siglo XIV. Porcelana blanca decorada en azul bajo cubierta. Museo Guimet.
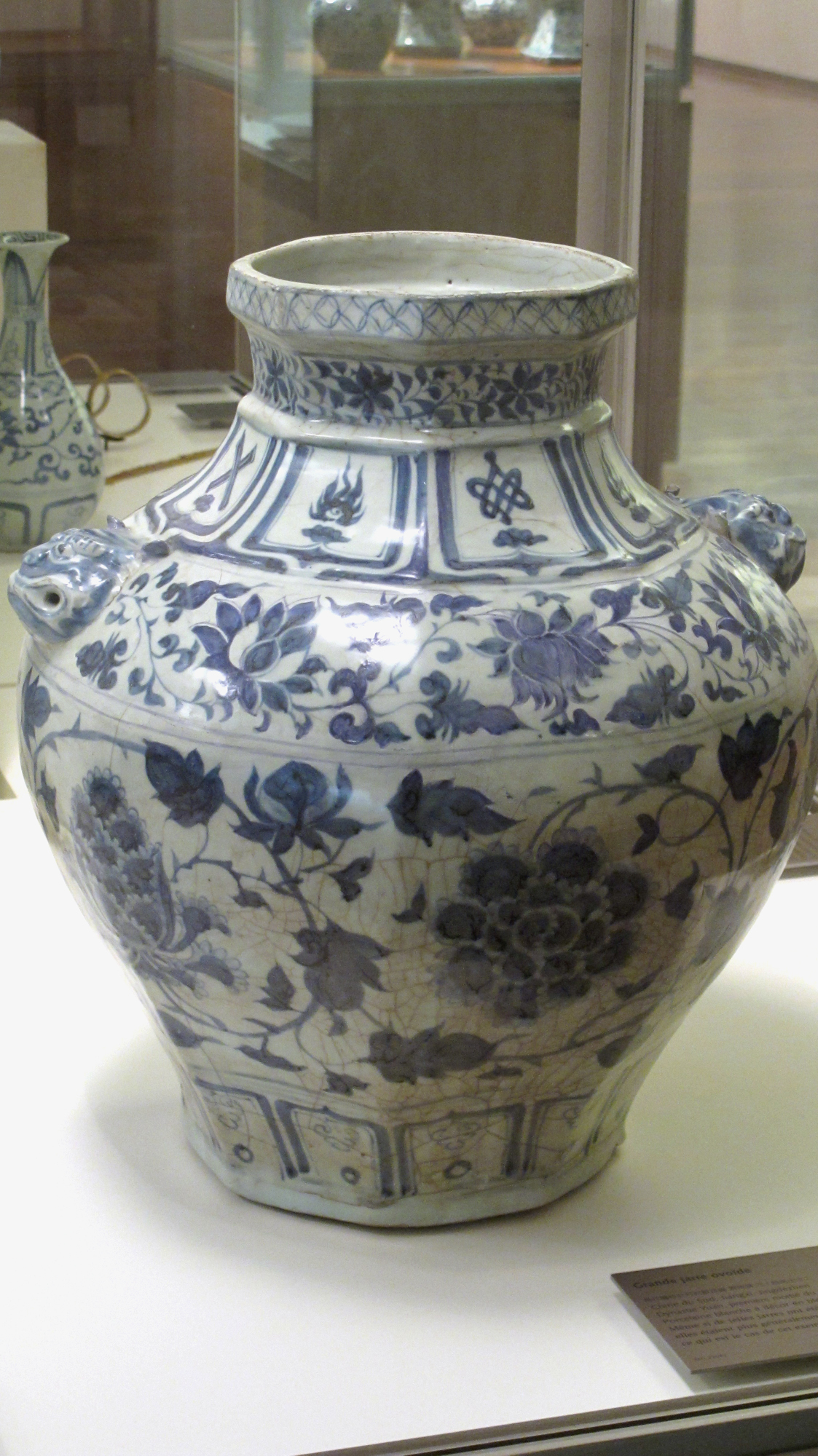
Jarrón ovoide grande, octogonal. Primera mitad del siglo XIV. Jingdezhen. Porcelana blanca decorada en azul bajo cubierta. Tales jarrones fueron destinados generalmente para la exportación. Esta copia fue exhumada en Vietnam. Museo Guimet.
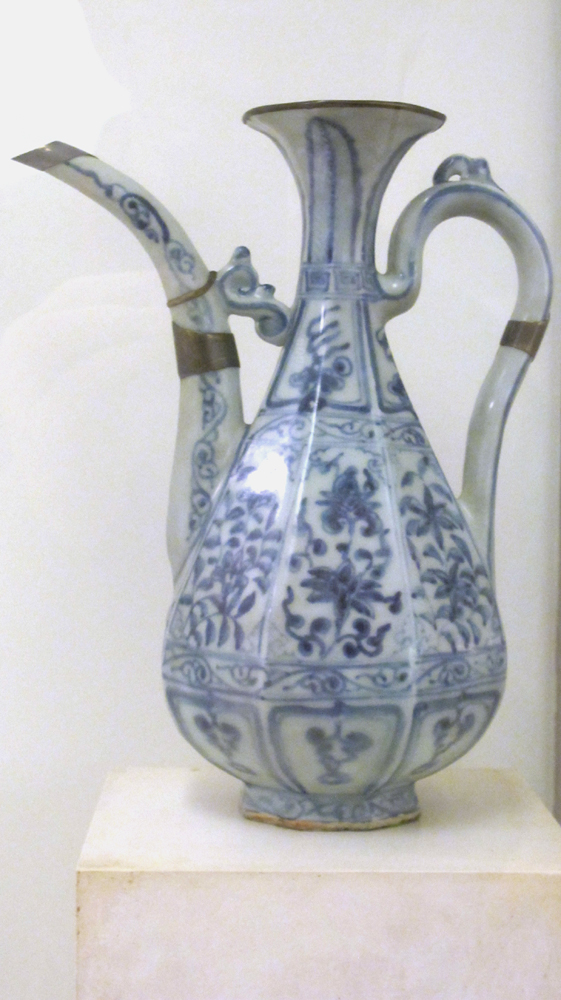
Jarro. China Meridional, Jiangxi, Jingdezhen. Dinastía Yuan, circa 1335. Porcelana blanca con decoración floral en azul cobalto encubierto. Museo Guimet.
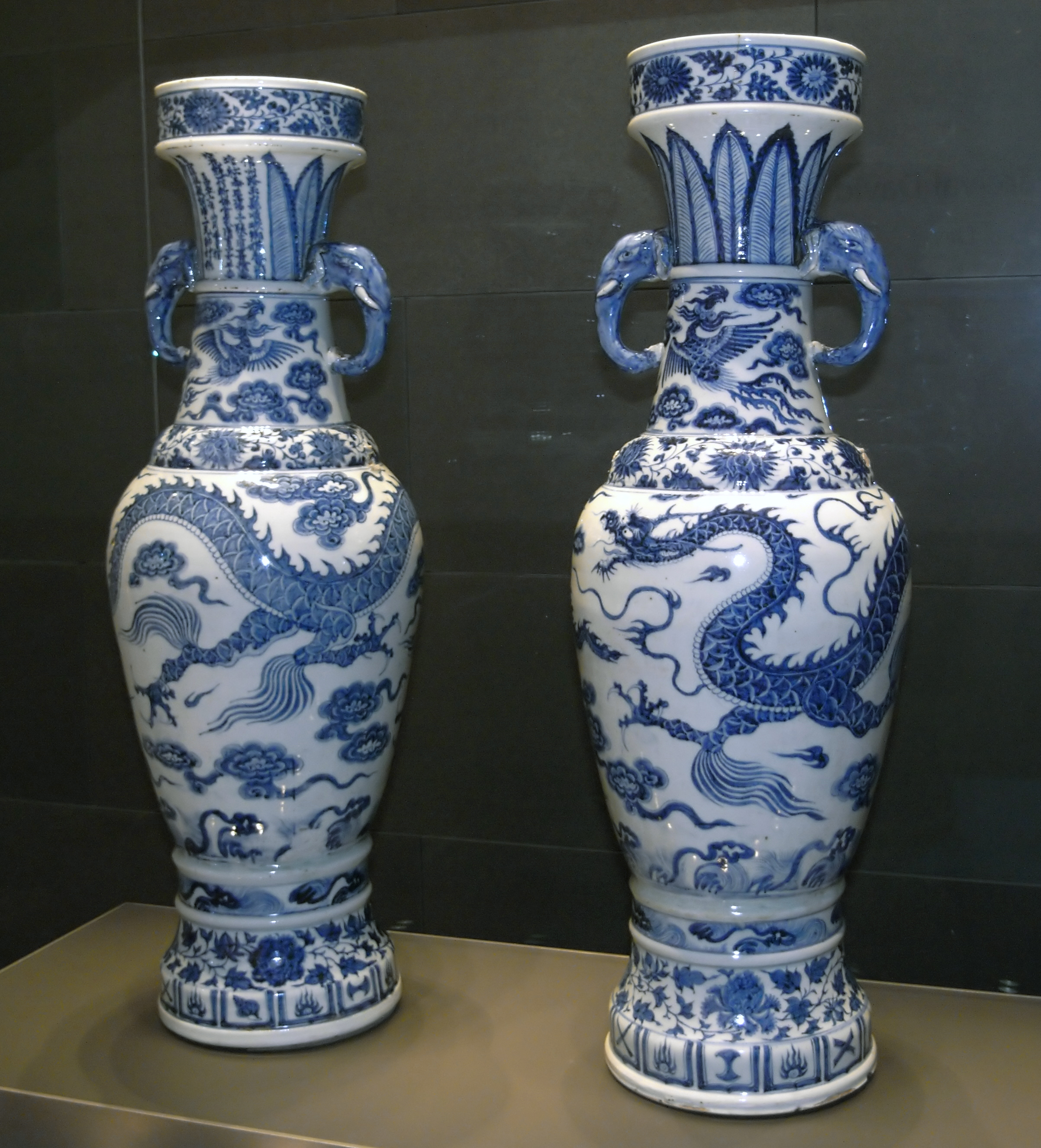
Dos jarrones conocidos como jarrones de David, fechados en 1351, encubiertos de azul cobalto, h: 63,5 cm cm. Museo Británico.

### Ming (1368 a 1644)

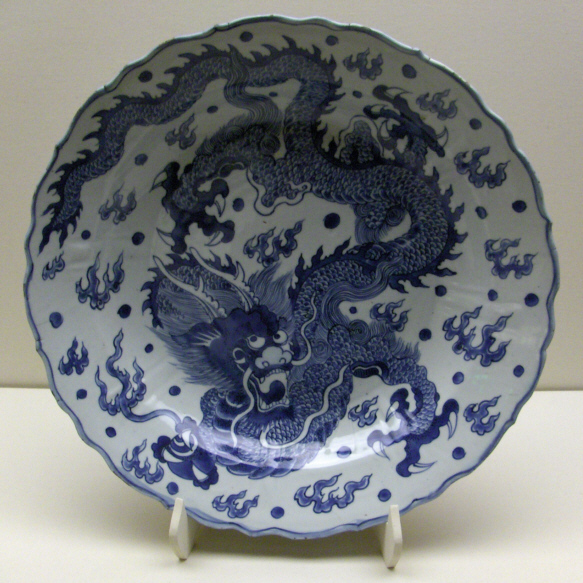
Plato de porcelana de la dinastía Ming o Qing, que representa un dragón.
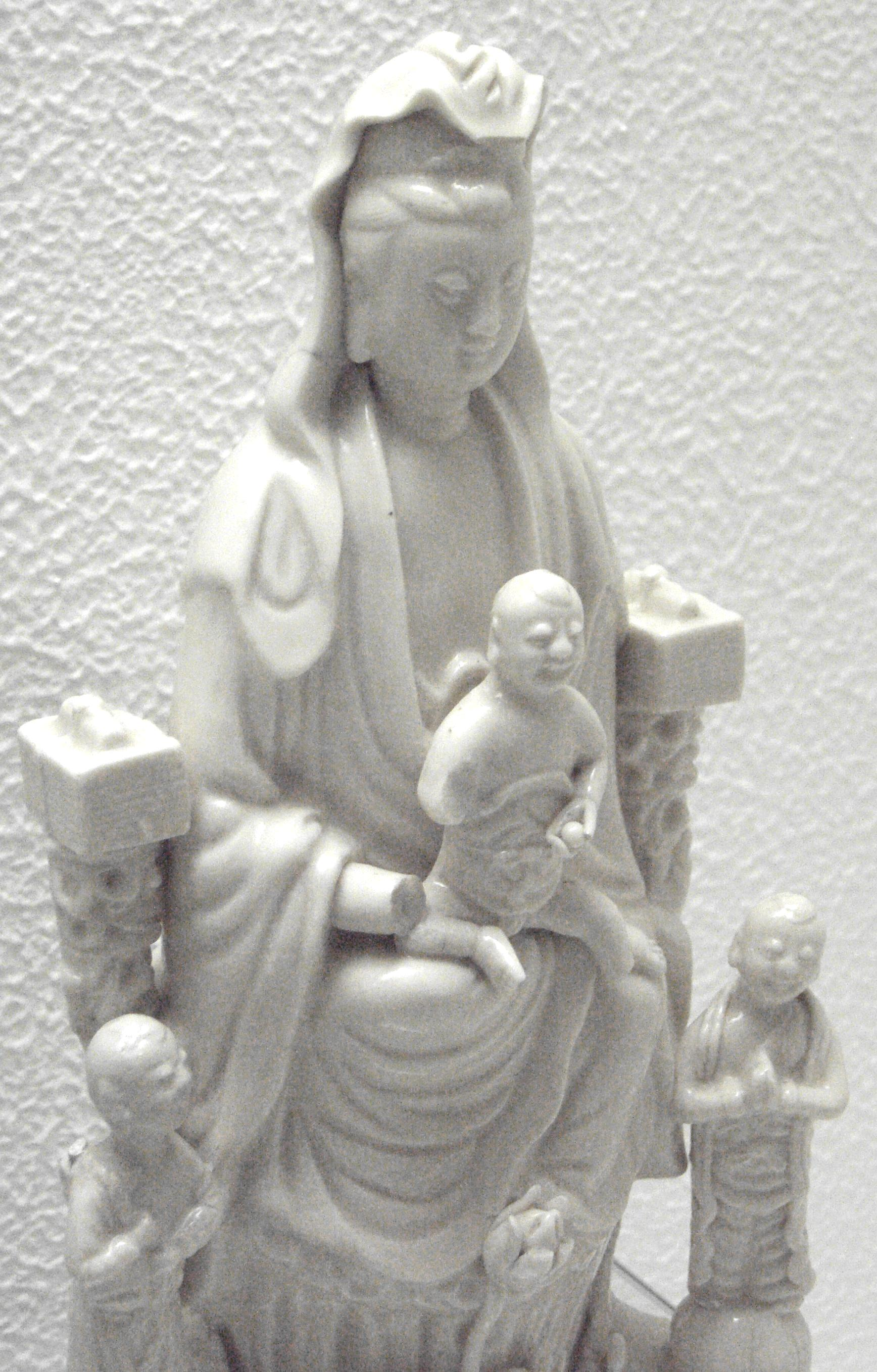
Guanyin (Bodhisattva de la Compasión) con niños; "China blanca" estatuilla de Dehua.
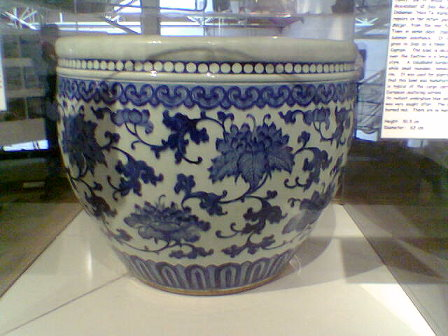
Cuenco de porcelana Ming con decoración floral.
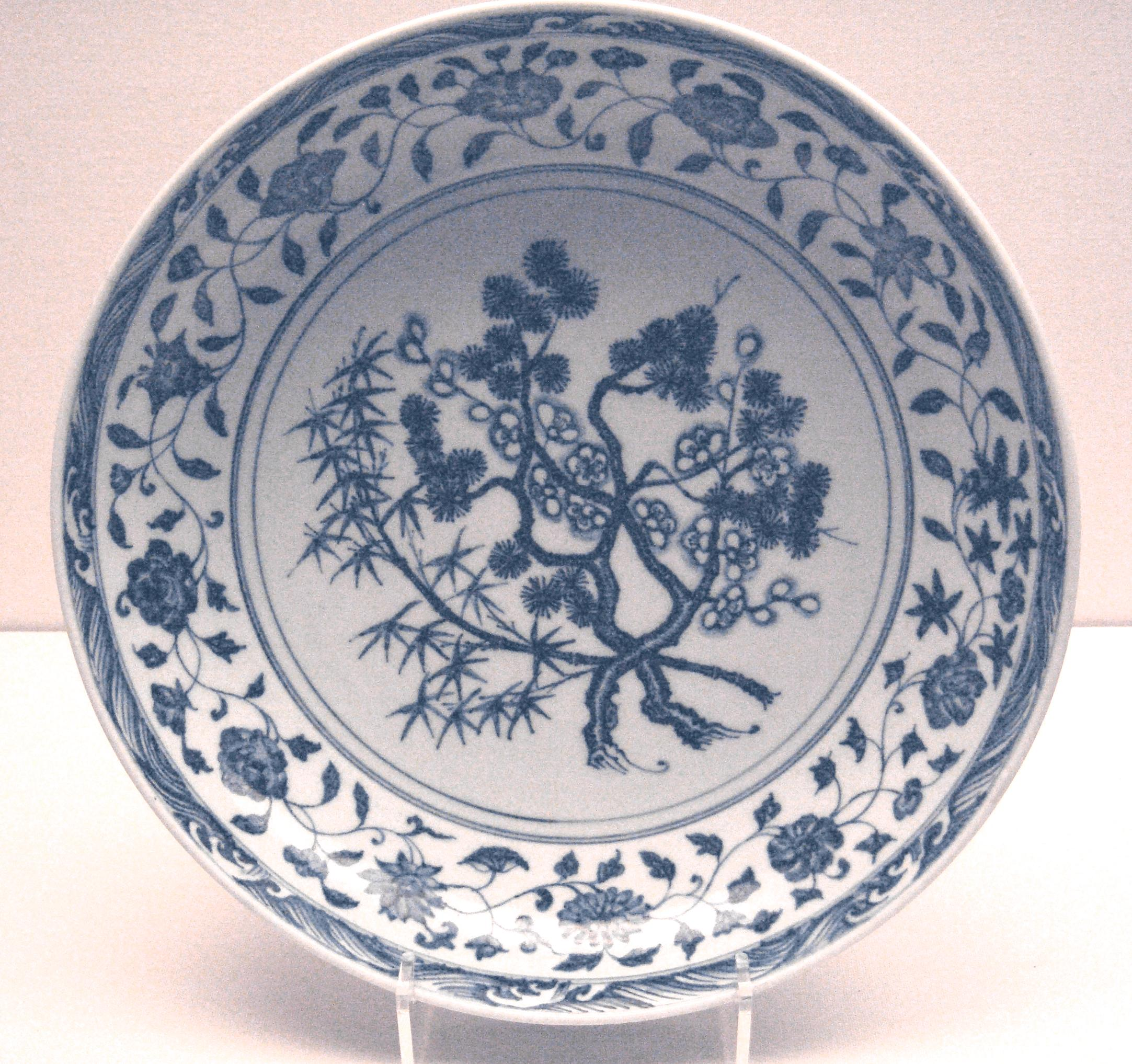
Plato de porcelana de la dinastía Ming, con una decoración de ramas de árboles, hojas y un borde floral.
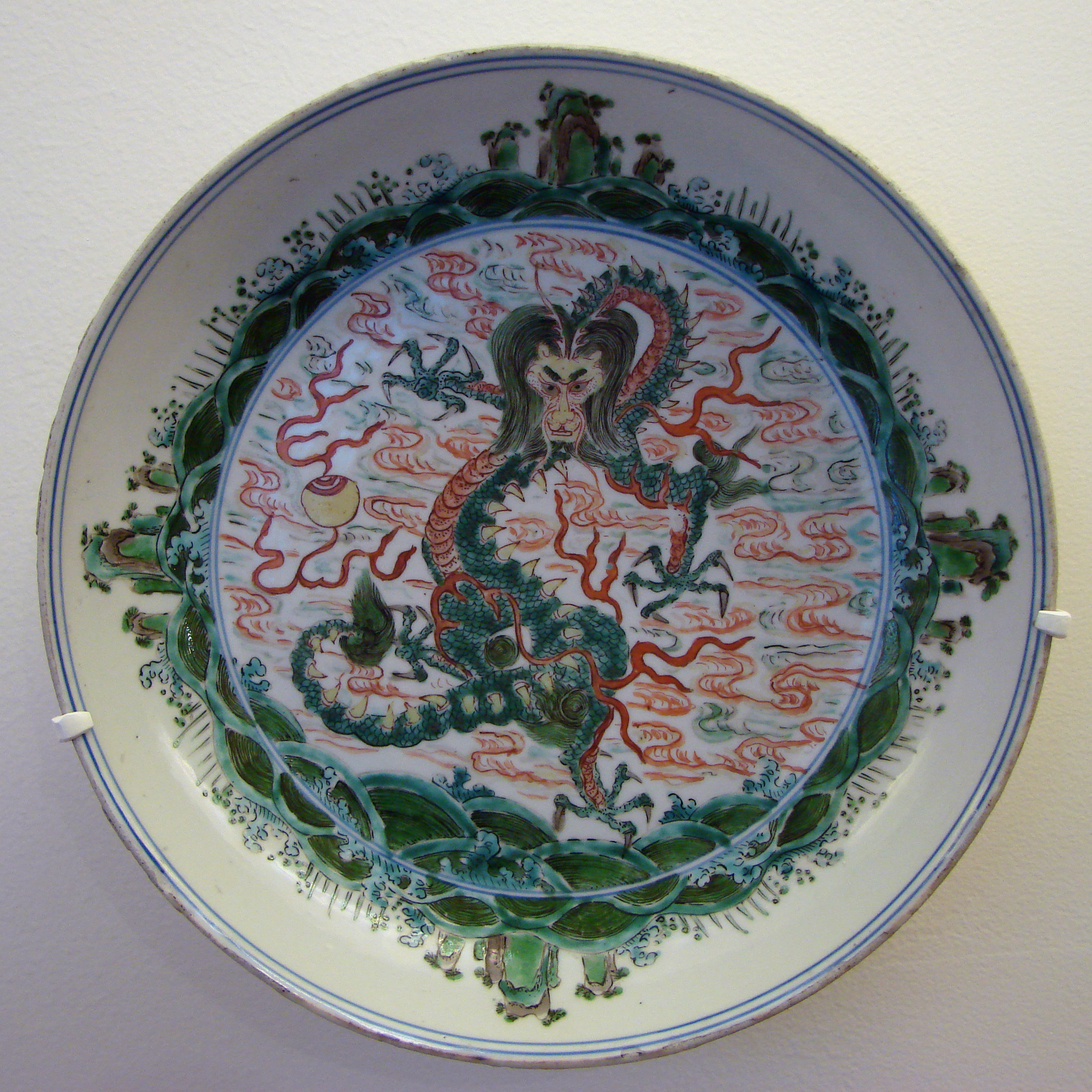
Plato de porcelana de 1634, durante el reinado del emperador Chongzhen (1627-1644).
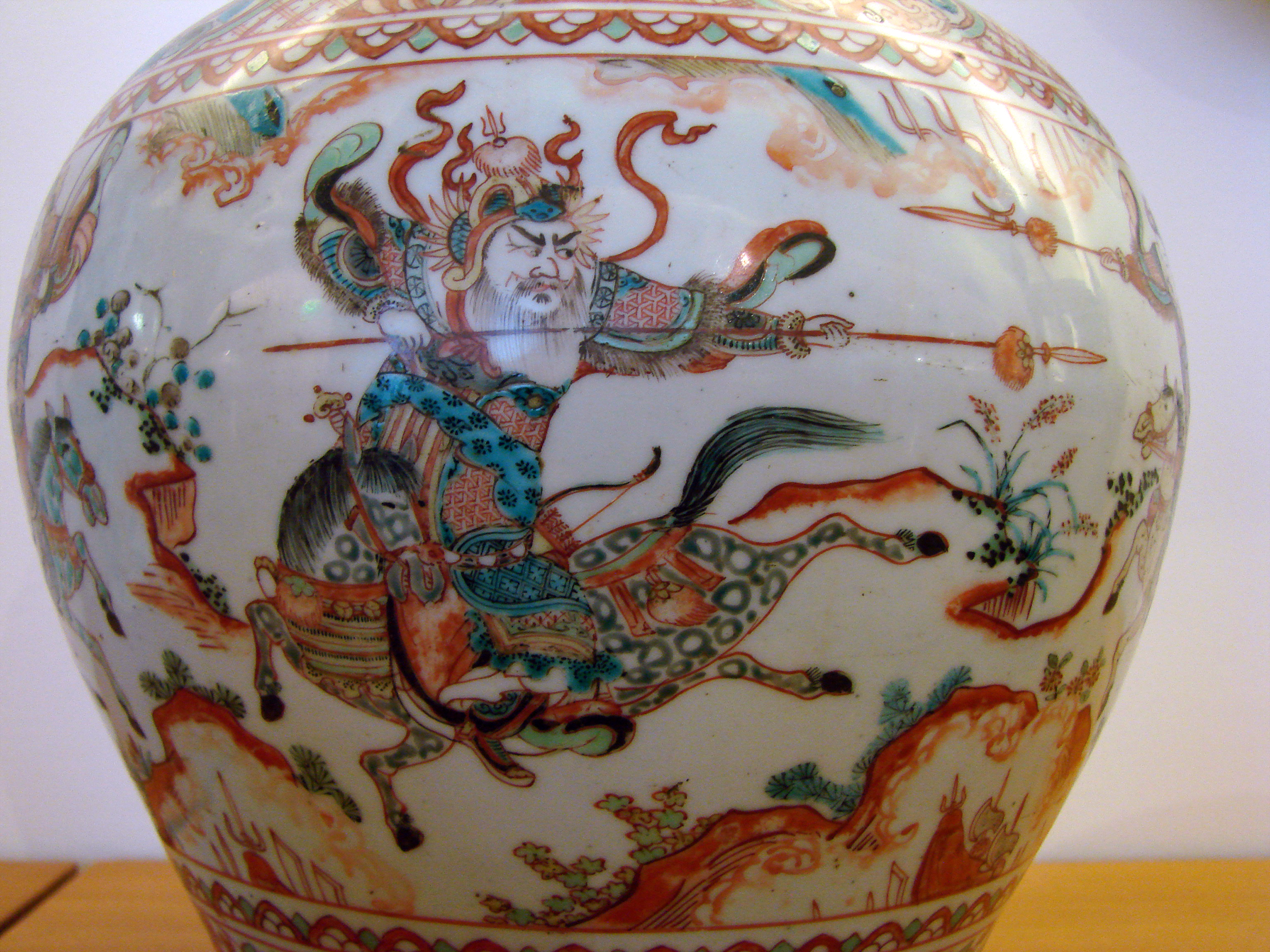
Jarrón de porcelana del reinado del emperador Jiajing (1521-1567)
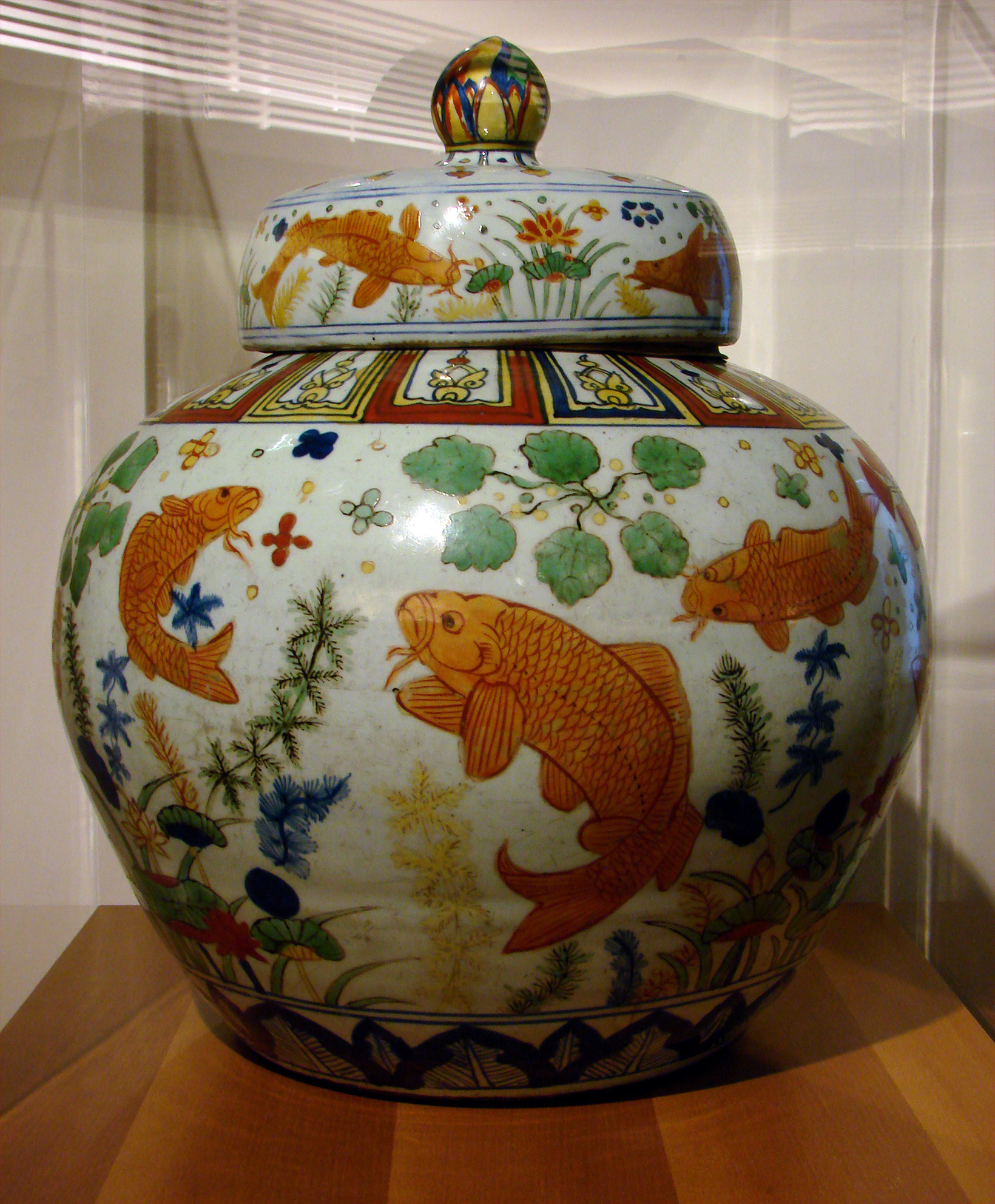
Ming jarrón de estilo wucai, decoración de peces de colores.
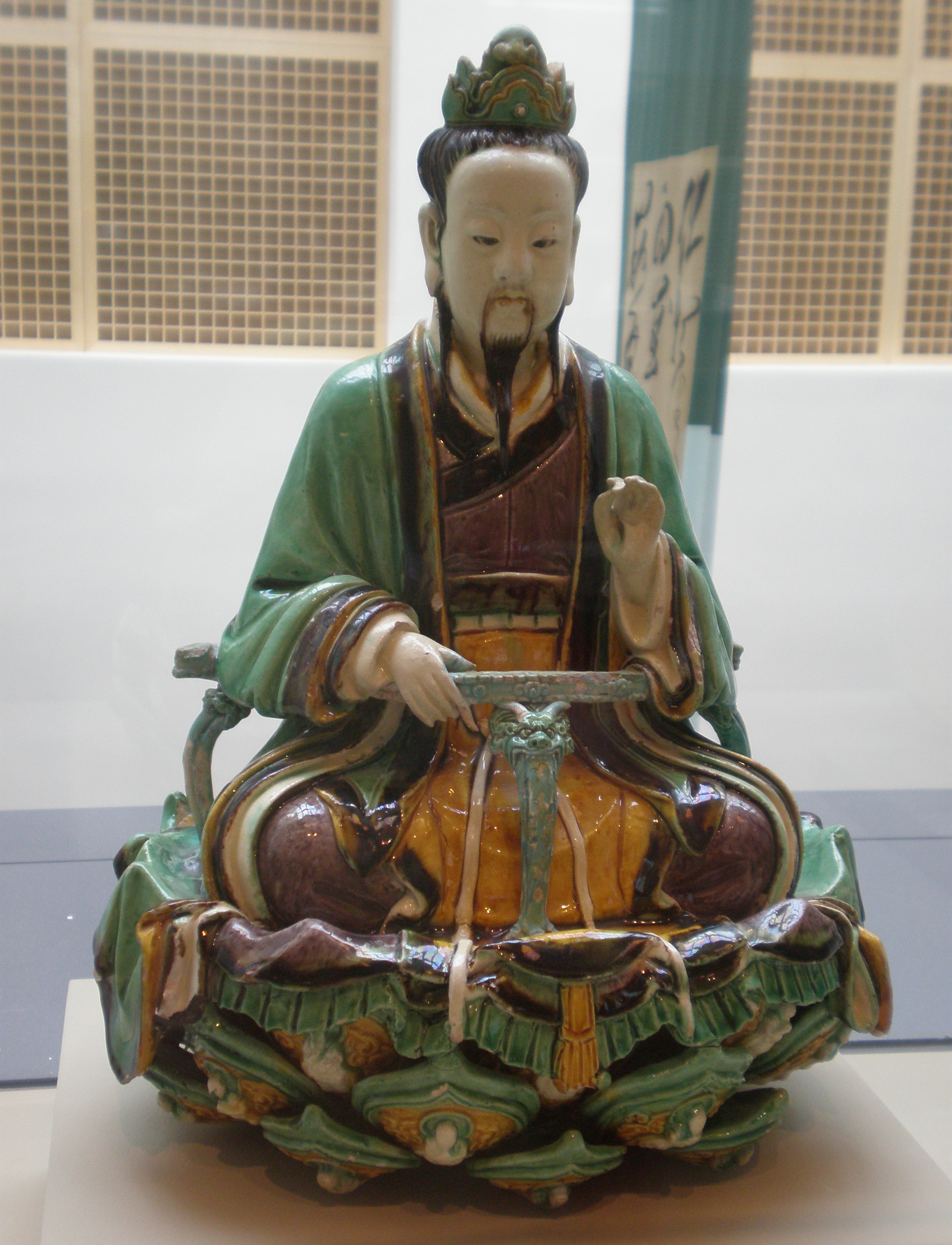
Estatua de Buda sentado, cerámica vidriada verde y amarilla, período Ming
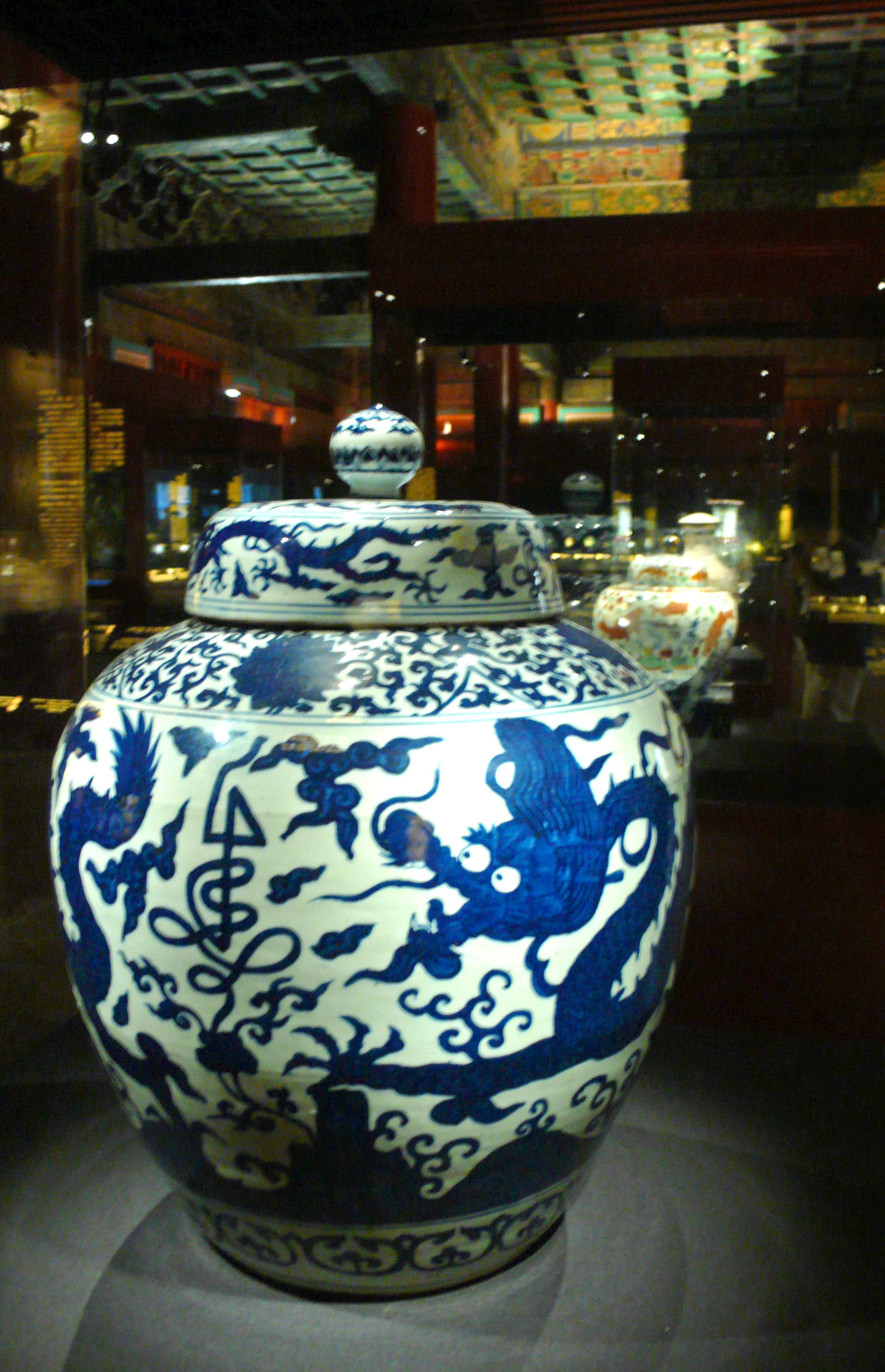
Jarrón azul y blanco, decorado con dragones y nubes, período Jiajing, dinastía Ming, (1521-1567), Beijing.
Jarrón azul y blanco Ming exhibido en un museo entre Pekín y Badaling.Jarrón azul y blanco Ming exhibido en un museo entre Pekín y Badaling.

### Qing (1644 a 1912)

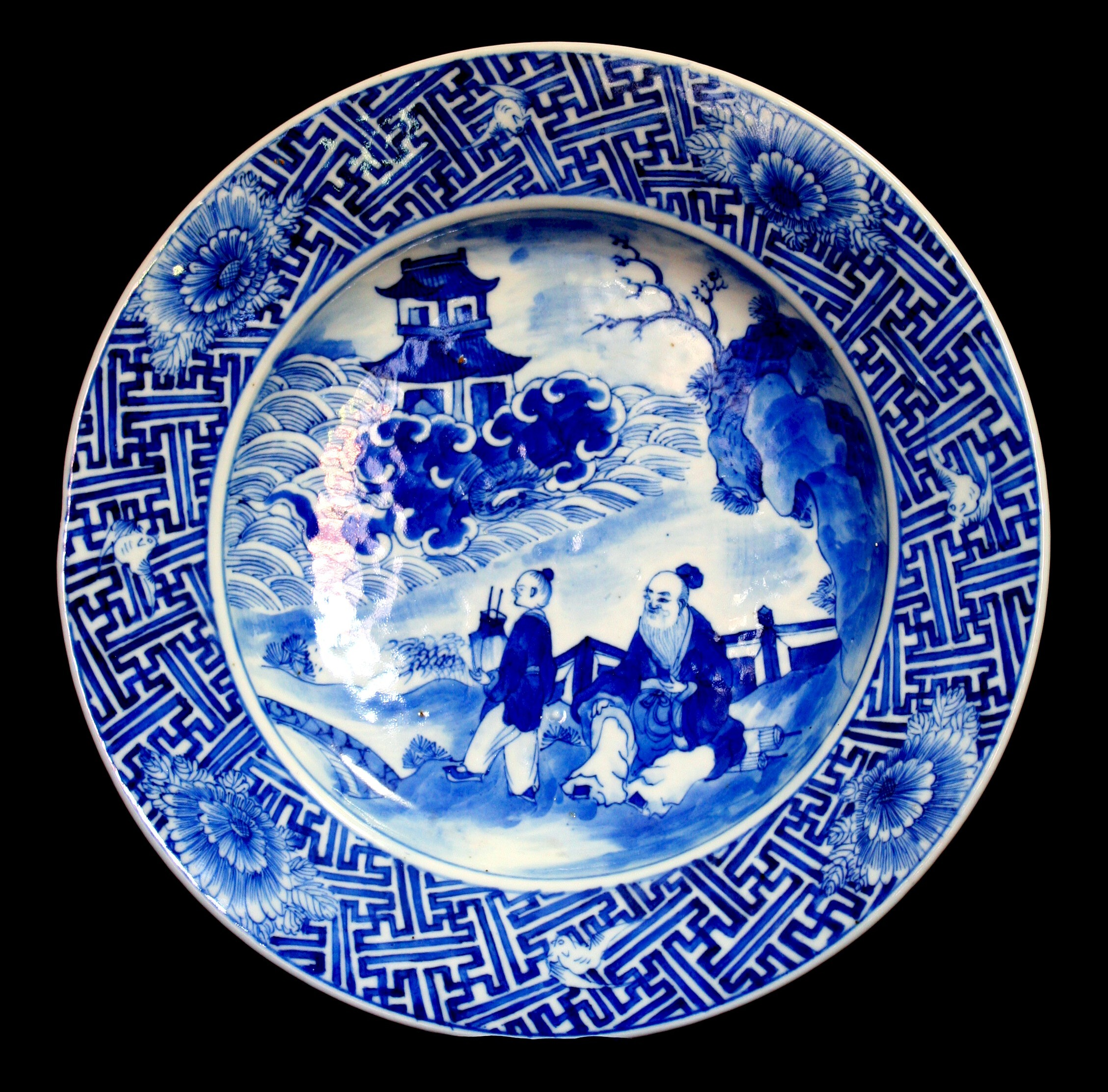
Kangxi, período de transición (1644-1680)
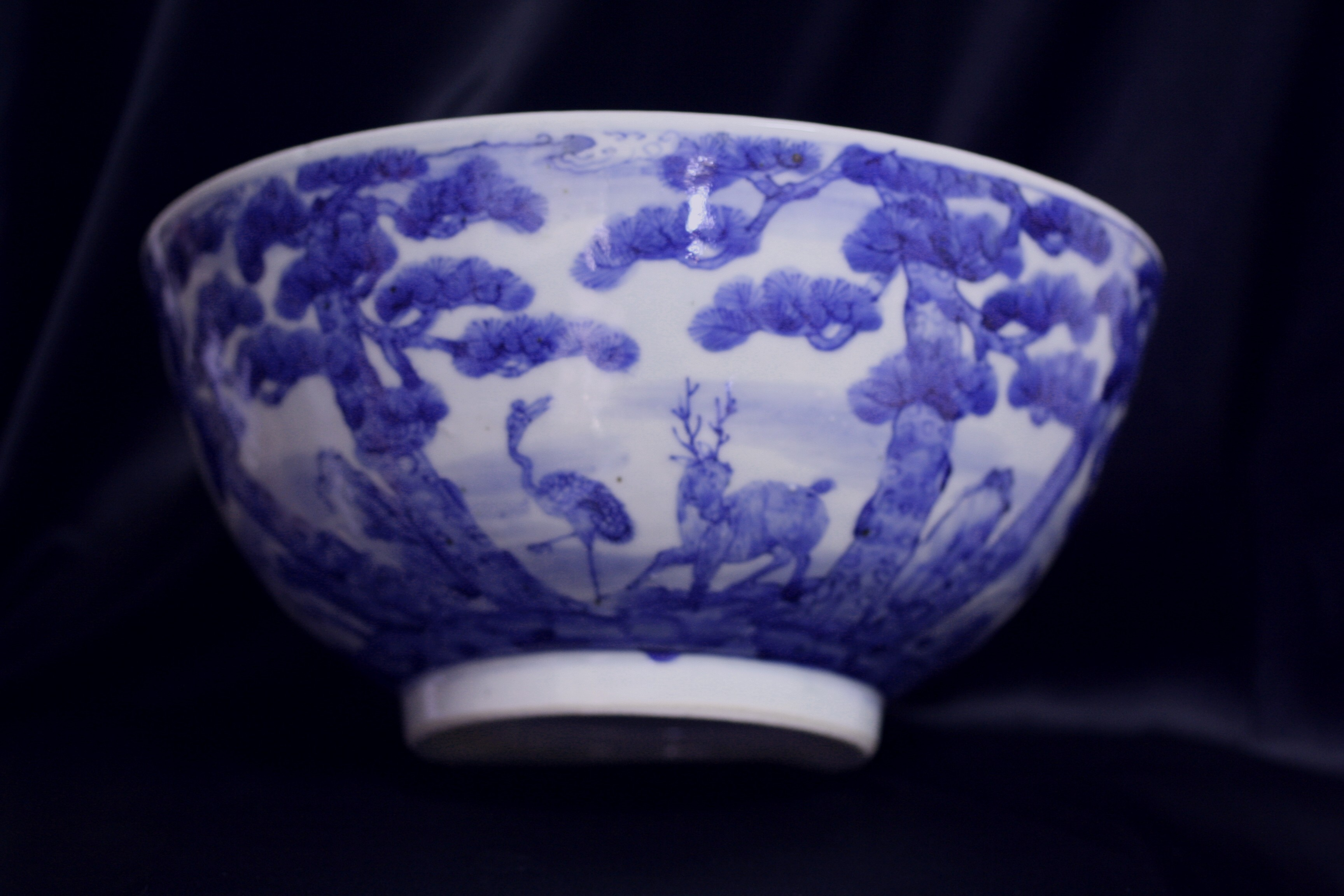
Kangxi, período de transición (1644-1680)
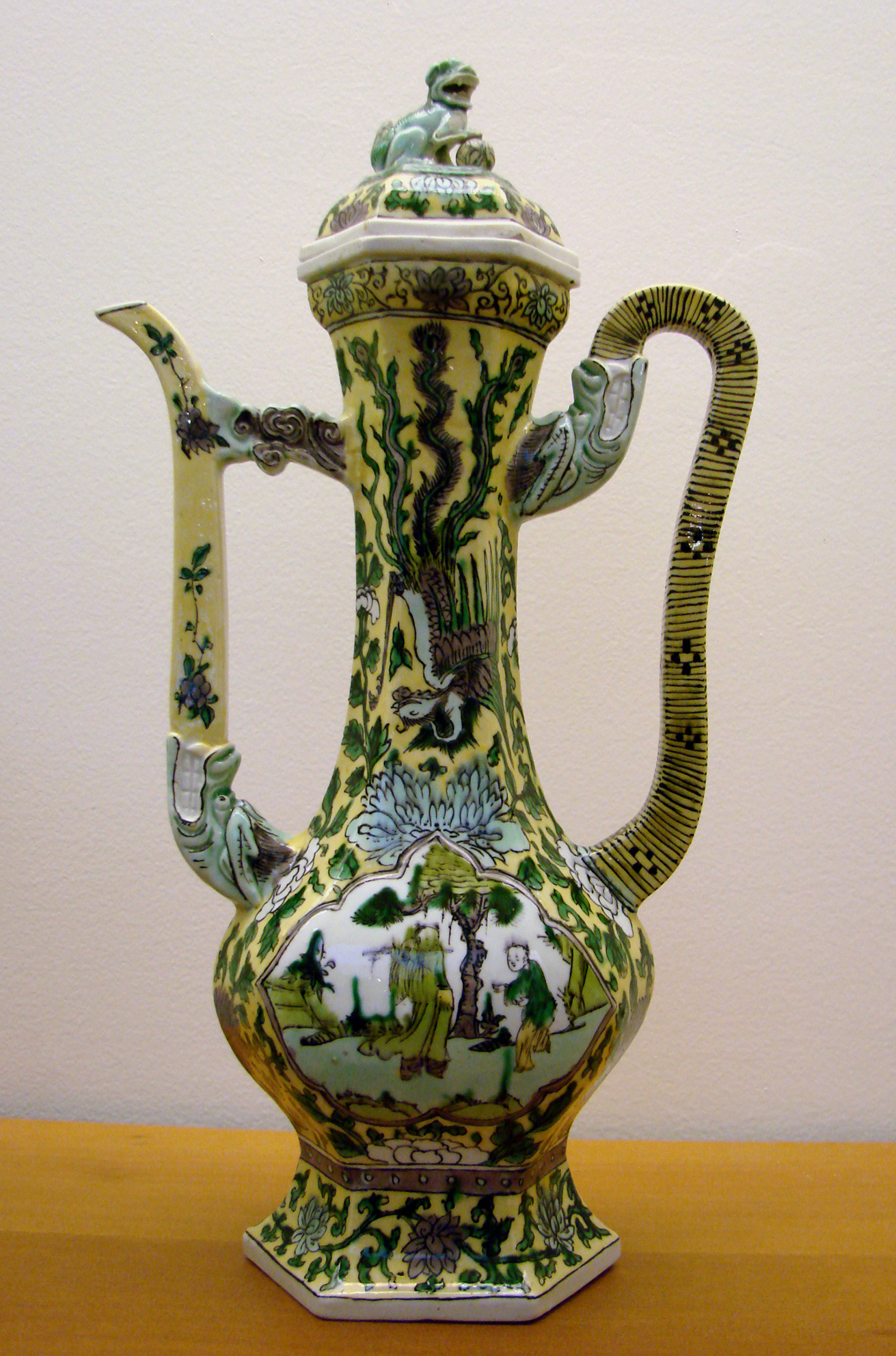
Jarra de porcelana con tapa del reinado de Kangxi (1661-1722)
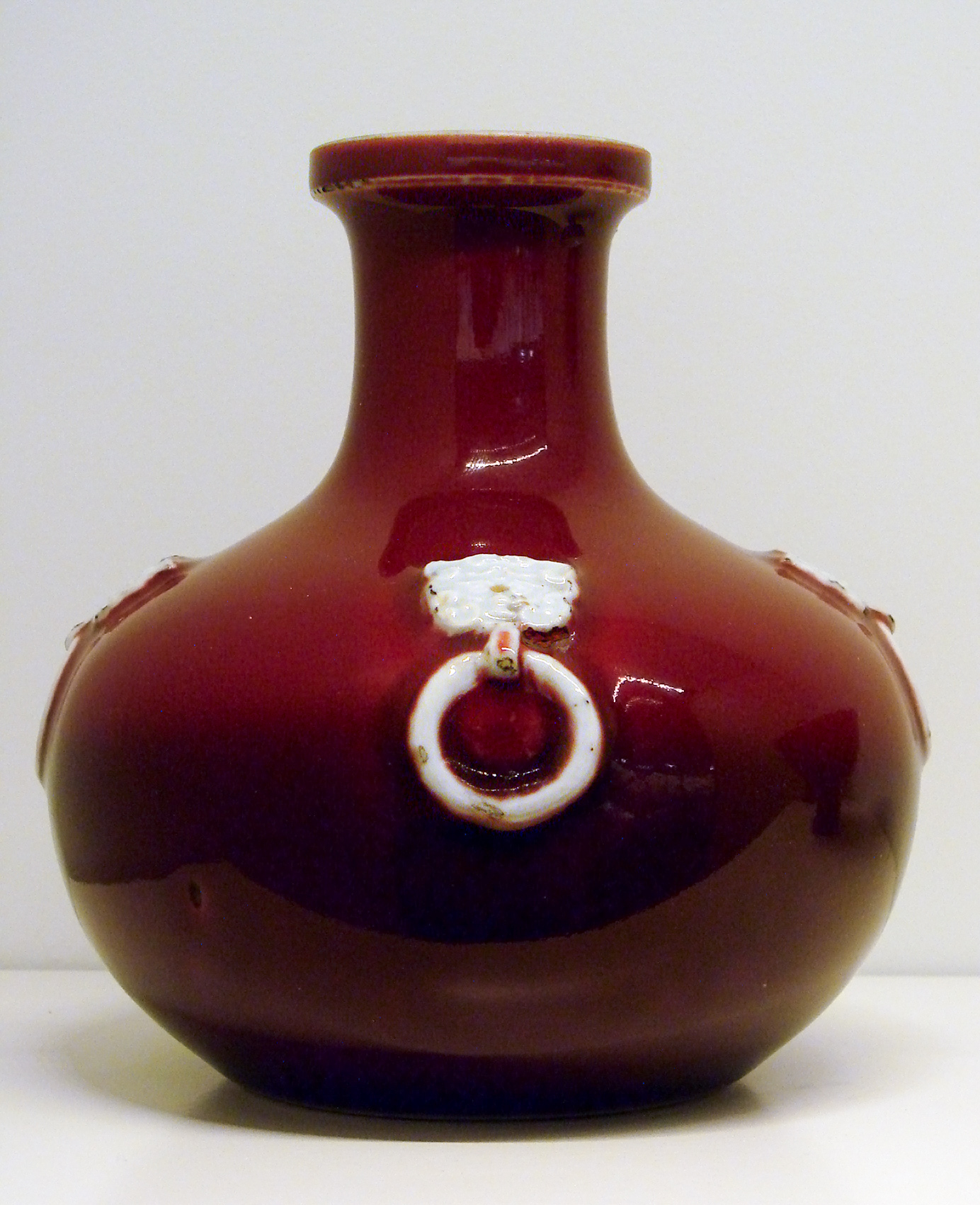
Porcelana roja esmaltada del reinado de Yongzheng (1722-1735)
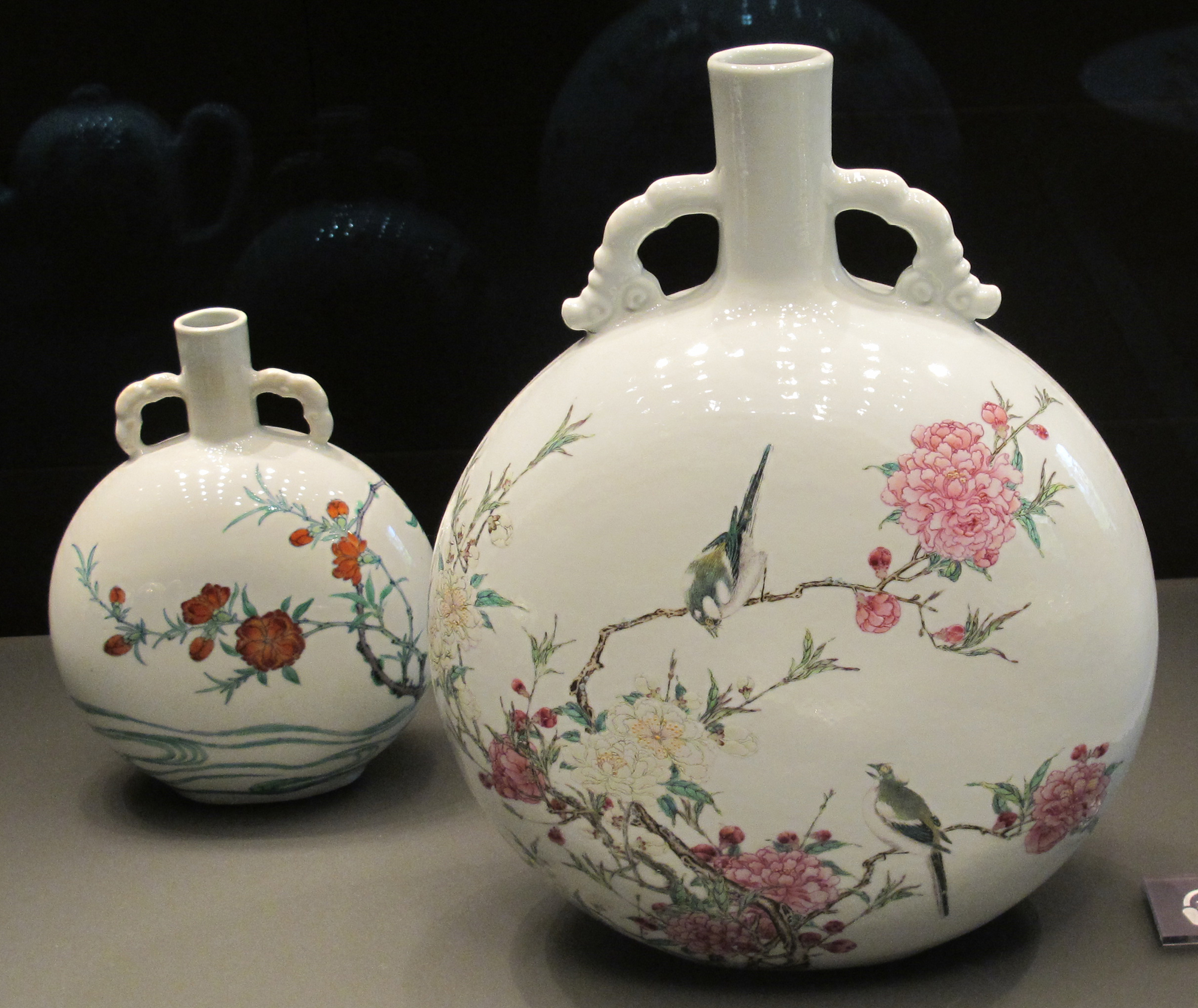
Frascos de luna, doucai y fencai, con parejas de pájaros en ramas florecientes. Jingdezhen. Qing, Período Yongzheng 1723-35. H de los mayores 29,3 cm cm. Colección Sir Percival David, Museo Británico
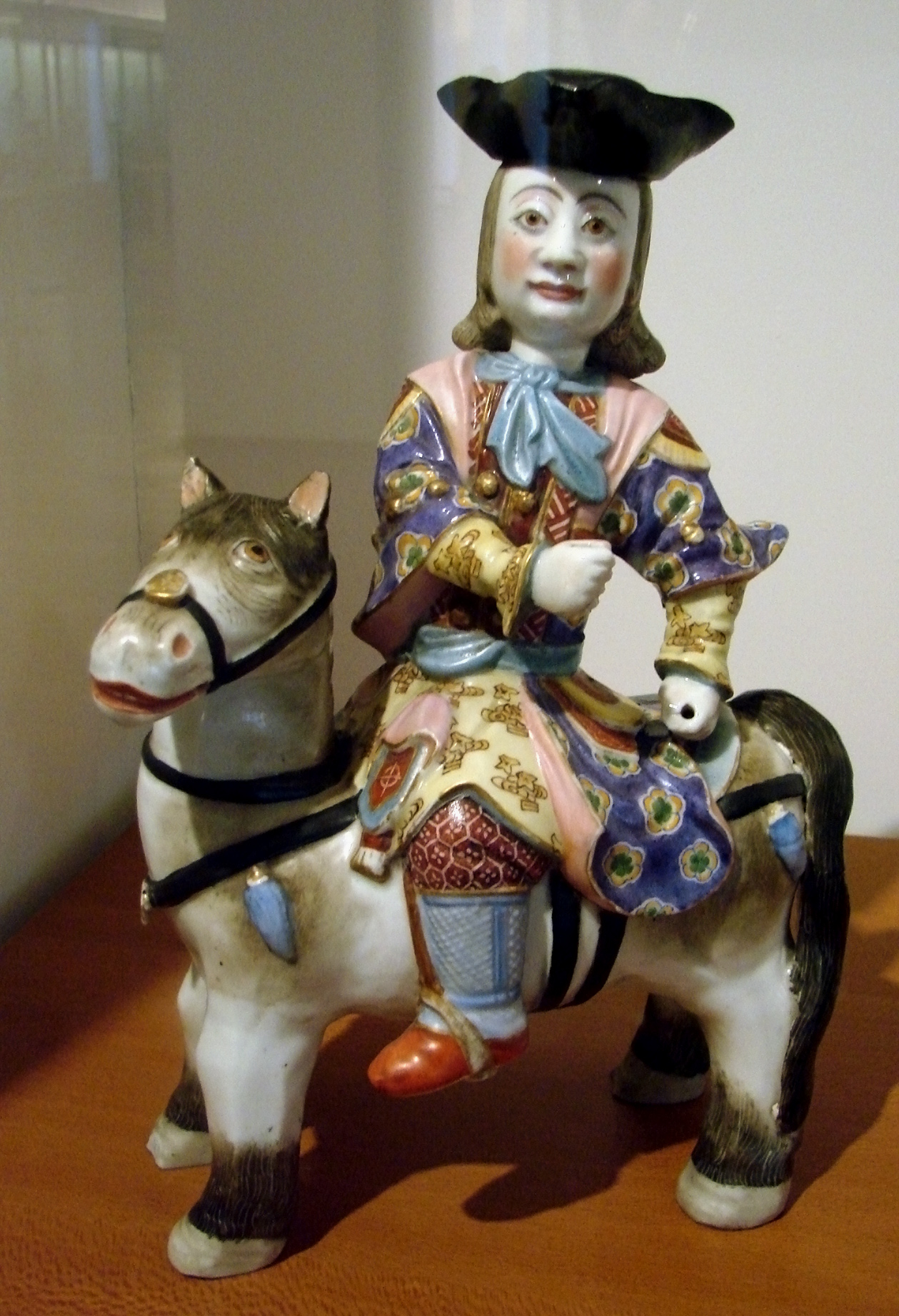
Caballo europeo, porcelana de la primera mitad del siglo  : pieza para exportar
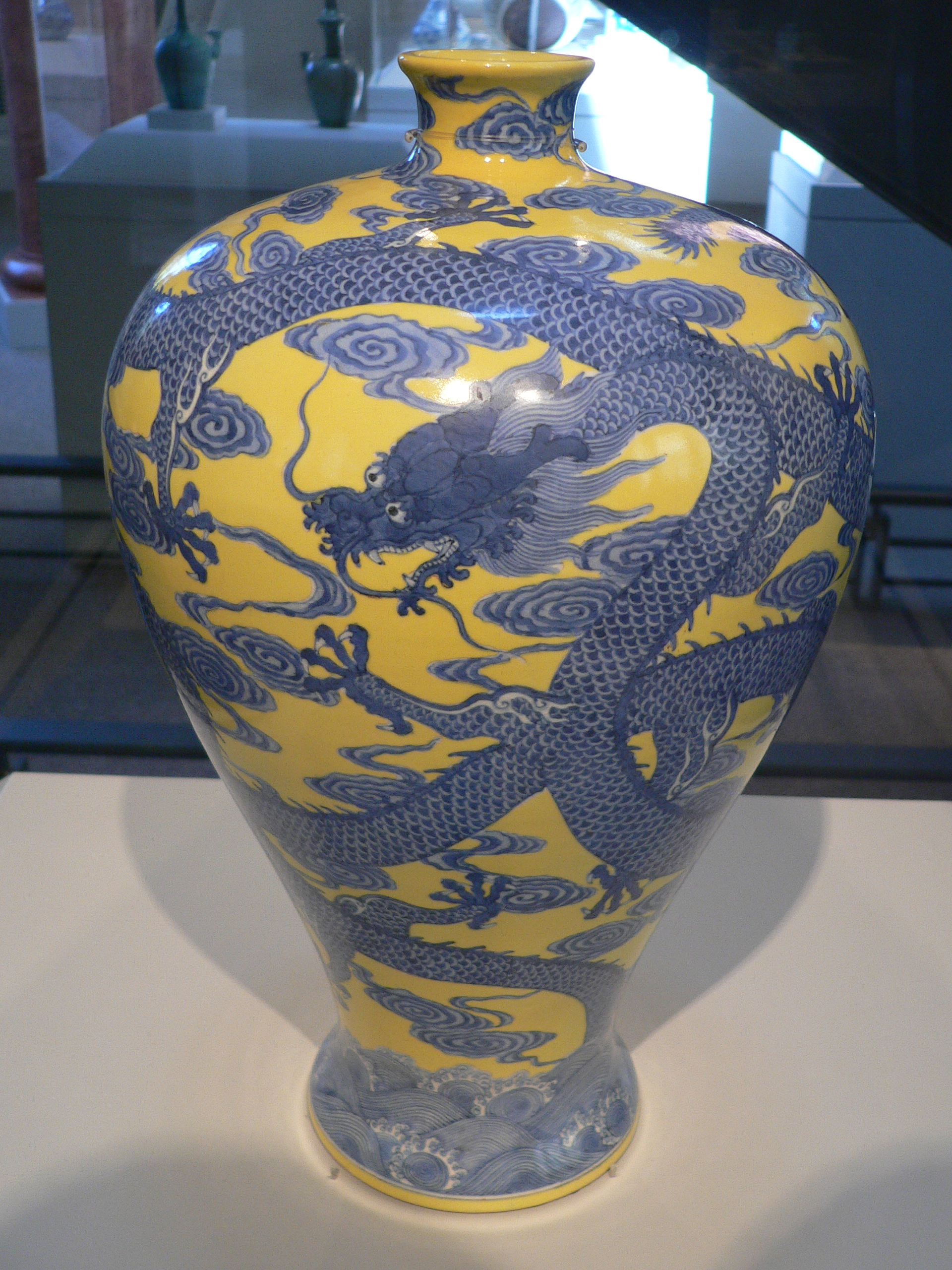
Porcelana del reinado de Qianlong (1735-1796)
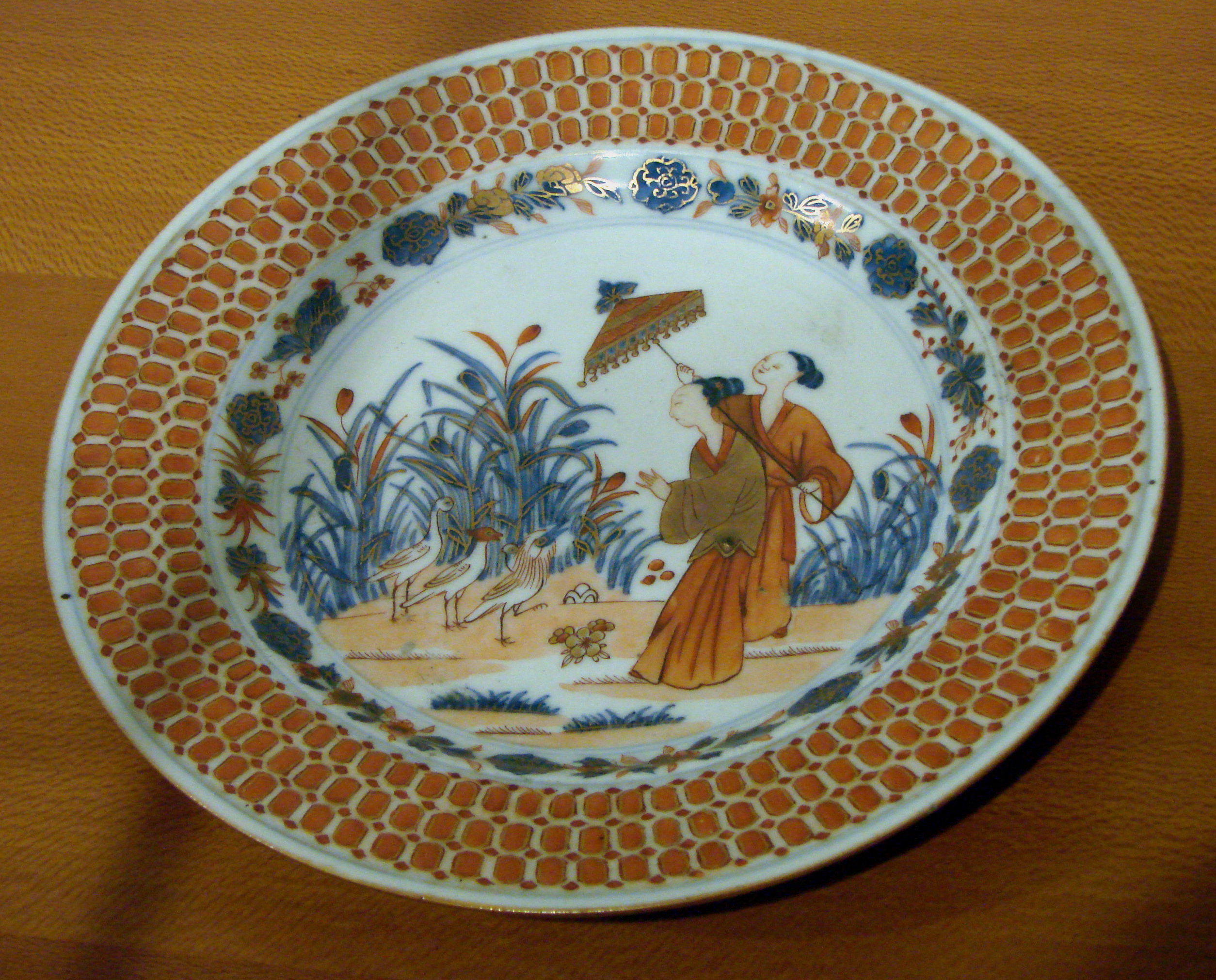
Plato de porcelana del reinado de Qianlong (1735-1796): un pedido para la Compañía de las Indias Orientales
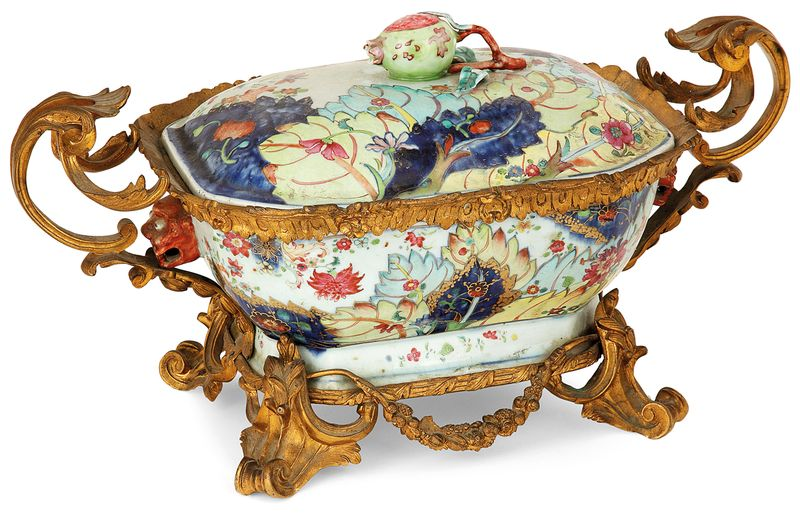
Terrina de porcelana rectangular del reino de Qianlong (1735-1796).
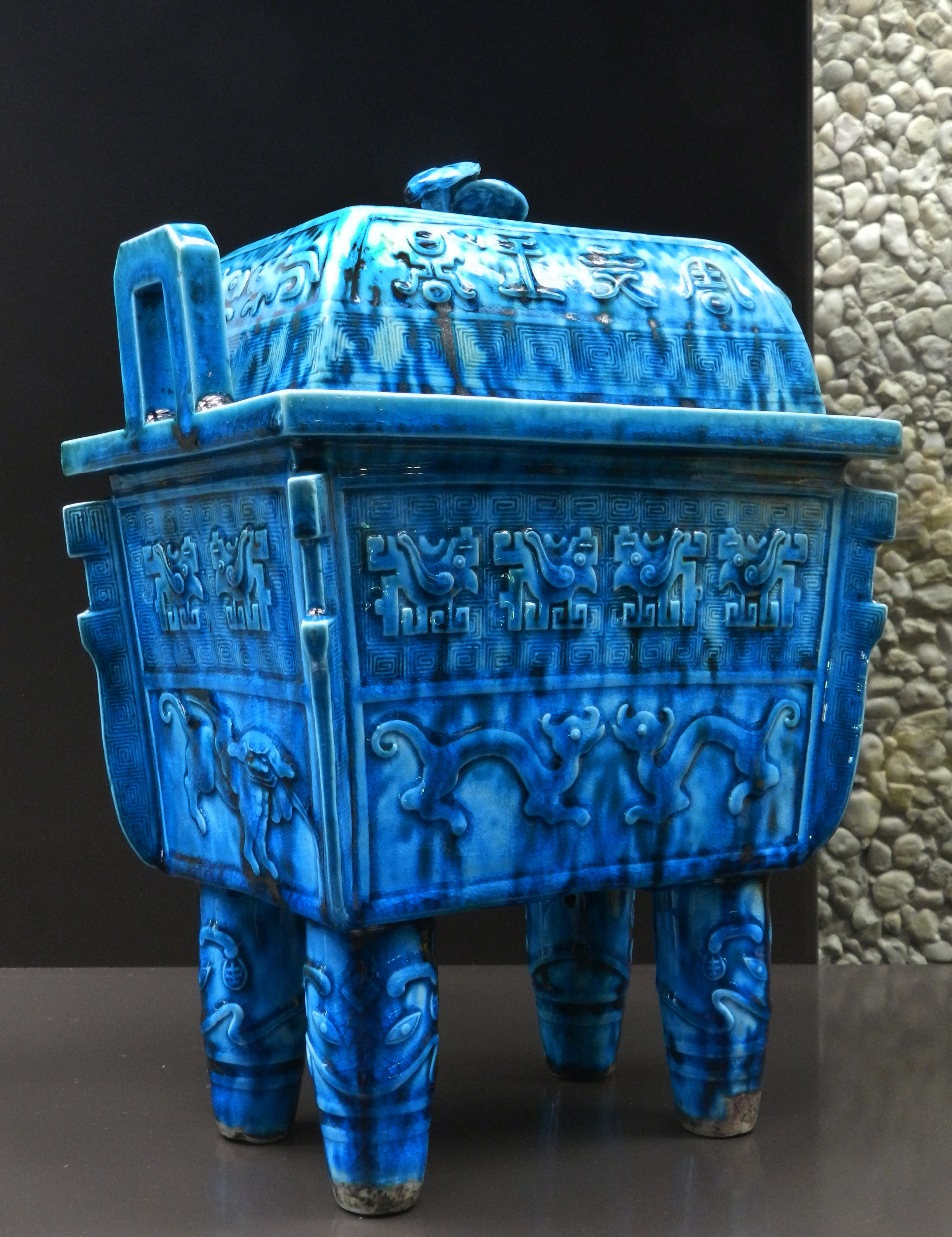
Jarrón ritual (colmillo), porcelana esmaltada, marca Qianlong (1735-1796) pero probablemente más tarde ( Museo Real de Mariemont ).

### Desde la caída de los Qing (1912) hasta hoy día.

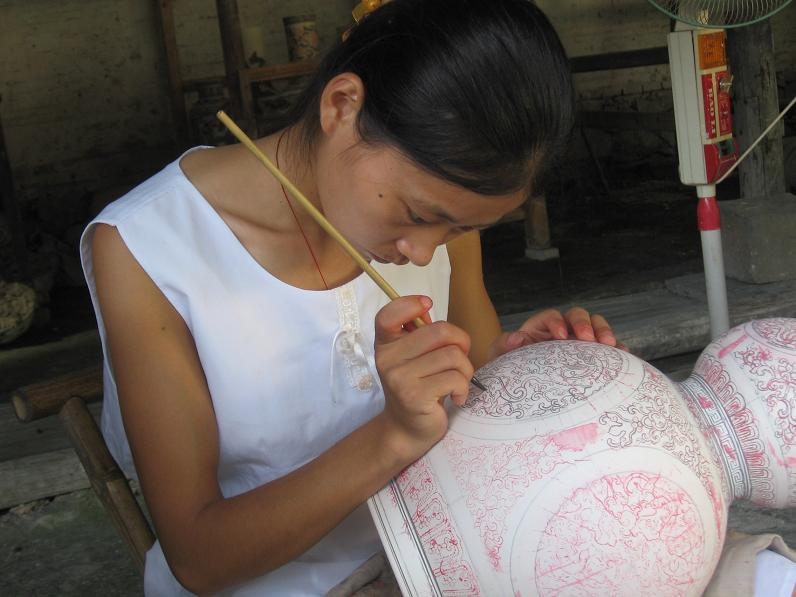
Decoración de porcelana en Jingdezhen, hoy en día.
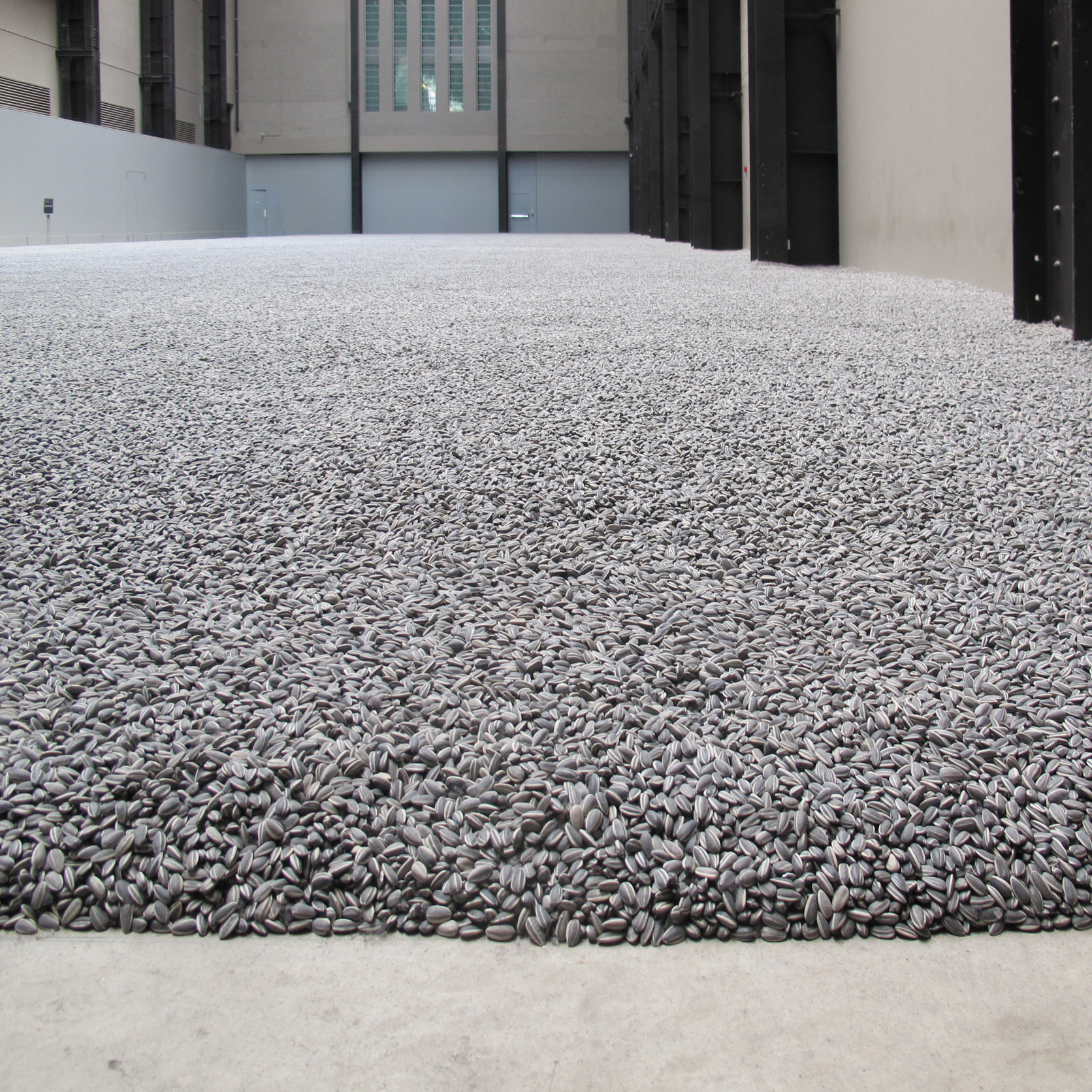
Semillas de girasol. Ai Weiwei, 2011, Instalación en la Tate Modern. Millones de pequeñas porcelanas de Jingdezhen pintadas a mano